# S-Bahn Berlin
Die S-Bahn Berlin ist ein Eisenbahnsystem für den öffentlichen Personennahverkehr in Berlin und dem nahen Umland der Stadt. Auf einem Streckennetz von 340 Kilometern verkehren 16 Linien, die 168 Bahnhöfe bedienen, davon liegen rund 83 Kilometer Strecke und 36 Bahnhöfe im Land Brandenburg.
Betrieb und Wartung der Fahrzeuge werden von der zur Deutschen Bahn gehörenden S-Bahn Berlin GmbH verantwortet. Die Berliner S-Bahn war die erste Nahverkehrsbahn, die als S-Bahn bezeichnet wurde, und ist neben der Hamburger S-Bahn die einzige in Deutschland, die mit Gleichstrom mit seitlichen Stromschienen betrieben wird.
Zusammen mit der U-Bahn sowie dem Bus- und Straßenbahnnetz der Berliner Verkehrsbetriebe (BVG) bildet die S-Bahn das Rückgrat des öffentlichen Nahverkehrs in Berlin.

## Linien und Netz

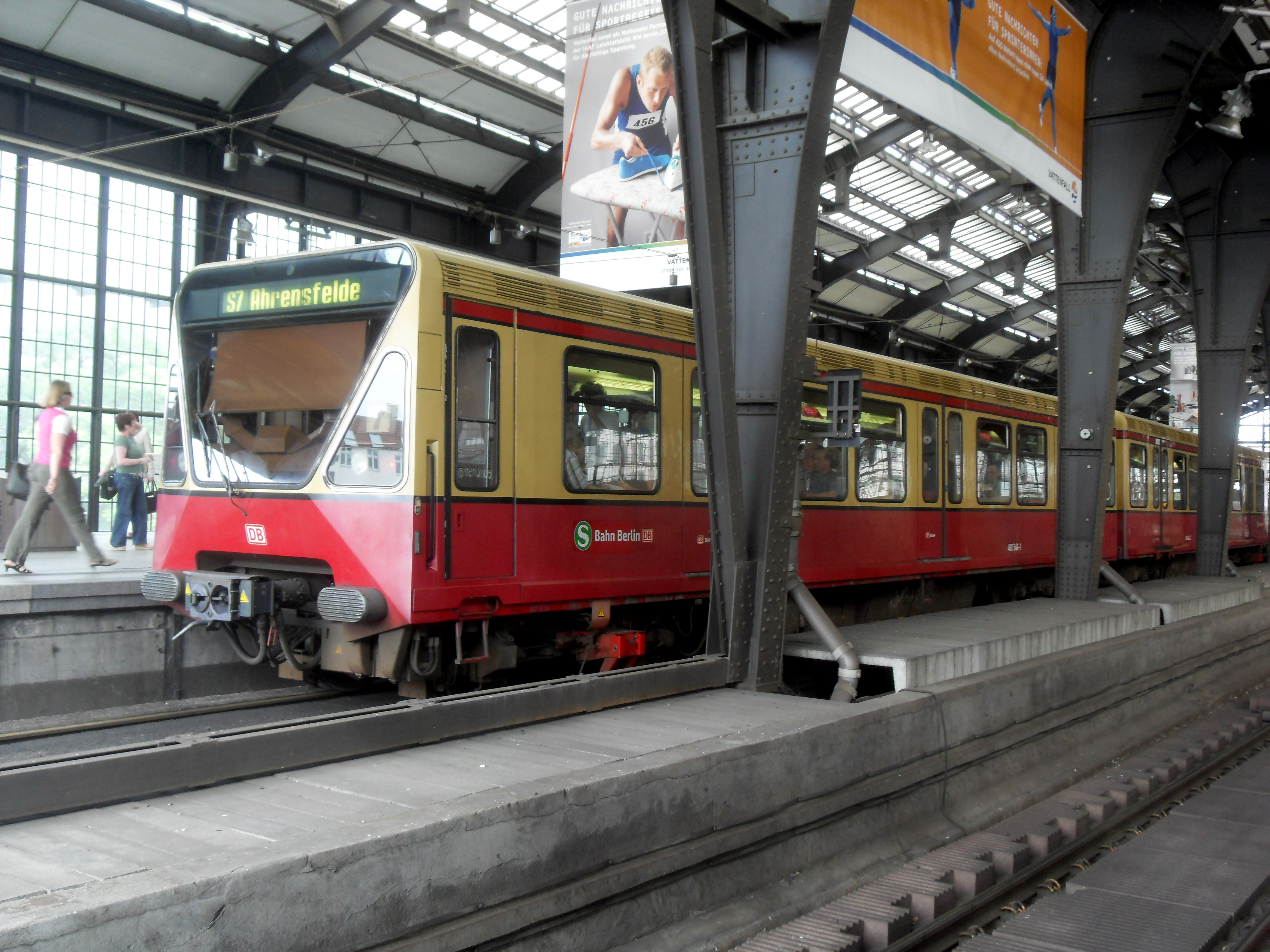
Bahnhof Friedrichstraße mit Zug der Baureihe 480

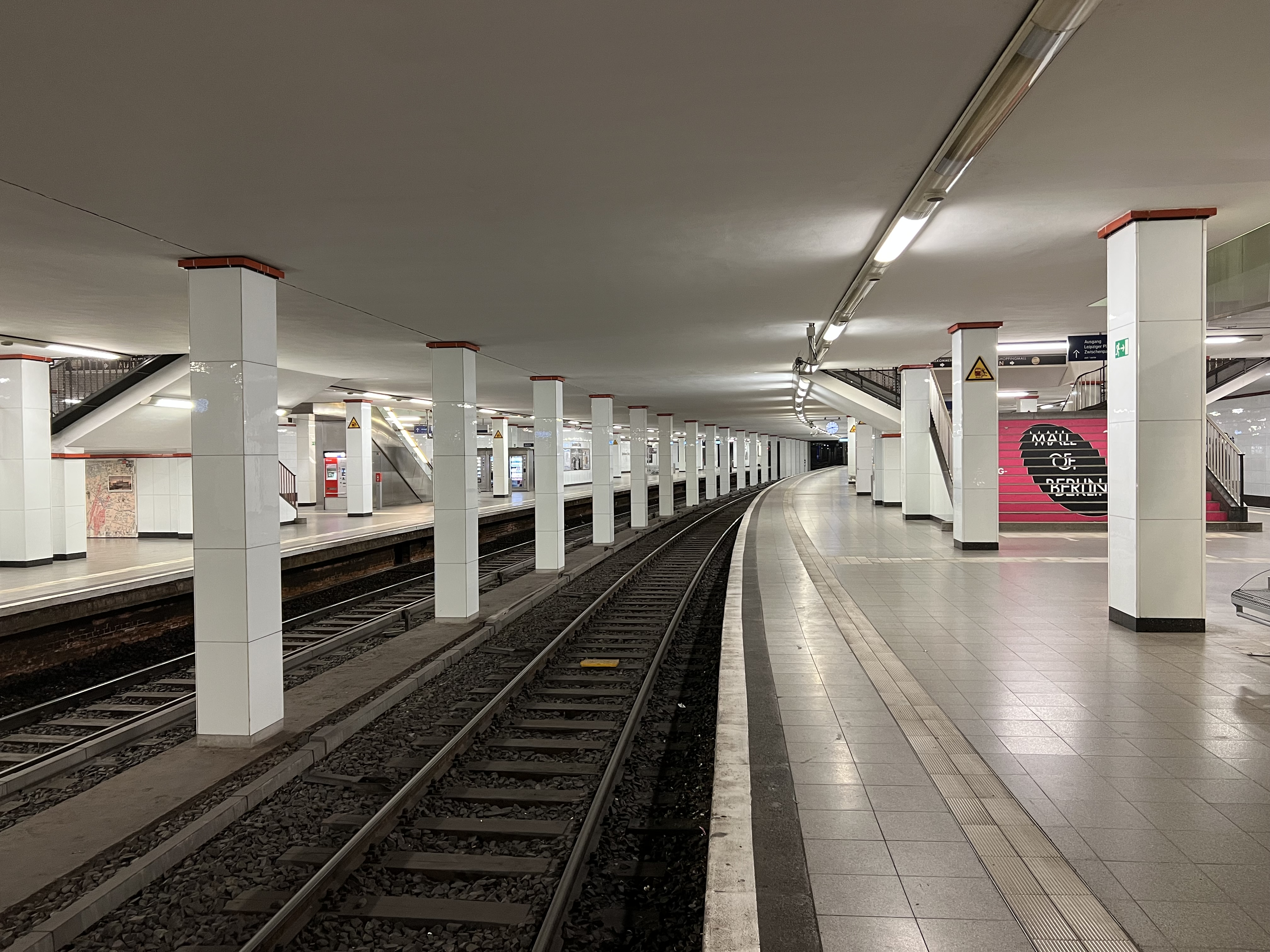
Unterirdischer S-Bahnhof Potsdamer Platz

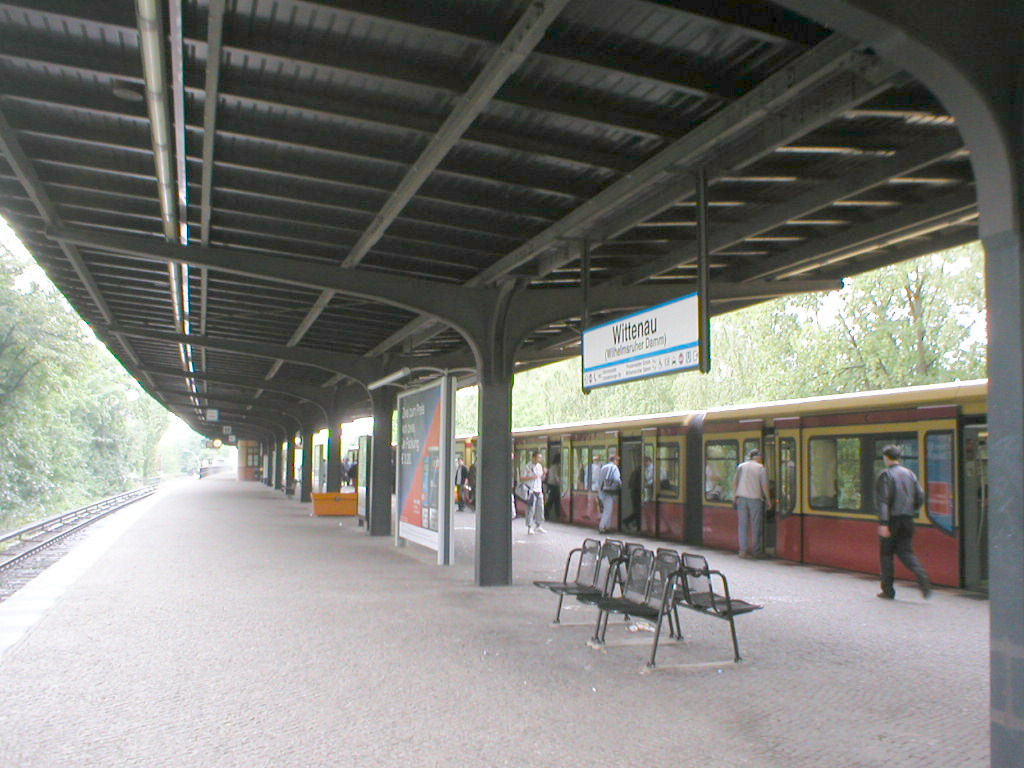
Oberirdischer S-Bahnhof Wittenau

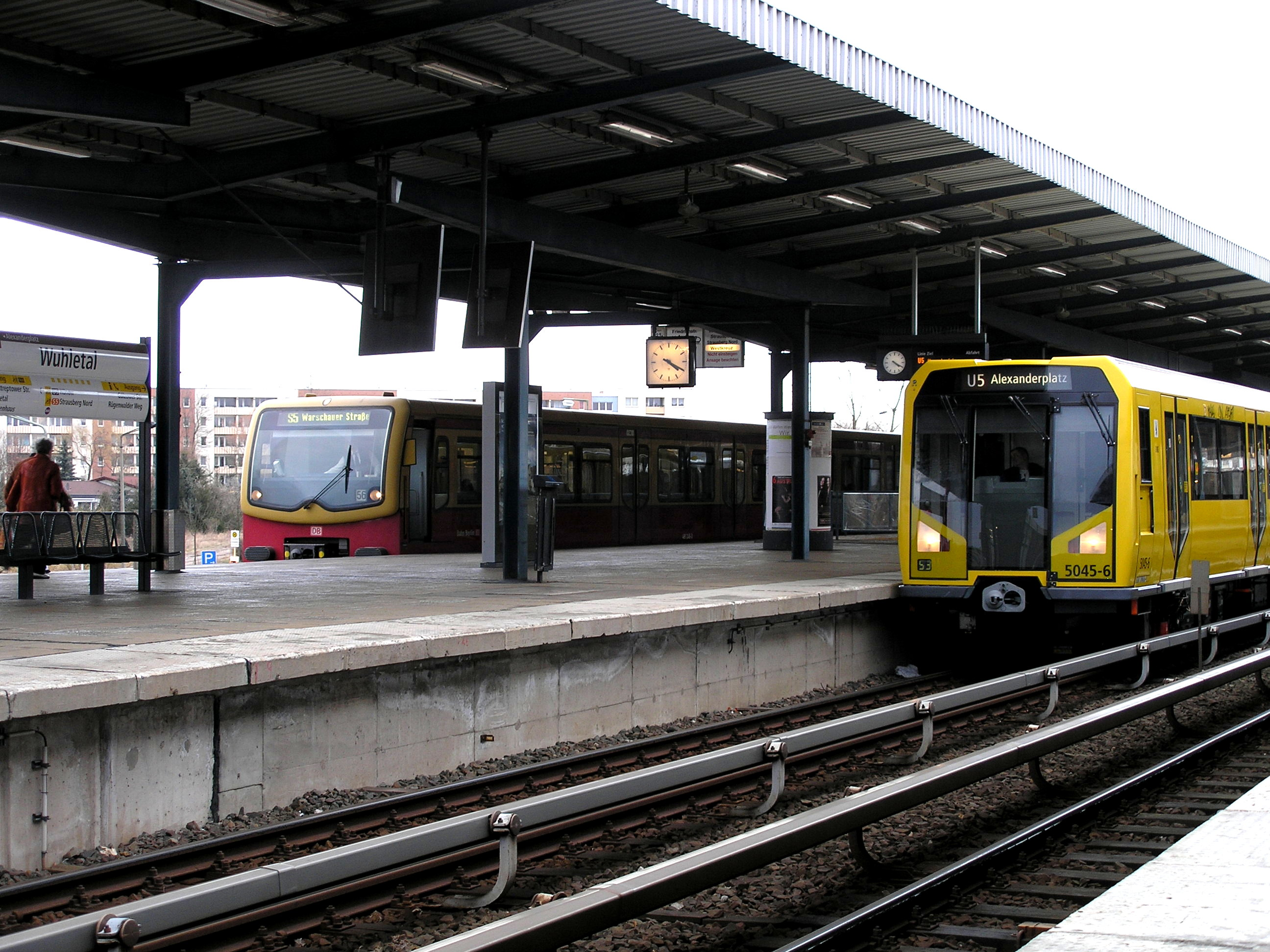
Richtungsbahnsteig im S- und U-Bahnhof Wuhletal, rechts ein Zug der U-Bahn-Linie U5

Eigentümer des Netzes der S-Bahn ist die DB InfraGO, die auch die Betriebsführung der Strecken innehat. Das Gleisnetz der Berliner S-Bahn ist betrieblich weitgehend vom übrigen Eisenbahnnetz getrennt. Damit kann ein vom übrigen Zugverkehr unabhängiger Betrieb gewährleistet werden. Die Züge verkehren auf Normalspurgleisen (1435 mm). Anders als sonst bei der Deutschen Bahn üblich wird die Berliner S-Bahn mit 750 Volt Gleichspannung und seitlichen Stromschienen betrieben. Die Polarität der Stromschiene ist negativ, die der Fahrschienen positiv. Von der ebenfalls mit Gleichstrom betriebenen Hamburger S-Bahn (1200 Volt) unterscheidet sich die Berliner S-Bahn dadurch, dass die Stromschiene grundsätzlich von unten bestrichen wird, in Hamburg hingegen von der Seite. Auf Brücken mit eingeschränktem Lichtraumprofil gibt es aber auch in Berlin seitlich bestrichene Stromschienen („Brückenleitschienen“). Ursprünglich waren solche auch in den engen Bögen des Nord-Süd-Tunnels vorhanden. Der Fahrstrom wird von knapp 90 Gleichrichter-Unterwerken bereitgestellt. Bis 2025 sollen 28 weitere Unterwerke für 168 Millionen Euro errichtet werden, um den höheren Strombedarf der Neubaufahrzeuge (Baureihe 483/484) bedienen zu können.

### Netz
Das Netz der Berliner S-Bahn kann in drei verschiedene Bereiche eingeteilt werden. In Ost-West-Richtung durchquert die Stadtbahn die Innenstadt. Sie teilt sich im Westen (Bahnhof Westkreuz) in die Strecken nach Spandau und Potsdam (über Wannsee). Im Osten (Bahnhof Ostkreuz) verzweigt sie sich in die Richtungen Erkner und Strausberg Nord mit weiteren Abzweigen nach Ahrensfelde und Wartenberg.
In Nord-Süd-Richtung verläuft der speziell für den S-Bahn-Verkehr erbaute Nord-Süd-Tunnel. Die Nord-Süd-Strecke schließt in Richtung Norden an die Nordbahn (Richtung Oranienburg) mit den Abzweigen in Richtung Bernau und Hennigsdorf an. Am südlichen Ende führen die Wannseebahn und die Dresdener Bahn (Richtung Blankenfelde) mit dem Abzweig in Richtung Teltow Stadt weiter. Eine Querverbindung zwischen den nach Norden führenden Strecken besteht zwischen Blankenburg und Hohen Neuendorf parallel zum Berliner Außenring.
Die Ringbahn umschließt das Innenstadtgebiet. Von ihr zweigt am Bahnhof Treptower Park die Görlitzer Bahn mit den Strecken nach Königs Wusterhausen, Spindlersfeld und Flughafen Berlin Brandenburg ab. Sie ist zusätzlich über die Verbindungsbahn Baumschulenweg–Neukölln an die südliche Ringbahn angeschlossen. Am Bahnhof Jungfernheide zweigt nach Westen die Siemensbahn ab, die bis zum Bahnhof Gartenfeld führt. Die Strecke ist seit 1980 außer Betrieb, sie soll aber wieder reaktiviert werden.
Zwischen der Stadtbahn und der Ringbahn besteht eine betriebliche Verbindung über die Südringkurve (Halensee – Charlottenburg). Die Verbindung beider Strecken im Bereich Ostkreuz wurde 2009 für einige Jahre wegen Bauarbeiten gesperrt. Die Ringbahn ist mit den Nord-Süd-Strecken im Bahnhof Gesundbrunnen und über eine Kurve (Schönhauser Allee – Bornholmer Straße) verbunden. Eine Verbindung zwischen den Ost-West- und den Nord-Süd-Strecken besteht im Bahnhof Wannsee.
Das S-Bahn-Netz ist zum größten Teil zweigleisig ausgebaut. Es gibt nur wenige eingleisige Streckenabschnitte, die vor allem in den Außenbereichen zu finden sind. Die Bahnsteige in Birkenwerder an der Nordbahn und Karow an der Stettiner Bahn werden gemeinsam von S-Bahn- und Regionalzügen genutzt. S- und Fernbahnzüge nutzten bis 2017 einen Teil der Gleisanlagen des Bahnhofs Strausberg an der Ostbahn gemeinsam. Auf dem 12,6 km langen Abschnitt Marienfelde – Blankenfelde der Dresdener Bahn bestehen bis Mahlow keine getrennten Anlagen für S- und Fernbahn, allerdings verkehren dort zusätzlich nur wenige Güterzüge. Nur in Birkenwerder besteht elektrischer Gemeinschaftsbetrieb mit wechselspannungsführender Fahrleitung und gleichspannungsführenden Stromschienen.
Der Bahnhof Wuhletal an der Ostbahn stellt eine Besonderheit im Netz der Berliner S-Bahn dar. Hier halten S- und U-Bahn-Züge an gemeinsamen, parallel zueinander liegenden Richtungsbahnsteigen, deren äußere Gleise von der S-Bahn genutzt werden. Hierbei wird der eine Bahnsteig von den Berliner Verkehrsbetrieben (BVG), der andere von der S-Bahn Berlin GmbH unterhalten. Solche Kombibahnsteige werden selten errichtet.
Die S-Bahn verbindet alle Berliner Fernbahnhöfe sowie den Potsdamer Hauptbahnhof miteinander. Ebenso werden fast alle Regionalbahnhöfe auf Berliner Gebiet (Ausnahmen: Albrechtshof und Staaken) und eine Reihe von Regionalbahnhöfen in Brandenburg von der S-Bahn bedient. An 26 Bahnhöfen der S-Bahn ist der Übergang zum zweiten Berliner Schnellbahnsystem, der U-Bahn, möglich.

### Linien
Die Berliner S-Bahn verkehrt nach einem festen Taktfahrplan. Die Züge fahren in der Zeit von etwa 4 Uhr morgens bis gegen 1:30 Uhr nachts. Tagsüber verkehren die meisten Linien in einem Zehnminutentakt. In den Nächten zu Samstag, Sonntag und Feiertagen werden die meisten Strecken im Halbstundentakt bedient. Auf der Ringbahn wird in diesen Nächten ein Viertelstundentakt angeboten. Durch Überlagerung mehrerer Linien wird auf der Stadtbahn ein Viertelstunden-, auf der Nord-Süd-Bahn ein Zehnminutentakt gefahren. Die Außenstrecke der Linie S5 (Mahlsdorf – Strausberg Nord) wird im Stundentakt bedient. Auf dem Abschnitt Hohen Neuendorf – Berlin-Blankenburg wird im Nachtverkehr ein Stundentakt angeboten.
Bahnintern wird das Zugangebot bereits seit Ende der 1930er Jahre in Zuggruppen eingeteilt, die mit Buchstaben (teilweise zusätzlich mit römischen Ziffern) bezeichnet sind. Jede Zuggruppe bedient dabei eine bestimmte Relation im 20-Minuten-Takt. Durch die Einlegung einer „Einsatzzuggruppe“ in die „Stammzuggruppe“ wird der Zwanzigminutentakt tagsüber in der Regel auf zehn Minuten verkürzt. Nur die Zuggruppen der Ringbahn fahren grundsätzlich im Zehnminutentakt.
Für den Fahrgastbetrieb wurden am 9. Januar 1984 im Westteil der Stadt – mit Übernahme des Betriebs durch die BVG – Liniennummern mit vorangestelltem ‚S‘ eingeführt; die damaligen Linien waren mit S1, S2 und S3 bezeichnet. Nach der deutschen Wiedervereinigung wurde dieses Liniennummernsystem zum 2. Juni 1991 auf das gesamte Netz ausgedehnt und bildete das bis heutige gültige Grundgerüst. Zwischenzeitlich verkehrten in den 1990er Jahren die Linien S6 (Warschauer Straße – Zeuthen) und S10 (Oranienburg – Spindlersfeld), diese Nummern wurden danach nicht wieder vergeben. Im Dezember 2017 kam die – bereits in den 1990er Jahren und im Jahr 2001 kurzzeitig vergebene – Liniennummer S26 hinzu.
Nominal gibt es 16 S-Bahn-Linien, wobei auf der Ringbahn jede Richtung eine eigene Liniennummer (im Uhrzeigersinn: S41, gegen den Uhrzeigersinn: S42) hat. Es werden oftmals mehrere gleichlaufende Zuggruppen zu einer Linie gebündelt, sodass auf vielen Linien die am stärksten nachgefragten Abschnitte im Zehnminutentakt (teilweise öfter) bedient werden. Auf einer Reihe von Abschnitten überlagern sich zudem mehrere Linien, so auf der Stadtbahn (vier Linien), der südlichen Ringbahn (drei bis fünf Linien), der östlichen Ringbahn (vier bis fünf Linien) sowie im Nord-Süd-Tunnel (vier Linien). Dadurch werden auf diesen Abschnitten Taktfolgen von zwei bis fünf Minuten erreicht.
Die Linien / Zuggruppen werden mit sogenannten Vollzügen (8 Wagen), Dreiviertelzügen (6 Wagen) oder Halbzügen (4 Wagen) befahren. Viertelzüge (2 Wagen) werden – obwohl mit einigen Baureihen technisch möglich – betrieblich nicht eingesetzt.
| Übersicht der S-Bahn-Linien und -Zuggruppen (Stand: 10. Dezember 2023) | | | | | | | | |                                                     |
|                                                                        | Zuggruppe (Funkname) | Strecke | Halte | km | Fahrzeit | Befahrene Strecken | Bemerkung | Zugstärke | Fahrzeugeinsatz                                     |
|                                                                        | Stationen (kursiv = Bahnhof in Brandenburg) | | | | | | | |                                                     |
| S1                                                                     | P (Paula) | Oranienburg – Wannsee | 35 | 51,9 | 80 min | Nordbahn, Stettiner Bahn, Nordsüd-S-Bahn, Wannseebahn | | Vollzug |                                                     |
| S1                                                                     | P I (Panther) | Frohnau – Wannsee | 30 | 37,7 | 63 min | Nordbahn, Stettiner Bahn, Nordsüd-S-Bahn, Wannseebahn | | Vollzug |                                                     |
| S1                                                                     | P II (Pastor) | Potsdamer Platz – Zehlendorf | 12 | 12,7 | 23 min | Nordsüd-S-Bahn, Wannseebahn | nur HVZ, 10-min-Takt, nicht während der Ferien | Halbzug |                                                     |
| S1                                                                     | Oranienburg – Lehnitz – Borgsdorf – Birkenwerder – Hohen Neuendorf – Frohnau – Hermsdorf – Waidmannslust – Wittenau (U8) – Wilhelmsruh – Schönholz – Wollankstraße – Bornholmer Straße – Gesundbrunnen (U8) – Humboldthain – Nordbahnhof – Oranienburger Straße – Friedrichstraße (U6) – Brandenburger Tor (U5) – Potsdamer Platz (U2) – Anhalter Bahnhof – Yorckstraße (Großgörschenstraße) (U7) – Julius-Leber-Brücke – Schöneberg – Friedenau – Feuerbachstraße – Rathaus Steglitz (U9) – Botanischer Garten – Lichterfelde West – Sundgauer Straße – Zehlendorf – Mexikoplatz – Schlachtensee – Nikolassee – Wannsee | Oranienburg – Lehnitz – Borgsdorf – Birkenwerder – Hohen Neuendorf – Frohnau – Hermsdorf – Waidmannslust – Wittenau (U8) – Wilhelmsruh – Schönholz – Wollankstraße – Bornholmer Straße – Gesundbrunnen (U8) – Humboldthain – Nordbahnhof – Oranienburger Straße – Friedrichstraße (U6) – Brandenburger Tor (U5) – Potsdamer Platz (U2) – Anhalter Bahnhof – Yorckstraße (Großgörschenstraße) (U7) – Julius-Leber-Brücke – Schöneberg – Friedenau – Feuerbachstraße – Rathaus Steglitz (U9) – Botanischer Garten – Lichterfelde West – Sundgauer Straße – Zehlendorf – Mexikoplatz – Schlachtensee – Nikolassee – Wannsee | Oranienburg – Lehnitz – Borgsdorf – Birkenwerder – Hohen Neuendorf – Frohnau – Hermsdorf – Waidmannslust – Wittenau (U8) – Wilhelmsruh – Schönholz – Wollankstraße – Bornholmer Straße – Gesundbrunnen (U8) – Humboldthain – Nordbahnhof – Oranienburger Straße – Friedrichstraße (U6) – Brandenburger Tor (U5) – Potsdamer Platz (U2) – Anhalter Bahnhof – Yorckstraße (Großgörschenstraße) (U7) – Julius-Leber-Brücke – Schöneberg – Friedenau – Feuerbachstraße – Rathaus Steglitz (U9) – Botanischer Garten – Lichterfelde West – Sundgauer Straße – Zehlendorf – Mexikoplatz – Schlachtensee – Nikolassee – Wannsee | Oranienburg – Lehnitz – Borgsdorf – Birkenwerder – Hohen Neuendorf – Frohnau – Hermsdorf – Waidmannslust – Wittenau (U8) – Wilhelmsruh – Schönholz – Wollankstraße – Bornholmer Straße – Gesundbrunnen (U8) – Humboldthain – Nordbahnhof – Oranienburger Straße – Friedrichstraße (U6) – Brandenburger Tor (U5) – Potsdamer Platz (U2) – Anhalter Bahnhof – Yorckstraße (Großgörschenstraße) (U7) – Julius-Leber-Brücke – Schöneberg – Friedenau – Feuerbachstraße – Rathaus Steglitz (U9) – Botanischer Garten – Lichterfelde West – Sundgauer Straße – Zehlendorf – Mexikoplatz – Schlachtensee – Nikolassee – Wannsee | Oranienburg – Lehnitz – Borgsdorf – Birkenwerder – Hohen Neuendorf – Frohnau – Hermsdorf – Waidmannslust – Wittenau (U8) – Wilhelmsruh – Schönholz – Wollankstraße – Bornholmer Straße – Gesundbrunnen (U8) – Humboldthain – Nordbahnhof – Oranienburger Straße – Friedrichstraße (U6) – Brandenburger Tor (U5) – Potsdamer Platz (U2) – Anhalter Bahnhof – Yorckstraße (Großgörschenstraße) (U7) – Julius-Leber-Brücke – Schöneberg – Friedenau – Feuerbachstraße – Rathaus Steglitz (U9) – Botanischer Garten – Lichterfelde West – Sundgauer Straße – Zehlendorf – Mexikoplatz – Schlachtensee – Nikolassee – Wannsee | Oranienburg – Lehnitz – Borgsdorf – Birkenwerder – Hohen Neuendorf – Frohnau – Hermsdorf – Waidmannslust – Wittenau (U8) – Wilhelmsruh – Schönholz – Wollankstraße – Bornholmer Straße – Gesundbrunnen (U8) – Humboldthain – Nordbahnhof – Oranienburger Straße – Friedrichstraße (U6) – Brandenburger Tor (U5) – Potsdamer Platz (U2) – Anhalter Bahnhof – Yorckstraße (Großgörschenstraße) (U7) – Julius-Leber-Brücke – Schöneberg – Friedenau – Feuerbachstraße – Rathaus Steglitz (U9) – Botanischer Garten – Lichterfelde West – Sundgauer Straße – Zehlendorf – Mexikoplatz – Schlachtensee – Nikolassee – Wannsee | Oranienburg – Lehnitz – Borgsdorf – Birkenwerder – Hohen Neuendorf – Frohnau – Hermsdorf – Waidmannslust – Wittenau (U8) – Wilhelmsruh – Schönholz – Wollankstraße – Bornholmer Straße – Gesundbrunnen (U8) – Humboldthain – Nordbahnhof – Oranienburger Straße – Friedrichstraße (U6) – Brandenburger Tor (U5) – Potsdamer Platz (U2) – Anhalter Bahnhof – Yorckstraße (Großgörschenstraße) (U7) – Julius-Leber-Brücke – Schöneberg – Friedenau – Feuerbachstraße – Rathaus Steglitz (U9) – Botanischer Garten – Lichterfelde West – Sundgauer Straße – Zehlendorf – Mexikoplatz – Schlachtensee – Nikolassee – Wannsee | Oranienburg – Lehnitz – Borgsdorf – Birkenwerder – Hohen Neuendorf – Frohnau – Hermsdorf – Waidmannslust – Wittenau (U8) – Wilhelmsruh – Schönholz – Wollankstraße – Bornholmer Straße – Gesundbrunnen (U8) – Humboldthain – Nordbahnhof – Oranienburger Straße – Friedrichstraße (U6) – Brandenburger Tor (U5) – Potsdamer Platz (U2) – Anhalter Bahnhof – Yorckstraße (Großgörschenstraße) (U7) – Julius-Leber-Brücke – Schöneberg – Friedenau – Feuerbachstraße – Rathaus Steglitz (U9) – Botanischer Garten – Lichterfelde West – Sundgauer Straße – Zehlendorf – Mexikoplatz – Schlachtensee – Nikolassee – Wannsee | Baureihe 481/482 (mod. und unmod.)                  |
| S2                                                                     | W (Wulf) | Bernau – Blankenfelde (Kr Teltow-Fläming) | 28 | 46,5 | 72 min | Stettiner Bahn, Nordsüd-S-Bahn, Dresdener Bahn | | Vollzug |                                                     |
| S2                                                                     | W I (Wespe) | Buch – Lichtenrade | 22 | 32,5 | 52 min | Stettiner Bahn, Nordsüd-S-Bahn, Dresdener Bahn | | |                                                     |
| S2                                                                     | Bernau – Bernau-Friedenstal – Zepernick – Röntgental – Buch – Karow – Blankenburg – Pankow-Heinersdorf – Pankow (U2) – Bornholmer Straße – Gesundbrunnen (U8) – Humboldthain – Nordbahnhof – Oranienburger Straße – Friedrichstraße (U6) – Brandenburger Tor (U5) – Potsdamer Platz (U2) – Anhalter Bahnhof – Yorckstraße (U7) – Südkreuz – Priesterweg – Attilastraße – Marienfelde – Buckower Chaussee – Schichauweg – Lichtenrade – Mahlow – Blankenfelde | Bernau – Bernau-Friedenstal – Zepernick – Röntgental – Buch – Karow – Blankenburg – Pankow-Heinersdorf – Pankow (U2) – Bornholmer Straße – Gesundbrunnen (U8) – Humboldthain – Nordbahnhof – Oranienburger Straße – Friedrichstraße (U6) – Brandenburger Tor (U5) – Potsdamer Platz (U2) – Anhalter Bahnhof – Yorckstraße (U7) – Südkreuz – Priesterweg – Attilastraße – Marienfelde – Buckower Chaussee – Schichauweg – Lichtenrade – Mahlow – Blankenfelde | Bernau – Bernau-Friedenstal – Zepernick – Röntgental – Buch – Karow – Blankenburg – Pankow-Heinersdorf – Pankow (U2) – Bornholmer Straße – Gesundbrunnen (U8) – Humboldthain – Nordbahnhof – Oranienburger Straße – Friedrichstraße (U6) – Brandenburger Tor (U5) – Potsdamer Platz (U2) – Anhalter Bahnhof – Yorckstraße (U7) – Südkreuz – Priesterweg – Attilastraße – Marienfelde – Buckower Chaussee – Schichauweg – Lichtenrade – Mahlow – Blankenfelde | Bernau – Bernau-Friedenstal – Zepernick – Röntgental – Buch – Karow – Blankenburg – Pankow-Heinersdorf – Pankow (U2) – Bornholmer Straße – Gesundbrunnen (U8) – Humboldthain – Nordbahnhof – Oranienburger Straße – Friedrichstraße (U6) – Brandenburger Tor (U5) – Potsdamer Platz (U2) – Anhalter Bahnhof – Yorckstraße (U7) – Südkreuz – Priesterweg – Attilastraße – Marienfelde – Buckower Chaussee – Schichauweg – Lichtenrade – Mahlow – Blankenfelde | Bernau – Bernau-Friedenstal – Zepernick – Röntgental – Buch – Karow – Blankenburg – Pankow-Heinersdorf – Pankow (U2) – Bornholmer Straße – Gesundbrunnen (U8) – Humboldthain – Nordbahnhof – Oranienburger Straße – Friedrichstraße (U6) – Brandenburger Tor (U5) – Potsdamer Platz (U2) – Anhalter Bahnhof – Yorckstraße (U7) – Südkreuz – Priesterweg – Attilastraße – Marienfelde – Buckower Chaussee – Schichauweg – Lichtenrade – Mahlow – Blankenfelde | Bernau – Bernau-Friedenstal – Zepernick – Röntgental – Buch – Karow – Blankenburg – Pankow-Heinersdorf – Pankow (U2) – Bornholmer Straße – Gesundbrunnen (U8) – Humboldthain – Nordbahnhof – Oranienburger Straße – Friedrichstraße (U6) – Brandenburger Tor (U5) – Potsdamer Platz (U2) – Anhalter Bahnhof – Yorckstraße (U7) – Südkreuz – Priesterweg – Attilastraße – Marienfelde – Buckower Chaussee – Schichauweg – Lichtenrade – Mahlow – Blankenfelde | Bernau – Bernau-Friedenstal – Zepernick – Röntgental – Buch – Karow – Blankenburg – Pankow-Heinersdorf – Pankow (U2) – Bornholmer Straße – Gesundbrunnen (U8) – Humboldthain – Nordbahnhof – Oranienburger Straße – Friedrichstraße (U6) – Brandenburger Tor (U5) – Potsdamer Platz (U2) – Anhalter Bahnhof – Yorckstraße (U7) – Südkreuz – Priesterweg – Attilastraße – Marienfelde – Buckower Chaussee – Schichauweg – Lichtenrade – Mahlow – Blankenfelde | Bernau – Bernau-Friedenstal – Zepernick – Röntgental – Buch – Karow – Blankenburg – Pankow-Heinersdorf – Pankow (U2) – Bornholmer Straße – Gesundbrunnen (U8) – Humboldthain – Nordbahnhof – Oranienburger Straße – Friedrichstraße (U6) – Brandenburger Tor (U5) – Potsdamer Platz (U2) – Anhalter Bahnhof – Yorckstraße (U7) – Südkreuz – Priesterweg – Attilastraße – Marienfelde – Buckower Chaussee – Schichauweg – Lichtenrade – Mahlow – Blankenfelde | Baureihe 481/482 (mod. und unmod.)                  |
| S25                                                                    | V (Viktor) | Hennigsdorf (b Berlin) – Teltow Stadt | 27 | 40,3 | 62 min | Kremmener Bahn, Nordbahn, Stettiner Bahn, Nordsüd-S-Bahn, Anhalter Vorortbahn, Berlin-Lichterfelde Süd–Teltow Stadt | nur 6-Wagenzüge wegen Bahnsteiglänge in Hennigsdorf | Dreiviertelzug |                                                     |
| S25                                                                    | Hennigsdorf – Heiligensee – Schulzendorf – Tegel – Eichborndamm – Karl-Bonhoeffer-Nervenklinik (U8) – Alt-Reinickendorf – Schönholz – Wollankstraße – Bornholmer Straße – Gesundbrunnen (U8) – Humboldthain – Nordbahnhof – Oranienburger Straße – Friedrichstraße (U6) – Brandenburger Tor (U5) – Potsdamer Platz (U2) – Anhalter Bahnhof – Yorckstraße (U7) – Südkreuz – Priesterweg – Südende – Lankwitz – Lichterfelde Ost – Osdorfer Straße – Lichterfelde Süd – Teltow Stadt | Hennigsdorf – Heiligensee – Schulzendorf – Tegel – Eichborndamm – Karl-Bonhoeffer-Nervenklinik (U8) – Alt-Reinickendorf – Schönholz – Wollankstraße – Bornholmer Straße – Gesundbrunnen (U8) – Humboldthain – Nordbahnhof – Oranienburger Straße – Friedrichstraße (U6) – Brandenburger Tor (U5) – Potsdamer Platz (U2) – Anhalter Bahnhof – Yorckstraße (U7) – Südkreuz – Priesterweg – Südende – Lankwitz – Lichterfelde Ost – Osdorfer Straße – Lichterfelde Süd – Teltow Stadt | Hennigsdorf – Heiligensee – Schulzendorf – Tegel – Eichborndamm – Karl-Bonhoeffer-Nervenklinik (U8) – Alt-Reinickendorf – Schönholz – Wollankstraße – Bornholmer Straße – Gesundbrunnen (U8) – Humboldthain – Nordbahnhof – Oranienburger Straße – Friedrichstraße (U6) – Brandenburger Tor (U5) – Potsdamer Platz (U2) – Anhalter Bahnhof – Yorckstraße (U7) – Südkreuz – Priesterweg – Südende – Lankwitz – Lichterfelde Ost – Osdorfer Straße – Lichterfelde Süd – Teltow Stadt | Hennigsdorf – Heiligensee – Schulzendorf – Tegel – Eichborndamm – Karl-Bonhoeffer-Nervenklinik (U8) – Alt-Reinickendorf – Schönholz – Wollankstraße – Bornholmer Straße – Gesundbrunnen (U8) – Humboldthain – Nordbahnhof – Oranienburger Straße – Friedrichstraße (U6) – Brandenburger Tor (U5) – Potsdamer Platz (U2) – Anhalter Bahnhof – Yorckstraße (U7) – Südkreuz – Priesterweg – Südende – Lankwitz – Lichterfelde Ost – Osdorfer Straße – Lichterfelde Süd – Teltow Stadt | Hennigsdorf – Heiligensee – Schulzendorf – Tegel – Eichborndamm – Karl-Bonhoeffer-Nervenklinik (U8) – Alt-Reinickendorf – Schönholz – Wollankstraße – Bornholmer Straße – Gesundbrunnen (U8) – Humboldthain – Nordbahnhof – Oranienburger Straße – Friedrichstraße (U6) – Brandenburger Tor (U5) – Potsdamer Platz (U2) – Anhalter Bahnhof – Yorckstraße (U7) – Südkreuz – Priesterweg – Südende – Lankwitz – Lichterfelde Ost – Osdorfer Straße – Lichterfelde Süd – Teltow Stadt | Hennigsdorf – Heiligensee – Schulzendorf – Tegel – Eichborndamm – Karl-Bonhoeffer-Nervenklinik (U8) – Alt-Reinickendorf – Schönholz – Wollankstraße – Bornholmer Straße – Gesundbrunnen (U8) – Humboldthain – Nordbahnhof – Oranienburger Straße – Friedrichstraße (U6) – Brandenburger Tor (U5) – Potsdamer Platz (U2) – Anhalter Bahnhof – Yorckstraße (U7) – Südkreuz – Priesterweg – Südende – Lankwitz – Lichterfelde Ost – Osdorfer Straße – Lichterfelde Süd – Teltow Stadt | Hennigsdorf – Heiligensee – Schulzendorf – Tegel – Eichborndamm – Karl-Bonhoeffer-Nervenklinik (U8) – Alt-Reinickendorf – Schönholz – Wollankstraße – Bornholmer Straße – Gesundbrunnen (U8) – Humboldthain – Nordbahnhof – Oranienburger Straße – Friedrichstraße (U6) – Brandenburger Tor (U5) – Potsdamer Platz (U2) – Anhalter Bahnhof – Yorckstraße (U7) – Südkreuz – Priesterweg – Südende – Lankwitz – Lichterfelde Ost – Osdorfer Straße – Lichterfelde Süd – Teltow Stadt | Hennigsdorf – Heiligensee – Schulzendorf – Tegel – Eichborndamm – Karl-Bonhoeffer-Nervenklinik (U8) – Alt-Reinickendorf – Schönholz – Wollankstraße – Bornholmer Straße – Gesundbrunnen (U8) – Humboldthain – Nordbahnhof – Oranienburger Straße – Friedrichstraße (U6) – Brandenburger Tor (U5) – Potsdamer Platz (U2) – Anhalter Bahnhof – Yorckstraße (U7) – Südkreuz – Priesterweg – Südende – Lankwitz – Lichterfelde Ost – Osdorfer Straße – Lichterfelde Süd – Teltow Stadt | Baureihe 481/482 (mod. und unmod.)                  |
| S26                                                                    | V I (Vampir) | ( (Blankenburg –) Pankow –) Potsdamer Platz – Teltow Stadt | 21 19 11 | 27,7 24,1 15,6 | 46 min 41 min 24 min | Stettiner Bahn, Nordsüd-S-Bahn, Anhalter Vorortbahn, Berlin-Lichterfelde Süd–Teltow Stadt | ab Blankenburg nur Mo–Fr bis 20 Uhr; ab 20 Uhr Mo–Fr ab Pankow; ab Potsdamer Platz Sa–So | Dreiviertelzug |                                                     |
| S26                                                                    | Blankenburg – Pankow-Heinersdorf – Pankow (U2) – Bornholmer Straße – Gesundbrunnen (U8) – Humboldthain – Nordbahnhof – Oranienburger Straße – Friedrichstraße (U6) – Brandenburger Tor (U5) – Potsdamer Platz (U2) – Anhalter Bahnhof – Yorckstraße (U7) – Südkreuz – Priesterweg – Südende – Lankwitz – Lichterfelde Ost – Osdorfer Straße – Lichterfelde Süd – Teltow Stadt | Blankenburg – Pankow-Heinersdorf – Pankow (U2) – Bornholmer Straße – Gesundbrunnen (U8) – Humboldthain – Nordbahnhof – Oranienburger Straße – Friedrichstraße (U6) – Brandenburger Tor (U5) – Potsdamer Platz (U2) – Anhalter Bahnhof – Yorckstraße (U7) – Südkreuz – Priesterweg – Südende – Lankwitz – Lichterfelde Ost – Osdorfer Straße – Lichterfelde Süd – Teltow Stadt | Blankenburg – Pankow-Heinersdorf – Pankow (U2) – Bornholmer Straße – Gesundbrunnen (U8) – Humboldthain – Nordbahnhof – Oranienburger Straße – Friedrichstraße (U6) – Brandenburger Tor (U5) – Potsdamer Platz (U2) – Anhalter Bahnhof – Yorckstraße (U7) – Südkreuz – Priesterweg – Südende – Lankwitz – Lichterfelde Ost – Osdorfer Straße – Lichterfelde Süd – Teltow Stadt | Blankenburg – Pankow-Heinersdorf – Pankow (U2) – Bornholmer Straße – Gesundbrunnen (U8) – Humboldthain – Nordbahnhof – Oranienburger Straße – Friedrichstraße (U6) – Brandenburger Tor (U5) – Potsdamer Platz (U2) – Anhalter Bahnhof – Yorckstraße (U7) – Südkreuz – Priesterweg – Südende – Lankwitz – Lichterfelde Ost – Osdorfer Straße – Lichterfelde Süd – Teltow Stadt | Blankenburg – Pankow-Heinersdorf – Pankow (U2) – Bornholmer Straße – Gesundbrunnen (U8) – Humboldthain – Nordbahnhof – Oranienburger Straße – Friedrichstraße (U6) – Brandenburger Tor (U5) – Potsdamer Platz (U2) – Anhalter Bahnhof – Yorckstraße (U7) – Südkreuz – Priesterweg – Südende – Lankwitz – Lichterfelde Ost – Osdorfer Straße – Lichterfelde Süd – Teltow Stadt | Blankenburg – Pankow-Heinersdorf – Pankow (U2) – Bornholmer Straße – Gesundbrunnen (U8) – Humboldthain – Nordbahnhof – Oranienburger Straße – Friedrichstraße (U6) – Brandenburger Tor (U5) – Potsdamer Platz (U2) – Anhalter Bahnhof – Yorckstraße (U7) – Südkreuz – Priesterweg – Südende – Lankwitz – Lichterfelde Ost – Osdorfer Straße – Lichterfelde Süd – Teltow Stadt | Blankenburg – Pankow-Heinersdorf – Pankow (U2) – Bornholmer Straße – Gesundbrunnen (U8) – Humboldthain – Nordbahnhof – Oranienburger Straße – Friedrichstraße (U6) – Brandenburger Tor (U5) – Potsdamer Platz (U2) – Anhalter Bahnhof – Yorckstraße (U7) – Südkreuz – Priesterweg – Südende – Lankwitz – Lichterfelde Ost – Osdorfer Straße – Lichterfelde Süd – Teltow Stadt | Blankenburg – Pankow-Heinersdorf – Pankow (U2) – Bornholmer Straße – Gesundbrunnen (U8) – Humboldthain – Nordbahnhof – Oranienburger Straße – Friedrichstraße (U6) – Brandenburger Tor (U5) – Potsdamer Platz (U2) – Anhalter Bahnhof – Yorckstraße (U7) – Südkreuz – Priesterweg – Südende – Lankwitz – Lichterfelde Ost – Osdorfer Straße – Lichterfelde Süd – Teltow Stadt | Baureihe 481/482 (mod. und unmod.)                  |
| S3                                                                     | B (Berta) | Spandau – Erkner | 30 | 45,6 | 73 min | Spandauer Vorortbahn, Wetzlarer Bahn, Stadtbahn, Schlesische Bahn | | Vollzug |                                                     |
| S3                                                                     | B I (Bussard) | (Charlottenburg –) Ostbahnhof – Friedrichshagen (– Erkner) | 23 13 10 | 35,2 24,3 14,6 | 33 min 22 min | Schlesische Bahn | ab Charlottenburg und bis Erkner nur HVZ | Vollzug |                                                     |
| S3                                                                     | B II (Benno) | Ostbahnhof – Karlshorst | 6 | 7,3 | 11 min | Schlesische Bahn | nur HVZ, nicht während der Ferien | Halbzug |                                                     |
| S3                                                                     | Spandau (U7) – Stresow – Pichelsberg – Olympiastadion – Heerstraße – Messe Süd – Westkreuz – Charlottenburg (U7) – Savignyplatz – Zoologischer Garten (U2, U9) – Tiergarten – Bellevue – Hauptbahnhof (U5) – Friedrichstraße (U6) – Hackescher Markt – Alexanderplatz (U2, U5, U8) – Jannowitzbrücke (U8) – Ostbahnhof – Warschauer Straße (U1, U3) – Ostkreuz – Rummelsburg – Betriebsbahnhof Rummelsburg – Karlshorst – Wuhlheide – Köpenick – Hirschgarten – Friedrichshagen – Rahnsdorf – Wilhelmshagen – Erkner | Spandau (U7) – Stresow – Pichelsberg – Olympiastadion – Heerstraße – Messe Süd – Westkreuz – Charlottenburg (U7) – Savignyplatz – Zoologischer Garten (U2, U9) – Tiergarten – Bellevue – Hauptbahnhof (U5) – Friedrichstraße (U6) – Hackescher Markt – Alexanderplatz (U2, U5, U8) – Jannowitzbrücke (U8) – Ostbahnhof – Warschauer Straße (U1, U3) – Ostkreuz – Rummelsburg – Betriebsbahnhof Rummelsburg – Karlshorst – Wuhlheide – Köpenick – Hirschgarten – Friedrichshagen – Rahnsdorf – Wilhelmshagen – Erkner | Spandau (U7) – Stresow – Pichelsberg – Olympiastadion – Heerstraße – Messe Süd – Westkreuz – Charlottenburg (U7) – Savignyplatz – Zoologischer Garten (U2, U9) – Tiergarten – Bellevue – Hauptbahnhof (U5) – Friedrichstraße (U6) – Hackescher Markt – Alexanderplatz (U2, U5, U8) – Jannowitzbrücke (U8) – Ostbahnhof – Warschauer Straße (U1, U3) – Ostkreuz – Rummelsburg – Betriebsbahnhof Rummelsburg – Karlshorst – Wuhlheide – Köpenick – Hirschgarten – Friedrichshagen – Rahnsdorf – Wilhelmshagen – Erkner | Spandau (U7) – Stresow – Pichelsberg – Olympiastadion – Heerstraße – Messe Süd – Westkreuz – Charlottenburg (U7) – Savignyplatz – Zoologischer Garten (U2, U9) – Tiergarten – Bellevue – Hauptbahnhof (U5) – Friedrichstraße (U6) – Hackescher Markt – Alexanderplatz (U2, U5, U8) – Jannowitzbrücke (U8) – Ostbahnhof – Warschauer Straße (U1, U3) – Ostkreuz – Rummelsburg – Betriebsbahnhof Rummelsburg – Karlshorst – Wuhlheide – Köpenick – Hirschgarten – Friedrichshagen – Rahnsdorf – Wilhelmshagen – Erkner | Spandau (U7) – Stresow – Pichelsberg – Olympiastadion – Heerstraße – Messe Süd – Westkreuz – Charlottenburg (U7) – Savignyplatz – Zoologischer Garten (U2, U9) – Tiergarten – Bellevue – Hauptbahnhof (U5) – Friedrichstraße (U6) – Hackescher Markt – Alexanderplatz (U2, U5, U8) – Jannowitzbrücke (U8) – Ostbahnhof – Warschauer Straße (U1, U3) – Ostkreuz – Rummelsburg – Betriebsbahnhof Rummelsburg – Karlshorst – Wuhlheide – Köpenick – Hirschgarten – Friedrichshagen – Rahnsdorf – Wilhelmshagen – Erkner | Spandau (U7) – Stresow – Pichelsberg – Olympiastadion – Heerstraße – Messe Süd – Westkreuz – Charlottenburg (U7) – Savignyplatz – Zoologischer Garten (U2, U9) – Tiergarten – Bellevue – Hauptbahnhof (U5) – Friedrichstraße (U6) – Hackescher Markt – Alexanderplatz (U2, U5, U8) – Jannowitzbrücke (U8) – Ostbahnhof – Warschauer Straße (U1, U3) – Ostkreuz – Rummelsburg – Betriebsbahnhof Rummelsburg – Karlshorst – Wuhlheide – Köpenick – Hirschgarten – Friedrichshagen – Rahnsdorf – Wilhelmshagen – Erkner | Spandau (U7) – Stresow – Pichelsberg – Olympiastadion – Heerstraße – Messe Süd – Westkreuz – Charlottenburg (U7) – Savignyplatz – Zoologischer Garten (U2, U9) – Tiergarten – Bellevue – Hauptbahnhof (U5) – Friedrichstraße (U6) – Hackescher Markt – Alexanderplatz (U2, U5, U8) – Jannowitzbrücke (U8) – Ostbahnhof – Warschauer Straße (U1, U3) – Ostkreuz – Rummelsburg – Betriebsbahnhof Rummelsburg – Karlshorst – Wuhlheide – Köpenick – Hirschgarten – Friedrichshagen – Rahnsdorf – Wilhelmshagen – Erkner | Spandau (U7) – Stresow – Pichelsberg – Olympiastadion – Heerstraße – Messe Süd – Westkreuz – Charlottenburg (U7) – Savignyplatz – Zoologischer Garten (U2, U9) – Tiergarten – Bellevue – Hauptbahnhof (U5) – Friedrichstraße (U6) – Hackescher Markt – Alexanderplatz (U2, U5, U8) – Jannowitzbrücke (U8) – Ostbahnhof – Warschauer Straße (U1, U3) – Ostkreuz – Rummelsburg – Betriebsbahnhof Rummelsburg – Karlshorst – Wuhlheide – Köpenick – Hirschgarten – Friedrichshagen – Rahnsdorf – Wilhelmshagen – Erkner | Baureihe 480, zum Teil auch Baureihe 481/482 (mod.) |
| ↻                                                                      | A (Anton) | Beusselstraße – Beusselstraße | 28 | 37,1 | 60 min | Ringbahn (im Uhrzeigersinn) | 10-min-Takt | Vollzug |                                                     |
| ↻                                                                      | A I (Adler) | Beusselstraße – Beusselstraße | 28 | 37,1 | 60 min | Ringbahn (im Uhrzeigersinn) | 10-min-Takt, am WE 20-min-Takt | Vollzug |                                                     |
| ↻                                                                      | Beusselstraße – Westhafen (U9) – Wedding (U6) – Gesundbrunnen (U8) – Schönhauser Allee (U2) – Prenzlauer Allee – Greifswalder Straße – Landsberger Allee – Storkower Straße – Frankfurter Allee (U5) – Ostkreuz – Treptower Park – Sonnenallee – Neukölln (U7) – Hermannstraße (U8) – Tempelhof (U6) – Südkreuz – Schöneberg – Innsbrucker Platz (U4) – Bundesplatz (U9) – Heidelberger Platz (U3) – Hohenzollerndamm – Halensee – Westkreuz – Messe Nord/ZOB – Westend – Jungfernheide (U7) – Beusselstraße | Beusselstraße – Westhafen (U9) – Wedding (U6) – Gesundbrunnen (U8) – Schönhauser Allee (U2) – Prenzlauer Allee – Greifswalder Straße – Landsberger Allee – Storkower Straße – Frankfurter Allee (U5) – Ostkreuz – Treptower Park – Sonnenallee – Neukölln (U7) – Hermannstraße (U8) – Tempelhof (U6) – Südkreuz – Schöneberg – Innsbrucker Platz (U4) – Bundesplatz (U9) – Heidelberger Platz (U3) – Hohenzollerndamm – Halensee – Westkreuz – Messe Nord/ZOB – Westend – Jungfernheide (U7) – Beusselstraße | Beusselstraße – Westhafen (U9) – Wedding (U6) – Gesundbrunnen (U8) – Schönhauser Allee (U2) – Prenzlauer Allee – Greifswalder Straße – Landsberger Allee – Storkower Straße – Frankfurter Allee (U5) – Ostkreuz – Treptower Park – Sonnenallee – Neukölln (U7) – Hermannstraße (U8) – Tempelhof (U6) – Südkreuz – Schöneberg – Innsbrucker Platz (U4) – Bundesplatz (U9) – Heidelberger Platz (U3) – Hohenzollerndamm – Halensee – Westkreuz – Messe Nord/ZOB – Westend – Jungfernheide (U7) – Beusselstraße | Beusselstraße – Westhafen (U9) – Wedding (U6) – Gesundbrunnen (U8) – Schönhauser Allee (U2) – Prenzlauer Allee – Greifswalder Straße – Landsberger Allee – Storkower Straße – Frankfurter Allee (U5) – Ostkreuz – Treptower Park – Sonnenallee – Neukölln (U7) – Hermannstraße (U8) – Tempelhof (U6) – Südkreuz – Schöneberg – Innsbrucker Platz (U4) – Bundesplatz (U9) – Heidelberger Platz (U3) – Hohenzollerndamm – Halensee – Westkreuz – Messe Nord/ZOB – Westend – Jungfernheide (U7) – Beusselstraße | Beusselstraße – Westhafen (U9) – Wedding (U6) – Gesundbrunnen (U8) – Schönhauser Allee (U2) – Prenzlauer Allee – Greifswalder Straße – Landsberger Allee – Storkower Straße – Frankfurter Allee (U5) – Ostkreuz – Treptower Park – Sonnenallee – Neukölln (U7) – Hermannstraße (U8) – Tempelhof (U6) – Südkreuz – Schöneberg – Innsbrucker Platz (U4) – Bundesplatz (U9) – Heidelberger Platz (U3) – Hohenzollerndamm – Halensee – Westkreuz – Messe Nord/ZOB – Westend – Jungfernheide (U7) – Beusselstraße | Beusselstraße – Westhafen (U9) – Wedding (U6) – Gesundbrunnen (U8) – Schönhauser Allee (U2) – Prenzlauer Allee – Greifswalder Straße – Landsberger Allee – Storkower Straße – Frankfurter Allee (U5) – Ostkreuz – Treptower Park – Sonnenallee – Neukölln (U7) – Hermannstraße (U8) – Tempelhof (U6) – Südkreuz – Schöneberg – Innsbrucker Platz (U4) – Bundesplatz (U9) – Heidelberger Platz (U3) – Hohenzollerndamm – Halensee – Westkreuz – Messe Nord/ZOB – Westend – Jungfernheide (U7) – Beusselstraße | Beusselstraße – Westhafen (U9) – Wedding (U6) – Gesundbrunnen (U8) – Schönhauser Allee (U2) – Prenzlauer Allee – Greifswalder Straße – Landsberger Allee – Storkower Straße – Frankfurter Allee (U5) – Ostkreuz – Treptower Park – Sonnenallee – Neukölln (U7) – Hermannstraße (U8) – Tempelhof (U6) – Südkreuz – Schöneberg – Innsbrucker Platz (U4) – Bundesplatz (U9) – Heidelberger Platz (U3) – Hohenzollerndamm – Halensee – Westkreuz – Messe Nord/ZOB – Westend – Jungfernheide (U7) – Beusselstraße | Beusselstraße – Westhafen (U9) – Wedding (U6) – Gesundbrunnen (U8) – Schönhauser Allee (U2) – Prenzlauer Allee – Greifswalder Straße – Landsberger Allee – Storkower Straße – Frankfurter Allee (U5) – Ostkreuz – Treptower Park – Sonnenallee – Neukölln (U7) – Hermannstraße (U8) – Tempelhof (U6) – Südkreuz – Schöneberg – Innsbrucker Platz (U4) – Bundesplatz (U9) – Heidelberger Platz (U3) – Hohenzollerndamm – Halensee – Westkreuz – Messe Nord/ZOB – Westend – Jungfernheide (U7) – Beusselstraße | Baureihe 483/484                                    |
| ↺                                                                      | R (Richard) | Beusselstraße – Beusselstraße | 28 | 37,1 | 60 min | Ringbahn (gegen den Uhrzeigersinn) | 10-min-Takt | Vollzug |                                                     |
| ↺                                                                      | R I (Reiher) | Beusselstraße – Beusselstraße | 28 | 37,1 | 60 min | Ringbahn (gegen den Uhrzeigersinn) | 10-min-Takt, am WE 20-min-Takt | Vollzug |                                                     |
| ↺                                                                      | Gegenrichtung zu S41 | Gegenrichtung zu S41 | Gegenrichtung zu S41 | Gegenrichtung zu S41 | Gegenrichtung zu S41 | Gegenrichtung zu S41 | Gegenrichtung zu S41 | Gegenrichtung zu S41 | Baureihe 483/484                                    |
| S45                                                                    | U (Ulrich) | Südkreuz – Flughafen BER | 14 | 29,7 | 38 min | Ringbahn, Verbindungsbahn Baumschulenweg–Neukölln, Görlitzer Bahn, Grünauer Kreuz–Berlin Flughafen BER | | Dreiviertelzug |                                                     |
| S45                                                                    | Südkreuz – Tempelhof (U6) – Hermannstraße (U8) – Neukölln (U7) – Köllnische Heide – Baumschulenweg – Schöneweide – Johannisthal – Adlershof – Altglienicke – Grünbergallee – Schönefeld – Waßmannsdorf – Flughafen BER | Südkreuz – Tempelhof (U6) – Hermannstraße (U8) – Neukölln (U7) – Köllnische Heide – Baumschulenweg – Schöneweide – Johannisthal – Adlershof – Altglienicke – Grünbergallee – Schönefeld – Waßmannsdorf – Flughafen BER | Südkreuz – Tempelhof (U6) – Hermannstraße (U8) – Neukölln (U7) – Köllnische Heide – Baumschulenweg – Schöneweide – Johannisthal – Adlershof – Altglienicke – Grünbergallee – Schönefeld – Waßmannsdorf – Flughafen BER | Südkreuz – Tempelhof (U6) – Hermannstraße (U8) – Neukölln (U7) – Köllnische Heide – Baumschulenweg – Schöneweide – Johannisthal – Adlershof – Altglienicke – Grünbergallee – Schönefeld – Waßmannsdorf – Flughafen BER | Südkreuz – Tempelhof (U6) – Hermannstraße (U8) – Neukölln (U7) – Köllnische Heide – Baumschulenweg – Schöneweide – Johannisthal – Adlershof – Altglienicke – Grünbergallee – Schönefeld – Waßmannsdorf – Flughafen BER | Südkreuz – Tempelhof (U6) – Hermannstraße (U8) – Neukölln (U7) – Köllnische Heide – Baumschulenweg – Schöneweide – Johannisthal – Adlershof – Altglienicke – Grünbergallee – Schönefeld – Waßmannsdorf – Flughafen BER | Südkreuz – Tempelhof (U6) – Hermannstraße (U8) – Neukölln (U7) – Köllnische Heide – Baumschulenweg – Schöneweide – Johannisthal – Adlershof – Altglienicke – Grünbergallee – Schönefeld – Waßmannsdorf – Flughafen BER | Südkreuz – Tempelhof (U6) – Hermannstraße (U8) – Neukölln (U7) – Köllnische Heide – Baumschulenweg – Schöneweide – Johannisthal – Adlershof – Altglienicke – Grünbergallee – Schönefeld – Waßmannsdorf – Flughafen BER | Baureihe 481/482 (mod.)                             |
| S46                                                                    | D (Dora) | Westend – Königs Wusterhausen | 23 13 | 40,8 30,3 | 58 min | Ringbahn, Verbindungsbahn Baumschulenweg–Neukölln, Görlitzer Bahn | ab/bis Tempelhof Sa, So ca. 12–20 Uhr | Vollzug |                                                     |
| S46                                                                    | (Gesundbrunnen (U8) – Wedding (U6) – Westhafen (U9) – Beusselstraße – Jungfernheide (U7) –) Westend – Messe Nord/ZOB – Westkreuz – Halensee – Hohenzollerndamm – Heidelberger Platz (U3) – Bundesplatz (U9) – Innsbrucker Platz (U4) – Schöneberg – Südkreuz – Tempelhof (U6) – Hermannstraße (U8) – Neukölln (U7) – Köllnische Heide – Baumschulenweg – Schöneweide – Johannisthal – Adlershof – Grünau – Eichwalde – Zeuthen – Wildau – Königs Wusterhausen | (Gesundbrunnen (U8) – Wedding (U6) – Westhafen (U9) – Beusselstraße – Jungfernheide (U7) –) Westend – Messe Nord/ZOB – Westkreuz – Halensee – Hohenzollerndamm – Heidelberger Platz (U3) – Bundesplatz (U9) – Innsbrucker Platz (U4) – Schöneberg – Südkreuz – Tempelhof (U6) – Hermannstraße (U8) – Neukölln (U7) – Köllnische Heide – Baumschulenweg – Schöneweide – Johannisthal – Adlershof – Grünau – Eichwalde – Zeuthen – Wildau – Königs Wusterhausen | (Gesundbrunnen (U8) – Wedding (U6) – Westhafen (U9) – Beusselstraße – Jungfernheide (U7) –) Westend – Messe Nord/ZOB – Westkreuz – Halensee – Hohenzollerndamm – Heidelberger Platz (U3) – Bundesplatz (U9) – Innsbrucker Platz (U4) – Schöneberg – Südkreuz – Tempelhof (U6) – Hermannstraße (U8) – Neukölln (U7) – Köllnische Heide – Baumschulenweg – Schöneweide – Johannisthal – Adlershof – Grünau – Eichwalde – Zeuthen – Wildau – Königs Wusterhausen | (Gesundbrunnen (U8) – Wedding (U6) – Westhafen (U9) – Beusselstraße – Jungfernheide (U7) –) Westend – Messe Nord/ZOB – Westkreuz – Halensee – Hohenzollerndamm – Heidelberger Platz (U3) – Bundesplatz (U9) – Innsbrucker Platz (U4) – Schöneberg – Südkreuz – Tempelhof (U6) – Hermannstraße (U8) – Neukölln (U7) – Köllnische Heide – Baumschulenweg – Schöneweide – Johannisthal – Adlershof – Grünau – Eichwalde – Zeuthen – Wildau – Königs Wusterhausen | (Gesundbrunnen (U8) – Wedding (U6) – Westhafen (U9) – Beusselstraße – Jungfernheide (U7) –) Westend – Messe Nord/ZOB – Westkreuz – Halensee – Hohenzollerndamm – Heidelberger Platz (U3) – Bundesplatz (U9) – Innsbrucker Platz (U4) – Schöneberg – Südkreuz – Tempelhof (U6) – Hermannstraße (U8) – Neukölln (U7) – Köllnische Heide – Baumschulenweg – Schöneweide – Johannisthal – Adlershof – Grünau – Eichwalde – Zeuthen – Wildau – Königs Wusterhausen | (Gesundbrunnen (U8) – Wedding (U6) – Westhafen (U9) – Beusselstraße – Jungfernheide (U7) –) Westend – Messe Nord/ZOB – Westkreuz – Halensee – Hohenzollerndamm – Heidelberger Platz (U3) – Bundesplatz (U9) – Innsbrucker Platz (U4) – Schöneberg – Südkreuz – Tempelhof (U6) – Hermannstraße (U8) – Neukölln (U7) – Köllnische Heide – Baumschulenweg – Schöneweide – Johannisthal – Adlershof – Grünau – Eichwalde – Zeuthen – Wildau – Königs Wusterhausen | (Gesundbrunnen (U8) – Wedding (U6) – Westhafen (U9) – Beusselstraße – Jungfernheide (U7) –) Westend – Messe Nord/ZOB – Westkreuz – Halensee – Hohenzollerndamm – Heidelberger Platz (U3) – Bundesplatz (U9) – Innsbrucker Platz (U4) – Schöneberg – Südkreuz – Tempelhof (U6) – Hermannstraße (U8) – Neukölln (U7) – Köllnische Heide – Baumschulenweg – Schöneweide – Johannisthal – Adlershof – Grünau – Eichwalde – Zeuthen – Wildau – Königs Wusterhausen | (Gesundbrunnen (U8) – Wedding (U6) – Westhafen (U9) – Beusselstraße – Jungfernheide (U7) –) Westend – Messe Nord/ZOB – Westkreuz – Halensee – Hohenzollerndamm – Heidelberger Platz (U3) – Bundesplatz (U9) – Innsbrucker Platz (U4) – Schöneberg – Südkreuz – Tempelhof (U6) – Hermannstraße (U8) – Neukölln (U7) – Köllnische Heide – Baumschulenweg – Schöneweide – Johannisthal – Adlershof – Grünau – Eichwalde – Zeuthen – Wildau – Königs Wusterhausen | Baureihe 483/484                                    |
| S47                                                                    | K (Konrad) | (Hermannstraße –) Schöneweide – Spindlersfeld | 7 3 | 10,3 4,0 | 18 min | Ringbahn, Verbindungsbahn Baumschulenweg–Neukölln, Görlitzer Bahn, Zweigbahn Schöneweide–Spindlersfeld | ab Schöneweide täglich ab ca. 20 Uhr | Dreiviertelzug |                                                     |
| S47                                                                    | Hermannstraße (U8) – Neukölln (U7) – Köllnische Heide – Baumschulenweg – Schöneweide – Oberspree – Spindlersfeld | Hermannstraße (U8) – Neukölln (U7) – Köllnische Heide – Baumschulenweg – Schöneweide – Oberspree – Spindlersfeld | Hermannstraße (U8) – Neukölln (U7) – Köllnische Heide – Baumschulenweg – Schöneweide – Oberspree – Spindlersfeld | Hermannstraße (U8) – Neukölln (U7) – Köllnische Heide – Baumschulenweg – Schöneweide – Oberspree – Spindlersfeld | Hermannstraße (U8) – Neukölln (U7) – Köllnische Heide – Baumschulenweg – Schöneweide – Oberspree – Spindlersfeld | Hermannstraße (U8) – Neukölln (U7) – Köllnische Heide – Baumschulenweg – Schöneweide – Oberspree – Spindlersfeld | Hermannstraße (U8) – Neukölln (U7) – Köllnische Heide – Baumschulenweg – Schöneweide – Oberspree – Spindlersfeld | Hermannstraße (U8) – Neukölln (U7) – Köllnische Heide – Baumschulenweg – Schöneweide – Oberspree – Spindlersfeld | Baureihe 483/484                                    |
| S5                                                                     | E (Emil) | Westkreuz – Mahlsdorf – Strausberg – Strausberg Nord | 30 27 21 | 48,8 39,3 25,0 | 78 min 67 min 45 min | Wetzlarer Bahn, Stadtbahn, Ostbahn, Strausberg–Strausberg Nord | abends nur bis Mahlsdorf | Vollzug |                                                     |
| S5                                                                     | E I (Elster) | Westkreuz – Mahlsdorf (– Hoppegarten) | 23 21 | 28,3 24,0 | 52 min 45 min | Wetzlarer Bahn, Stadtbahn, Ostbahn | nur in der HVZ bis Hoppegarten | Vollzug |                                                     |
| S5                                                                     | E II (Eiche) | Ostbahnhof – Mahlsdorf | 10 | 12,6 | 22 min | Ostbahn | nur HVZ, nicht während der Ferien | Halbzug |                                                     |
| S5                                                                     | E III (Erna) | abends: Mahlsdorf – Strausberg – Strausberg Nord im Nachtverkehr: Warschauer Straße – Mahlsdorf – Strausberg – Strausberg Nord | 10 7 18 | 24,4 15,3 35,8 | 31 min 20 min 47 min | Ostbahn, Strausberg–Strausberg Nord | nur abends und nachts, ersetzt dann Zuggruppe E; abends jeder zweite Zug nur bis Strausberg, im Nachtverkehr jeder zweite Zug nur bis Mahlsdorf | Halbzug |                                                     |
| S5                                                                     | S II (Sirius) | Warschauer Straße – Mahlsdorf | 8 | 10,3 | 22 min | Ostbahn | nur HVZ, nicht während der Ferien | Halbzug |                                                     |
| S5                                                                     | Westkreuz – Charlottenburg (U7) – Savignyplatz – Zoologischer Garten (U2, U9) – Tiergarten – Bellevue – Hauptbahnhof (U5) – Friedrichstraße (U6) – Hackescher Markt – Alexanderplatz (U2, U5, U8) – Jannowitzbrücke (U8) – Ostbahnhof – Warschauer Straße (U1, U3) – Ostkreuz – Nöldnerplatz – Lichtenberg (U5) – Friedrichsfelde Ost – Biesdorf – Wuhletal (U5) – Kaulsdorf – Mahlsdorf – Birkenstein – Hoppegarten – Neuenhagen – Fredersdorf – Petershagen Nord – Strausberg – Hegermühle – Strausberg Stadt – Strausberg Nord                                                                                        | Westkreuz – Charlottenburg (U7) – Savignyplatz – Zoologischer Garten (U2, U9) – Tiergarten – Bellevue – Hauptbahnhof (U5) – Friedrichstraße (U6) – Hackescher Markt – Alexanderplatz (U2, U5, U8) – Jannowitzbrücke (U8) – Ostbahnhof – Warschauer Straße (U1, U3) – Ostkreuz – Nöldnerplatz – Lichtenberg (U5) – Friedrichsfelde Ost – Biesdorf – Wuhletal (U5) – Kaulsdorf – Mahlsdorf – Birkenstein – Hoppegarten – Neuenhagen – Fredersdorf – Petershagen Nord – Strausberg – Hegermühle – Strausberg Stadt – Strausberg Nord                                                                                        | Westkreuz – Charlottenburg (U7) – Savignyplatz – Zoologischer Garten (U2, U9) – Tiergarten – Bellevue – Hauptbahnhof (U5) – Friedrichstraße (U6) – Hackescher Markt – Alexanderplatz (U2, U5, U8) – Jannowitzbrücke (U8) – Ostbahnhof – Warschauer Straße (U1, U3) – Ostkreuz – Nöldnerplatz – Lichtenberg (U5) – Friedrichsfelde Ost – Biesdorf – Wuhletal (U5) – Kaulsdorf – Mahlsdorf – Birkenstein – Hoppegarten – Neuenhagen – Fredersdorf – Petershagen Nord – Strausberg – Hegermühle – Strausberg Stadt – Strausberg Nord                                                                                        | Westkreuz – Charlottenburg (U7) – Savignyplatz – Zoologischer Garten (U2, U9) – Tiergarten – Bellevue – Hauptbahnhof (U5) – Friedrichstraße (U6) – Hackescher Markt – Alexanderplatz (U2, U5, U8) – Jannowitzbrücke (U8) – Ostbahnhof – Warschauer Straße (U1, U3) – Ostkreuz – Nöldnerplatz – Lichtenberg (U5) – Friedrichsfelde Ost – Biesdorf – Wuhletal (U5) – Kaulsdorf – Mahlsdorf – Birkenstein – Hoppegarten – Neuenhagen – Fredersdorf – Petershagen Nord – Strausberg – Hegermühle – Strausberg Stadt – Strausberg Nord                                                                                        | Westkreuz – Charlottenburg (U7) – Savignyplatz – Zoologischer Garten (U2, U9) – Tiergarten – Bellevue – Hauptbahnhof (U5) – Friedrichstraße (U6) – Hackescher Markt – Alexanderplatz (U2, U5, U8) – Jannowitzbrücke (U8) – Ostbahnhof – Warschauer Straße (U1, U3) – Ostkreuz – Nöldnerplatz – Lichtenberg (U5) – Friedrichsfelde Ost – Biesdorf – Wuhletal (U5) – Kaulsdorf – Mahlsdorf – Birkenstein – Hoppegarten – Neuenhagen – Fredersdorf – Petershagen Nord – Strausberg – Hegermühle – Strausberg Stadt – Strausberg Nord                                                                                        | Westkreuz – Charlottenburg (U7) – Savignyplatz – Zoologischer Garten (U2, U9) – Tiergarten – Bellevue – Hauptbahnhof (U5) – Friedrichstraße (U6) – Hackescher Markt – Alexanderplatz (U2, U5, U8) – Jannowitzbrücke (U8) – Ostbahnhof – Warschauer Straße (U1, U3) – Ostkreuz – Nöldnerplatz – Lichtenberg (U5) – Friedrichsfelde Ost – Biesdorf – Wuhletal (U5) – Kaulsdorf – Mahlsdorf – Birkenstein – Hoppegarten – Neuenhagen – Fredersdorf – Petershagen Nord – Strausberg – Hegermühle – Strausberg Stadt – Strausberg Nord                                                                                        | Westkreuz – Charlottenburg (U7) – Savignyplatz – Zoologischer Garten (U2, U9) – Tiergarten – Bellevue – Hauptbahnhof (U5) – Friedrichstraße (U6) – Hackescher Markt – Alexanderplatz (U2, U5, U8) – Jannowitzbrücke (U8) – Ostbahnhof – Warschauer Straße (U1, U3) – Ostkreuz – Nöldnerplatz – Lichtenberg (U5) – Friedrichsfelde Ost – Biesdorf – Wuhletal (U5) – Kaulsdorf – Mahlsdorf – Birkenstein – Hoppegarten – Neuenhagen – Fredersdorf – Petershagen Nord – Strausberg – Hegermühle – Strausberg Stadt – Strausberg Nord                                                                                        | Westkreuz – Charlottenburg (U7) – Savignyplatz – Zoologischer Garten (U2, U9) – Tiergarten – Bellevue – Hauptbahnhof (U5) – Friedrichstraße (U6) – Hackescher Markt – Alexanderplatz (U2, U5, U8) – Jannowitzbrücke (U8) – Ostbahnhof – Warschauer Straße (U1, U3) – Ostkreuz – Nöldnerplatz – Lichtenberg (U5) – Friedrichsfelde Ost – Biesdorf – Wuhletal (U5) – Kaulsdorf – Mahlsdorf – Birkenstein – Hoppegarten – Neuenhagen – Fredersdorf – Petershagen Nord – Strausberg – Hegermühle – Strausberg Stadt – Strausberg Nord                                                                                        | Baureihe 481/482 (mod.) / S II mit BR 484           |
| S7                                                                     | O (Otto) | Potsdam Hauptbahnhof – Ahrensfelde | 29 | 47,4 | 74 min | Wannseebahn, Wetzlarer Bahn, Stadtbahn, Ostbahn, Wriezener Bahn | | Vollzug |                                                     |
| S7                                                                     | O I (Olaf) | Potsdam Hauptbahnhof – Ahrensfelde | 29 | 47,4 | 74 min | Wannseebahn, Wetzlarer Bahn, Stadtbahn, Ostbahn, Wriezener Bahn | | Vollzug |                                                     |
| S7                                                                     | Potsdam Hauptbahnhof – Babelsberg – Griebnitzsee – Wannsee – Nikolassee – Grunewald – Westkreuz – Charlottenburg (U7) – Savignyplatz – Zoologischer Garten (U2, U9) – Tiergarten – Bellevue – Hauptbahnhof (U5) – Friedrichstraße (U6) – Hackescher Markt – Alexanderplatz (U2, U5, U8) – Jannowitzbrücke (U8) – Ostbahnhof – Warschauer Straße (U1, U3) – Ostkreuz – Nöldnerplatz – Lichtenberg (U5) – Friedrichsfelde Ost – Springpfuhl – Poelchaustraße – Marzahn – Raoul-Wallenberg-Straße – Mehrower Allee – Ahrensfelde                                                                                            | Potsdam Hauptbahnhof – Babelsberg – Griebnitzsee – Wannsee – Nikolassee – Grunewald – Westkreuz – Charlottenburg (U7) – Savignyplatz – Zoologischer Garten (U2, U9) – Tiergarten – Bellevue – Hauptbahnhof (U5) – Friedrichstraße (U6) – Hackescher Markt – Alexanderplatz (U2, U5, U8) – Jannowitzbrücke (U8) – Ostbahnhof – Warschauer Straße (U1, U3) – Ostkreuz – Nöldnerplatz – Lichtenberg (U5) – Friedrichsfelde Ost – Springpfuhl – Poelchaustraße – Marzahn – Raoul-Wallenberg-Straße – Mehrower Allee – Ahrensfelde                                                                                            | Potsdam Hauptbahnhof – Babelsberg – Griebnitzsee – Wannsee – Nikolassee – Grunewald – Westkreuz – Charlottenburg (U7) – Savignyplatz – Zoologischer Garten (U2, U9) – Tiergarten – Bellevue – Hauptbahnhof (U5) – Friedrichstraße (U6) – Hackescher Markt – Alexanderplatz (U2, U5, U8) – Jannowitzbrücke (U8) – Ostbahnhof – Warschauer Straße (U1, U3) – Ostkreuz – Nöldnerplatz – Lichtenberg (U5) – Friedrichsfelde Ost – Springpfuhl – Poelchaustraße – Marzahn – Raoul-Wallenberg-Straße – Mehrower Allee – Ahrensfelde                                                                                            | Potsdam Hauptbahnhof – Babelsberg – Griebnitzsee – Wannsee – Nikolassee – Grunewald – Westkreuz – Charlottenburg (U7) – Savignyplatz – Zoologischer Garten (U2, U9) – Tiergarten – Bellevue – Hauptbahnhof (U5) – Friedrichstraße (U6) – Hackescher Markt – Alexanderplatz (U2, U5, U8) – Jannowitzbrücke (U8) – Ostbahnhof – Warschauer Straße (U1, U3) – Ostkreuz – Nöldnerplatz – Lichtenberg (U5) – Friedrichsfelde Ost – Springpfuhl – Poelchaustraße – Marzahn – Raoul-Wallenberg-Straße – Mehrower Allee – Ahrensfelde                                                                                            | Potsdam Hauptbahnhof – Babelsberg – Griebnitzsee – Wannsee – Nikolassee – Grunewald – Westkreuz – Charlottenburg (U7) – Savignyplatz – Zoologischer Garten (U2, U9) – Tiergarten – Bellevue – Hauptbahnhof (U5) – Friedrichstraße (U6) – Hackescher Markt – Alexanderplatz (U2, U5, U8) – Jannowitzbrücke (U8) – Ostbahnhof – Warschauer Straße (U1, U3) – Ostkreuz – Nöldnerplatz – Lichtenberg (U5) – Friedrichsfelde Ost – Springpfuhl – Poelchaustraße – Marzahn – Raoul-Wallenberg-Straße – Mehrower Allee – Ahrensfelde                                                                                            | Potsdam Hauptbahnhof – Babelsberg – Griebnitzsee – Wannsee – Nikolassee – Grunewald – Westkreuz – Charlottenburg (U7) – Savignyplatz – Zoologischer Garten (U2, U9) – Tiergarten – Bellevue – Hauptbahnhof (U5) – Friedrichstraße (U6) – Hackescher Markt – Alexanderplatz (U2, U5, U8) – Jannowitzbrücke (U8) – Ostbahnhof – Warschauer Straße (U1, U3) – Ostkreuz – Nöldnerplatz – Lichtenberg (U5) – Friedrichsfelde Ost – Springpfuhl – Poelchaustraße – Marzahn – Raoul-Wallenberg-Straße – Mehrower Allee – Ahrensfelde                                                                                            | Potsdam Hauptbahnhof – Babelsberg – Griebnitzsee – Wannsee – Nikolassee – Grunewald – Westkreuz – Charlottenburg (U7) – Savignyplatz – Zoologischer Garten (U2, U9) – Tiergarten – Bellevue – Hauptbahnhof (U5) – Friedrichstraße (U6) – Hackescher Markt – Alexanderplatz (U2, U5, U8) – Jannowitzbrücke (U8) – Ostbahnhof – Warschauer Straße (U1, U3) – Ostkreuz – Nöldnerplatz – Lichtenberg (U5) – Friedrichsfelde Ost – Springpfuhl – Poelchaustraße – Marzahn – Raoul-Wallenberg-Straße – Mehrower Allee – Ahrensfelde                                                                                            | Potsdam Hauptbahnhof – Babelsberg – Griebnitzsee – Wannsee – Nikolassee – Grunewald – Westkreuz – Charlottenburg (U7) – Savignyplatz – Zoologischer Garten (U2, U9) – Tiergarten – Bellevue – Hauptbahnhof (U5) – Friedrichstraße (U6) – Hackescher Markt – Alexanderplatz (U2, U5, U8) – Jannowitzbrücke (U8) – Ostbahnhof – Warschauer Straße (U1, U3) – Ostkreuz – Nöldnerplatz – Lichtenberg (U5) – Friedrichsfelde Ost – Springpfuhl – Poelchaustraße – Marzahn – Raoul-Wallenberg-Straße – Mehrower Allee – Ahrensfelde                                                                                            | Baureihe 481/482 (mod. und unmod.)                  |
| S75                                                                    | T (Theodor) | Warschauer Straße – Wartenberg | 9 | 13,4 | 22 min | Ostbahn, Wriezener Bahn, Springpfuhl – Wartenberg | | Halbzug |                                                     |
| S75                                                                    | T I (Tapir) | (Ostbahnhof –) Warschauer Straße – Wartenberg | 10 9 | 14,7 13,4 | 25 min 22 min | Ostbahn, Wriezener Bahn, Springpfuhl – Wartenberg | bis Ostbahnhof nur HVZ | Halbzug |                                                     |
| S75                                                                    | Warschauer Straße (U1, U3) – Ostkreuz – Nöldnerplatz – Lichtenberg (U5) – Friedrichsfelde Ost – Springpfuhl – Gehrenseestraße – Hohenschönhausen – Wartenberg | Warschauer Straße (U1, U3) – Ostkreuz – Nöldnerplatz – Lichtenberg (U5) – Friedrichsfelde Ost – Springpfuhl – Gehrenseestraße – Hohenschönhausen – Wartenberg | Warschauer Straße (U1, U3) – Ostkreuz – Nöldnerplatz – Lichtenberg (U5) – Friedrichsfelde Ost – Springpfuhl – Gehrenseestraße – Hohenschönhausen – Wartenberg | Warschauer Straße (U1, U3) – Ostkreuz – Nöldnerplatz – Lichtenberg (U5) – Friedrichsfelde Ost – Springpfuhl – Gehrenseestraße – Hohenschönhausen – Wartenberg | Warschauer Straße (U1, U3) – Ostkreuz – Nöldnerplatz – Lichtenberg (U5) – Friedrichsfelde Ost – Springpfuhl – Gehrenseestraße – Hohenschönhausen – Wartenberg | Warschauer Straße (U1, U3) – Ostkreuz – Nöldnerplatz – Lichtenberg (U5) – Friedrichsfelde Ost – Springpfuhl – Gehrenseestraße – Hohenschönhausen – Wartenberg | Warschauer Straße (U1, U3) – Ostkreuz – Nöldnerplatz – Lichtenberg (U5) – Friedrichsfelde Ost – Springpfuhl – Gehrenseestraße – Hohenschönhausen – Wartenberg | Warschauer Straße (U1, U3) – Ostkreuz – Nöldnerplatz – Lichtenberg (U5) – Friedrichsfelde Ost – Springpfuhl – Gehrenseestraße – Hohenschönhausen – Wartenberg | Baureihe 481/482 (mod.)                             |
| S8                                                                     | N (Nordpol) | Birkenwerder – Blankenburg – Grünau (– Wildau) | 25 22 | 56,4 45,3 | 79 min 64 min | Nordbahn, Blankenburg – Hohen Neuendorf, Stettiner Bahn, Ringbahn, Görlitzer Bahn | bis Wildau nur HVZ; abends nur jeder dritte Zug zwischen Birkenwerder und Blankenburg | Dreiviertelzug |                                                     |
| S8                                                                     | Birkenwerder – Hohen Neuendorf – Bergfelde – Schönfließ – Mühlenbeck-Mönchmühle – Blankenburg – Pankow-Heinersdorf – Pankow (U2) – Bornholmer Straße – Schönhauser Allee (U2) – Prenzlauer Allee – Greifswalder Straße – Landsberger Allee – Storkower Straße – Frankfurter Allee (U5) – Ostkreuz – Treptower Park – Plänterwald – Baumschulenweg – Schöneweide – Johannisthal – Adlershof – Grünau (– Eichwalde – Zeuthen – Wildau) | Birkenwerder – Hohen Neuendorf – Bergfelde – Schönfließ – Mühlenbeck-Mönchmühle – Blankenburg – Pankow-Heinersdorf – Pankow (U2) – Bornholmer Straße – Schönhauser Allee (U2) – Prenzlauer Allee – Greifswalder Straße – Landsberger Allee – Storkower Straße – Frankfurter Allee (U5) – Ostkreuz – Treptower Park – Plänterwald – Baumschulenweg – Schöneweide – Johannisthal – Adlershof – Grünau (– Eichwalde – Zeuthen – Wildau) | Birkenwerder – Hohen Neuendorf – Bergfelde – Schönfließ – Mühlenbeck-Mönchmühle – Blankenburg – Pankow-Heinersdorf – Pankow (U2) – Bornholmer Straße – Schönhauser Allee (U2) – Prenzlauer Allee – Greifswalder Straße – Landsberger Allee – Storkower Straße – Frankfurter Allee (U5) – Ostkreuz – Treptower Park – Plänterwald – Baumschulenweg – Schöneweide – Johannisthal – Adlershof – Grünau (– Eichwalde – Zeuthen – Wildau) | Birkenwerder – Hohen Neuendorf – Bergfelde – Schönfließ – Mühlenbeck-Mönchmühle – Blankenburg – Pankow-Heinersdorf – Pankow (U2) – Bornholmer Straße – Schönhauser Allee (U2) – Prenzlauer Allee – Greifswalder Straße – Landsberger Allee – Storkower Straße – Frankfurter Allee (U5) – Ostkreuz – Treptower Park – Plänterwald – Baumschulenweg – Schöneweide – Johannisthal – Adlershof – Grünau (– Eichwalde – Zeuthen – Wildau) | Birkenwerder – Hohen Neuendorf – Bergfelde – Schönfließ – Mühlenbeck-Mönchmühle – Blankenburg – Pankow-Heinersdorf – Pankow (U2) – Bornholmer Straße – Schönhauser Allee (U2) – Prenzlauer Allee – Greifswalder Straße – Landsberger Allee – Storkower Straße – Frankfurter Allee (U5) – Ostkreuz – Treptower Park – Plänterwald – Baumschulenweg – Schöneweide – Johannisthal – Adlershof – Grünau (– Eichwalde – Zeuthen – Wildau) | Birkenwerder – Hohen Neuendorf – Bergfelde – Schönfließ – Mühlenbeck-Mönchmühle – Blankenburg – Pankow-Heinersdorf – Pankow (U2) – Bornholmer Straße – Schönhauser Allee (U2) – Prenzlauer Allee – Greifswalder Straße – Landsberger Allee – Storkower Straße – Frankfurter Allee (U5) – Ostkreuz – Treptower Park – Plänterwald – Baumschulenweg – Schöneweide – Johannisthal – Adlershof – Grünau (– Eichwalde – Zeuthen – Wildau) | Birkenwerder – Hohen Neuendorf – Bergfelde – Schönfließ – Mühlenbeck-Mönchmühle – Blankenburg – Pankow-Heinersdorf – Pankow (U2) – Bornholmer Straße – Schönhauser Allee (U2) – Prenzlauer Allee – Greifswalder Straße – Landsberger Allee – Storkower Straße – Frankfurter Allee (U5) – Ostkreuz – Treptower Park – Plänterwald – Baumschulenweg – Schöneweide – Johannisthal – Adlershof – Grünau (– Eichwalde – Zeuthen – Wildau) | Birkenwerder – Hohen Neuendorf – Bergfelde – Schönfließ – Mühlenbeck-Mönchmühle – Blankenburg – Pankow-Heinersdorf – Pankow (U2) – Bornholmer Straße – Schönhauser Allee (U2) – Prenzlauer Allee – Greifswalder Straße – Landsberger Allee – Storkower Straße – Frankfurter Allee (U5) – Ostkreuz – Treptower Park – Plänterwald – Baumschulenweg – Schöneweide – Johannisthal – Adlershof – Grünau (– Eichwalde – Zeuthen – Wildau) | Baureihe 483/484                                    |
| S85                                                                    | N I (Neiße) | Frohnau – Schöneweide (– Grünau) Pankow – Schöneweide (ab 14.12.25 bis Flughafen BER) | 22 19 17 | 33,8 27,4 16,3 | 54 min 45 min 28 min | Nordbahn, Ringbahn, Görlitzer Bahn | Mo–Fr ab Frohnau, bis Grünau bis ca. 20 Uhr, Sa–So ab Pankow bis Schöneweide | Dreiviertelzug |                                                     |
| S85                                                                    | Frohnau – Hermsdorf – Waidmannslust – Wittenau (U8) – Wilhelmsruh – Schönholz – Wollankstraße – Bornholmer Straße – Schönhauser Allee (U2) – Prenzlauer Allee – Greifswalder Straße – Landsberger Allee – Storkower Straße – Frankfurter Allee (U5) – Ostkreuz – Treptower Park – Plänterwald – Baumschulenweg – Schöneweide – Johannisthal – Adlershof – Grünau (ab Dezember 2025 Adlershof – Schönefeld (bei Berlin) – Flughafen BER | Frohnau – Hermsdorf – Waidmannslust – Wittenau (U8) – Wilhelmsruh – Schönholz – Wollankstraße – Bornholmer Straße – Schönhauser Allee (U2) – Prenzlauer Allee – Greifswalder Straße – Landsberger Allee – Storkower Straße – Frankfurter Allee (U5) – Ostkreuz – Treptower Park – Plänterwald – Baumschulenweg – Schöneweide – Johannisthal – Adlershof – Grünau (ab Dezember 2025 Adlershof – Schönefeld (bei Berlin) – Flughafen BER | Frohnau – Hermsdorf – Waidmannslust – Wittenau (U8) – Wilhelmsruh – Schönholz – Wollankstraße – Bornholmer Straße – Schönhauser Allee (U2) – Prenzlauer Allee – Greifswalder Straße – Landsberger Allee – Storkower Straße – Frankfurter Allee (U5) – Ostkreuz – Treptower Park – Plänterwald – Baumschulenweg – Schöneweide – Johannisthal – Adlershof – Grünau (ab Dezember 2025 Adlershof – Schönefeld (bei Berlin) – Flughafen BER | Frohnau – Hermsdorf – Waidmannslust – Wittenau (U8) – Wilhelmsruh – Schönholz – Wollankstraße – Bornholmer Straße – Schönhauser Allee (U2) – Prenzlauer Allee – Greifswalder Straße – Landsberger Allee – Storkower Straße – Frankfurter Allee (U5) – Ostkreuz – Treptower Park – Plänterwald – Baumschulenweg – Schöneweide – Johannisthal – Adlershof – Grünau (ab Dezember 2025 Adlershof – Schönefeld (bei Berlin) – Flughafen BER | Frohnau – Hermsdorf – Waidmannslust – Wittenau (U8) – Wilhelmsruh – Schönholz – Wollankstraße – Bornholmer Straße – Schönhauser Allee (U2) – Prenzlauer Allee – Greifswalder Straße – Landsberger Allee – Storkower Straße – Frankfurter Allee (U5) – Ostkreuz – Treptower Park – Plänterwald – Baumschulenweg – Schöneweide – Johannisthal – Adlershof – Grünau (ab Dezember 2025 Adlershof – Schönefeld (bei Berlin) – Flughafen BER | Frohnau – Hermsdorf – Waidmannslust – Wittenau (U8) – Wilhelmsruh – Schönholz – Wollankstraße – Bornholmer Straße – Schönhauser Allee (U2) – Prenzlauer Allee – Greifswalder Straße – Landsberger Allee – Storkower Straße – Frankfurter Allee (U5) – Ostkreuz – Treptower Park – Plänterwald – Baumschulenweg – Schöneweide – Johannisthal – Adlershof – Grünau (ab Dezember 2025 Adlershof – Schönefeld (bei Berlin) – Flughafen BER | Frohnau – Hermsdorf – Waidmannslust – Wittenau (U8) – Wilhelmsruh – Schönholz – Wollankstraße – Bornholmer Straße – Schönhauser Allee (U2) – Prenzlauer Allee – Greifswalder Straße – Landsberger Allee – Storkower Straße – Frankfurter Allee (U5) – Ostkreuz – Treptower Park – Plänterwald – Baumschulenweg – Schöneweide – Johannisthal – Adlershof – Grünau (ab Dezember 2025 Adlershof – Schönefeld (bei Berlin) – Flughafen BER | Frohnau – Hermsdorf – Waidmannslust – Wittenau (U8) – Wilhelmsruh – Schönholz – Wollankstraße – Bornholmer Straße – Schönhauser Allee (U2) – Prenzlauer Allee – Greifswalder Straße – Landsberger Allee – Storkower Straße – Frankfurter Allee (U5) – Ostkreuz – Treptower Park – Plänterwald – Baumschulenweg – Schöneweide – Johannisthal – Adlershof – Grünau (ab Dezember 2025 Adlershof – Schönefeld (bei Berlin) – Flughafen BER | Baureihe 481/482 (mod.)                             |
| S9                                                                     | C (Cäsar) | Spandau – Flughafen BER | 30 | 40,7 | 78 min | Spandauer Vorortbahn, Wetzlarer Bahn, Stadtbahn, Görlitzer Bahn, Bahnstrecke Grünauer Kreuz–Berlin Flughafen BER | | Vollzug |                                                     |
| S9                                                                     | Spandau (U7) – Stresow – Pichelsberg – Olympiastadion – Heerstraße – Messe Süd – Westkreuz – Charlottenburg (U7) – Savignyplatz – Zoologischer Garten (U2, U9) – Tiergarten – Bellevue – Hauptbahnhof (U5) – Friedrichstraße (U6) – Hackescher Markt – Alexanderplatz (U2, U5, U8) – Jannowitzbrücke (U8) – Ostbahnhof – Warschauer Straße (U1, U3) – Treptower Park – Plänterwald – Baumschulenweg – Schöneweide – Johannisthal – Adlershof – Altglienicke – Grünbergallee – Schönefeld – Waßmannsdorf – Flughafen BER                                                                                                  | Spandau (U7) – Stresow – Pichelsberg – Olympiastadion – Heerstraße – Messe Süd – Westkreuz – Charlottenburg (U7) – Savignyplatz – Zoologischer Garten (U2, U9) – Tiergarten – Bellevue – Hauptbahnhof (U5) – Friedrichstraße (U6) – Hackescher Markt – Alexanderplatz (U2, U5, U8) – Jannowitzbrücke (U8) – Ostbahnhof – Warschauer Straße (U1, U3) – Treptower Park – Plänterwald – Baumschulenweg – Schöneweide – Johannisthal – Adlershof – Altglienicke – Grünbergallee – Schönefeld – Waßmannsdorf – Flughafen BER                                                                                                  | Spandau (U7) – Stresow – Pichelsberg – Olympiastadion – Heerstraße – Messe Süd – Westkreuz – Charlottenburg (U7) – Savignyplatz – Zoologischer Garten (U2, U9) – Tiergarten – Bellevue – Hauptbahnhof (U5) – Friedrichstraße (U6) – Hackescher Markt – Alexanderplatz (U2, U5, U8) – Jannowitzbrücke (U8) – Ostbahnhof – Warschauer Straße (U1, U3) – Treptower Park – Plänterwald – Baumschulenweg – Schöneweide – Johannisthal – Adlershof – Altglienicke – Grünbergallee – Schönefeld – Waßmannsdorf – Flughafen BER                                                                                                  | Spandau (U7) – Stresow – Pichelsberg – Olympiastadion – Heerstraße – Messe Süd – Westkreuz – Charlottenburg (U7) – Savignyplatz – Zoologischer Garten (U2, U9) – Tiergarten – Bellevue – Hauptbahnhof (U5) – Friedrichstraße (U6) – Hackescher Markt – Alexanderplatz (U2, U5, U8) – Jannowitzbrücke (U8) – Ostbahnhof – Warschauer Straße (U1, U3) – Treptower Park – Plänterwald – Baumschulenweg – Schöneweide – Johannisthal – Adlershof – Altglienicke – Grünbergallee – Schönefeld – Waßmannsdorf – Flughafen BER                                                                                                  | Spandau (U7) – Stresow – Pichelsberg – Olympiastadion – Heerstraße – Messe Süd – Westkreuz – Charlottenburg (U7) – Savignyplatz – Zoologischer Garten (U2, U9) – Tiergarten – Bellevue – Hauptbahnhof (U5) – Friedrichstraße (U6) – Hackescher Markt – Alexanderplatz (U2, U5, U8) – Jannowitzbrücke (U8) – Ostbahnhof – Warschauer Straße (U1, U3) – Treptower Park – Plänterwald – Baumschulenweg – Schöneweide – Johannisthal – Adlershof – Altglienicke – Grünbergallee – Schönefeld – Waßmannsdorf – Flughafen BER                                                                                                  | Spandau (U7) – Stresow – Pichelsberg – Olympiastadion – Heerstraße – Messe Süd – Westkreuz – Charlottenburg (U7) – Savignyplatz – Zoologischer Garten (U2, U9) – Tiergarten – Bellevue – Hauptbahnhof (U5) – Friedrichstraße (U6) – Hackescher Markt – Alexanderplatz (U2, U5, U8) – Jannowitzbrücke (U8) – Ostbahnhof – Warschauer Straße (U1, U3) – Treptower Park – Plänterwald – Baumschulenweg – Schöneweide – Johannisthal – Adlershof – Altglienicke – Grünbergallee – Schönefeld – Waßmannsdorf – Flughafen BER                                                                                                  | Spandau (U7) – Stresow – Pichelsberg – Olympiastadion – Heerstraße – Messe Süd – Westkreuz – Charlottenburg (U7) – Savignyplatz – Zoologischer Garten (U2, U9) – Tiergarten – Bellevue – Hauptbahnhof (U5) – Friedrichstraße (U6) – Hackescher Markt – Alexanderplatz (U2, U5, U8) – Jannowitzbrücke (U8) – Ostbahnhof – Warschauer Straße (U1, U3) – Treptower Park – Plänterwald – Baumschulenweg – Schöneweide – Johannisthal – Adlershof – Altglienicke – Grünbergallee – Schönefeld – Waßmannsdorf – Flughafen BER                                                                                                  | Spandau (U7) – Stresow – Pichelsberg – Olympiastadion – Heerstraße – Messe Süd – Westkreuz – Charlottenburg (U7) – Savignyplatz – Zoologischer Garten (U2, U9) – Tiergarten – Bellevue – Hauptbahnhof (U5) – Friedrichstraße (U6) – Hackescher Markt – Alexanderplatz (U2, U5, U8) – Jannowitzbrücke (U8) – Ostbahnhof – Warschauer Straße (U1, U3) – Treptower Park – Plänterwald – Baumschulenweg – Schöneweide – Johannisthal – Adlershof – Altglienicke – Grünbergallee – Schönefeld – Waßmannsdorf – Flughafen BER                                                                                                  | Baureihe 481/482 (mod.)                             |

Anmerkungen:
- Die Linienlängen wurden mit dem Programm TPS der DB ermittelt.[13]
- Die Angabe abends gilt ab ungefähr 21 Uhr bis Betriebsschluss.

## Geschichte

### Von den Anfängen der Berliner Bahnen bis zum Ende des Zweiten Weltkriegs

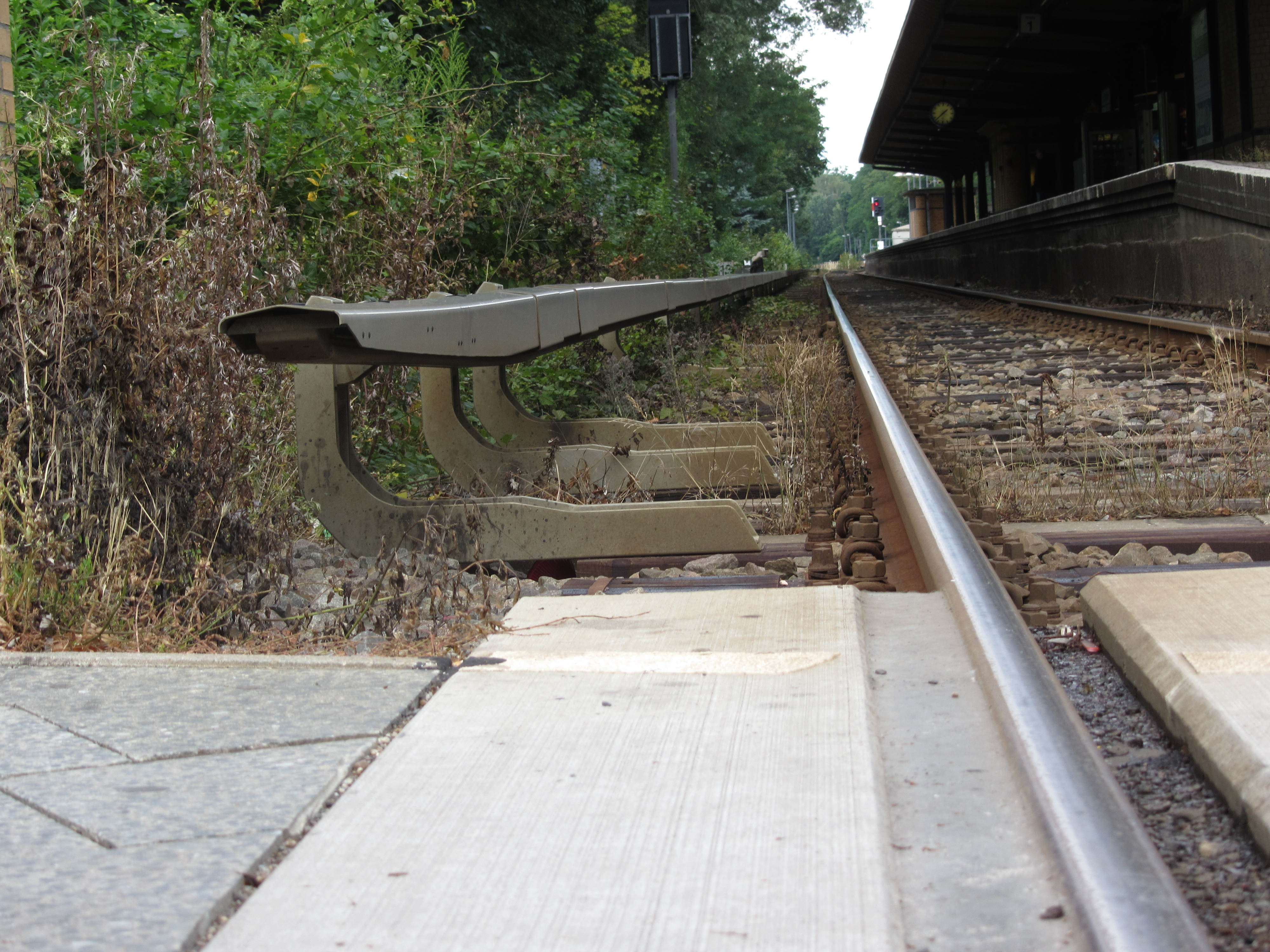
Von unten bestrichene Stromschiene der Berliner S-Bahn, hier mit Einlauf am ehemaligen Bahnübergang an der Station Lichtenrade

Mit der Berlin-Potsdamer Eisenbahn ging 1838 die erste Bahnstrecke in Berlin in Betrieb. In den folgenden Jahren entstanden weitere Radialstrecken in alle Himmelsrichtungen. 1871 wurde außerhalb des damals bebauten Gebietes die Ringbahn eröffnet. Seit 1900 wurden mehrere Versuche mit elektrischem Bahnbetrieb unternommen. Der elektrische Versuchsbetrieb mit Gleichstrom und Stromschienen auf der Strecke vom Potsdamer Bahnhof nach Lichterfelde Ost begann 1903 und verlief so erfolgreich, dass er als Regelbetrieb fortgesetzt werden konnte und bis 1929 auf die spätere Stromschienenbauart und eine höhere Spannung umgerüstet wurde.
Im Jahr 1913 fiel die Entscheidung zugunsten eines Wechselstromsystems mit Stromzuführung mittels einer oberhalb der Fahrzeuge aufgehängten Fahrleitung. Mit dem Ausbruch des Ersten Weltkriegs wurden die Vorarbeiten eingestellt, nach Kriegsende jedoch wieder aufgenommen. Im Raum Pankow standen schon einige Fahrleitungsmasten.
Nach dem Ersten Weltkrieg entschied die neugegründete Deutsche Reichsbahn (DR), die Stadt-, Ring- und Vorortbahn auf elektrischen Betrieb umzustellen. Weil die vor dem Krieg geplante Weiternutzung des vorhandenen Wagenbestandes wegen des inzwischen schlechten Zustandes der meisten Fahrzeuge nicht mehr zu vertreten war und um den Aufwand für die Erweiterung des Lichtraumprofils zu reduzieren, änderte man das Vorhaben auf einen Betrieb mit 800 Volt Gleichspannung und seitlicher, von unten bestrichener Stromschiene. Nach mehrjährigen Vorarbeiten ging am 8. August 1924 der elektrische Vorortverkehr vom Stettiner Vorortbahnhof (heute Nordbahnhof) nach Bernau in Betrieb. Vorerst wurden die sechs Versuchszüge eingesetzt, 1925 stellte die DR mit den späteren ET 169 die erste Serienbauart in Dienst. 1929 endete dann die Ära der mit Dampflokomotiven bespannten Züge auf den Vorortgleisen der Stadt- und Ringbahn.
Nachdem die Bezeichnung für dieses Verkehrssystem in den Jahren 1929/30 noch Stadt-Schnellbahn (abgekürzt: SS) war, wurde ab März 1930 die Bezeichnung in Stadtbahn (abgekürzt: S-Bahn) abgeändert. Das S-Bahn-Logo entwarf im Auftrag der Reichsbahndirektion Berlin der Berliner Gebrauchsgraphiker Fritz Rosen, der zu der Zeit das Atelier Bernhard leitete. Es wurde am 13. November 1930 offiziell eingeführt.
In rund sieben Jahren wurden bis 1933 im Rahmen der „Großen Elektrisierung“ 235,0 km Stadt-, Ring- und Vorortstrecken mit Stromschienen ausgerüstet. Zur Stromversorgung wurde 1928 ein Liefervertrag mit der Bewag abgeschlossen und eine Hochspannungsverbindung zwischen dem im Ausbau befindlichen Kraftwerk Klingenberg und dem Schaltwerk am Markgrafendamm sowie drei weiteren Schaltwerken hergestellt. Von den vier Schaltwerken aus erfolgte die Stromverteilung zu den Unter- und Gleichrichterwerken im Verlauf der Strecken.
Zum Ende des Jahres 1943 hatte das Berliner S-Bahn-Netz eine Ausdehnung von 294,8 km erreicht. Die S-Bahn verzeichnete 1943 den Fahrgastrekord von 737 Millionen Reisenden. Im April 1945 musste infolge der Kampfhandlungen in Berlin und des Ausfalls der Stromversorgung der S-Bahn-Betrieb eingestellt werden. Anfang Mai 1945 wurden unter dem Landwehrkanal die Tunneldecke gesprengt und dadurch der S-Bahn-Tunnel der Nord-Süd-Bahn unter Wasser gesetzt. Über den Fahrgast-Verbindungsgang im Bahnhof Friedrichstraße zur heutigen U-Bahn-Linie U6 war kurze Zeit später das U-Bahn-Netz ebenfalls zu großen Teilen voller Wasser gelaufen.

### Die Zeit der Teilung

#### Gesamt-Berlin bis zum Mauerbau 1961

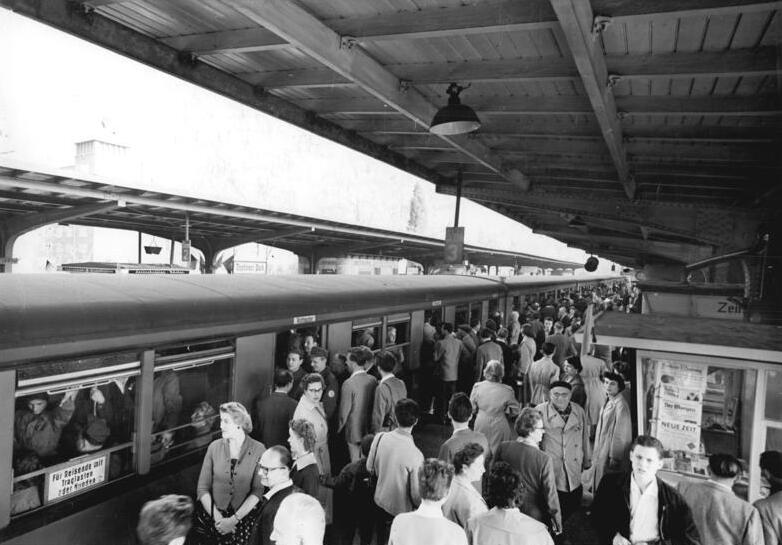
Bahnhof Treptower Park, 1959

Nach dem Zweiten Weltkrieg wurde das S-Bahn-Netz schnell von Kriegsschäden befreit. Die Deutsche Reichsbahn (DR) in der Sowjetischen Besatzungszone und später in der DDR behielt auf alliierte Anordnung das Betriebsrecht für das gesamte Berliner Streckennetz. Die ersten Züge waren am 6. Juli 1945 wieder im Einsatz. Ende 1947 war bis auf wenige Ausnahmen das gesamte Netz wieder befahrbar.
Mit der Teilung Deutschlands und Berlins hatte der Ost-West-Konflikt erheblichen Einfluss auf die Entwicklung der S-Bahn. Seitens der DDR wurde schrittweise die Abgrenzung West-Berlins vorbereitet. Bereits ab 1952 durften West-Berliner das in der DDR gelegene Umland nicht mehr betreten. Dazu wurden 1951/1952 die nur über West-Berliner Gebiet erreichbaren Kopfbahnhöfe der Fernbahn geschlossen, und der Verkehr wurde um die Stadt herumgeleitet.
Mit dem Berliner Außenring entstand bis zum Ende der 1950er Jahre eine Möglichkeit zur kompletten Umfahrung West-Berlins. Bis 1961 rollte der Verkehr auf den S-Bahn-Strecken nach West-Berlin noch normal.
Bis zum Mauerbau im Jahr 1961 war mit rund 335 km Länge das bisher größte Netz der S-Bahn in Berlin entstanden.

#### Nach dem Mauerbau
Der 13. August 1961 war nach den Zerstörungen des Zweiten Weltkriegs der größte Einschnitt in den Betrieb und das Netz der S-Bahn.

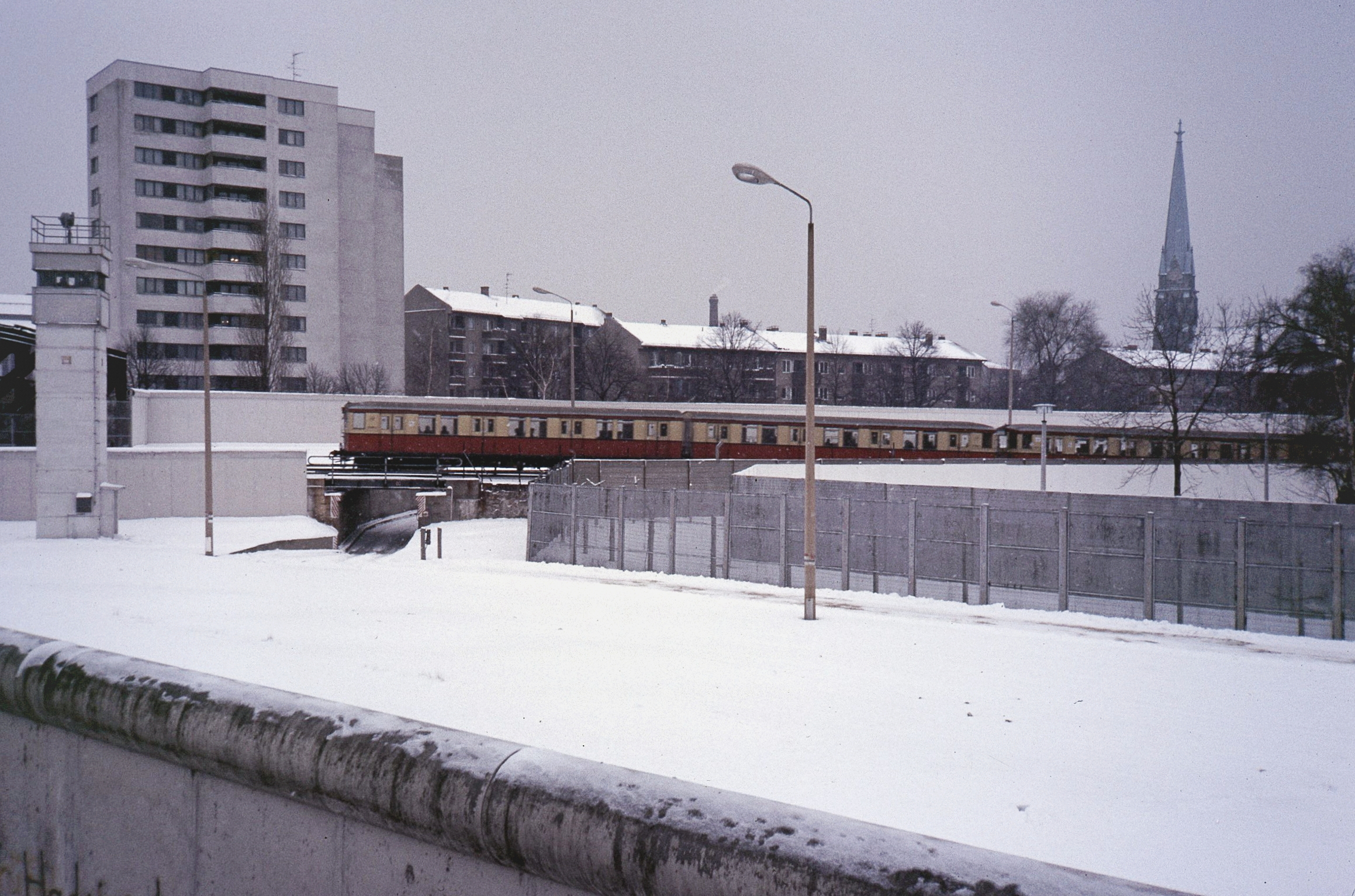
Ein Zug der Baureihe 165 der BVG durchquert die Grenzanlagen zwischen den Bezirken Wedding (West) und Mitte (Ost), 1987

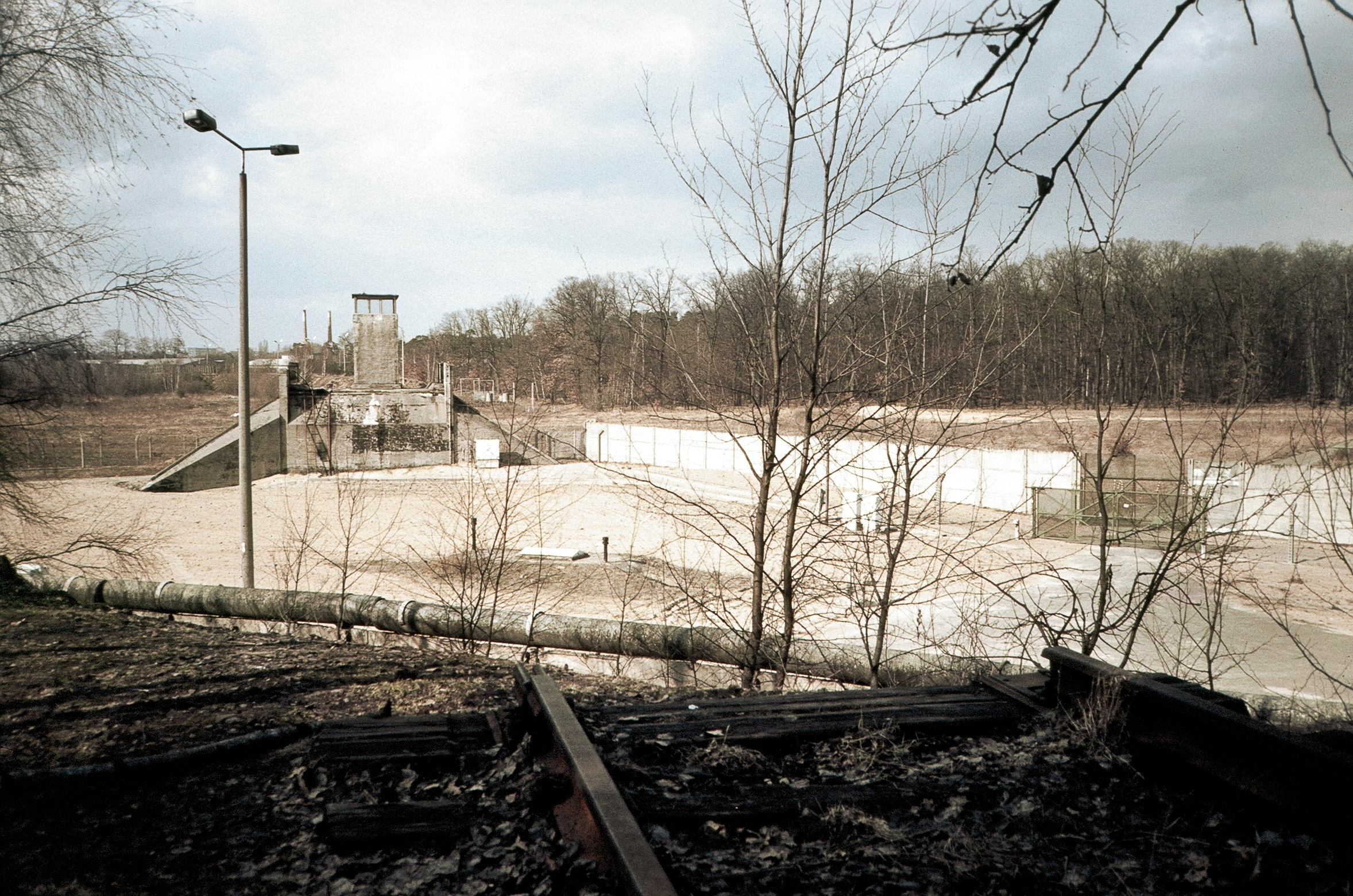
Unterbrochene S-Bahn-Trasse der Kremmener Bahn, 1987

Die S-Bahn wurde in zwei separaten Teilnetzen weiterhin von der Deutschen Reichsbahn betrieben. In Ost-Berlin blieb die S-Bahn mit einem Beförderungsanteil von etwa 35 Prozent das Verkehrsmittel mit dem höchsten Fahrgastanteil. In den 1970er und 1980er Jahren wuchs das Streckennetz weiter. Insbesondere wurden die Neubausiedlungen im Nordosten der Stadt, Marzahn und Hohenschönhausen, an das Netz angeschlossen.
Der Mauerbau führte in West-Berlin nach Aufruf von Politikern und Gewerkschaften zum S-Bahn-Boykott. Daraufhin gingen die Fahrgastzahlen stark zurück.
Im Jahr 1980 kam es zu Kündigungen, die große Unruhe unter der Belegschaft aufkommen ließen, und die Reichsbahn plante auch noch umfangreiche Fahrplanausdünnungen. Der Unmut der Beschäftigten entlud sich im zweiten Berliner S-Bahn-Streik. Als Konsequenz entließ die Reichsbahn die meisten ihrer West-Berliner Mitarbeiter und reduzierte die Linienzahl in West-Berlin von zehn auf drei.
Der Berliner S-Bahn-Streik rückte die S-Bahn allerdings in das Interesse der Medienwelt und erweckte den Wunsch, die S-Bahn in das West-Berliner Nahverkehrssystem einzubeziehen. 1983 begannen Verhandlungen von Vertretern des Senats, der BVG und der Deutschen Reichsbahn. Im Dezember 1983 wurden diese mit alliierter Zustimmung zur Vereinbarung zwischen der Deutschen Reichsbahn und dem Berliner Senat zur Übergabe der Betriebsrechte der S-Bahn auf dem Gebiet West-Berlins abgeschlossen.
Am 9. Januar 1984 um 3 Uhr übernahm die BVG den S-Bahn-Betrieb in West-Berlin. Allerdings bekam die BVG von der DR die ältesten Fahrzeuge; sie war aber bestrebt, hier schnell eine Anpassung an den modernen Standard der U-Bahn zu erreichen. Daher wurden in ihrem Auftrag bald neue S-Bahn-Züge beschafft, die auch heute noch als Baureihe 480 im Berliner S-Bahn-Netz unterwegs sind.
Noch vor dem Mauerfall gab es Bestrebungen zu einer weitgehenden Wiederinbetriebnahme des S-Bahn-Netzes in West-Berlin. Bürgerinitiativen und Bürgerbegehren führten dazu, dass 1989 mit der Sanierung des südlichen Ringbahnabschnitts begonnen wurde.

### Entwicklung ab 1990

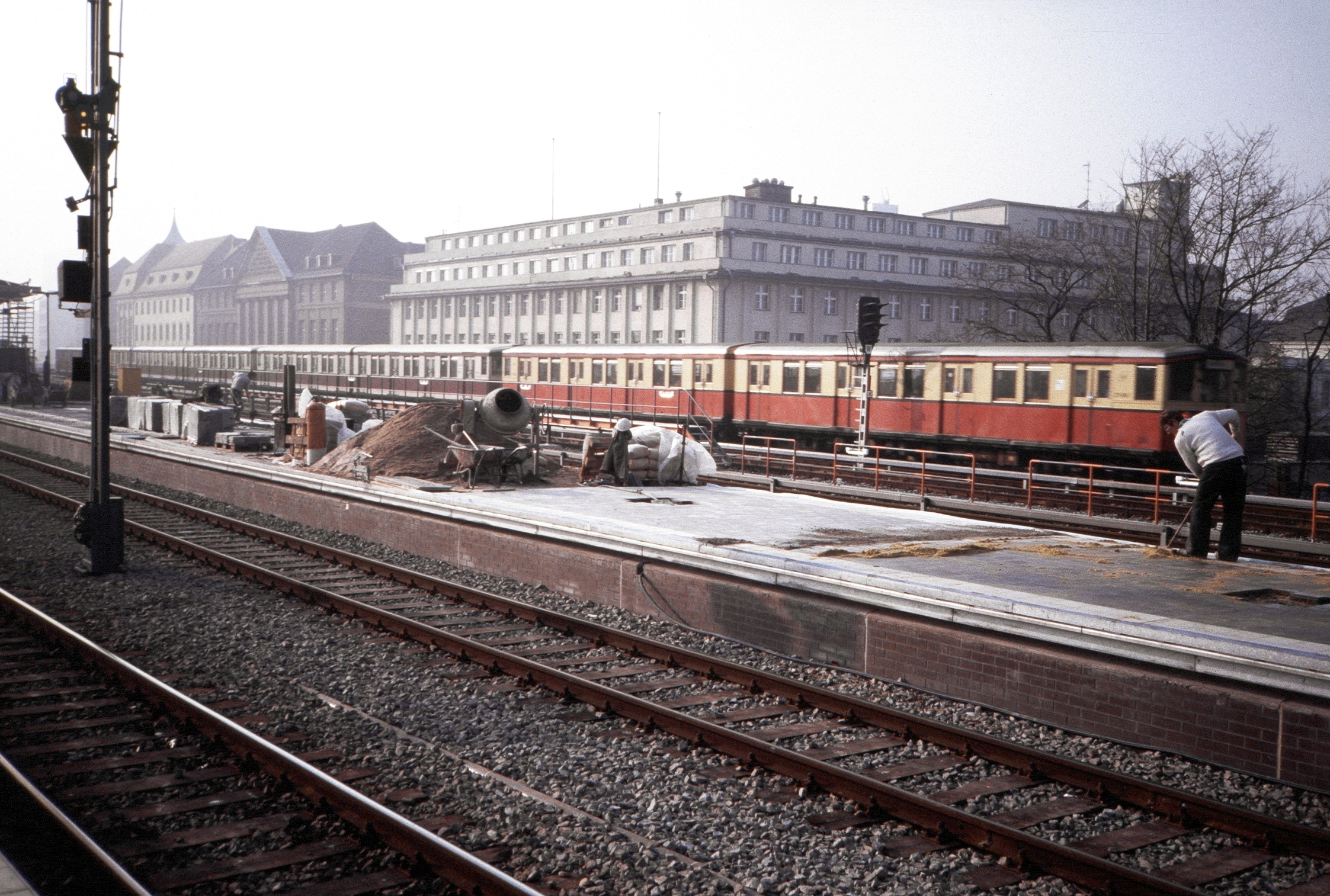
Gemischter Zug aus S-Bahn-Wagen von BVG und DR am Bahnhof Zoo, 14. November 1989

Nach dem Fall der Mauer am 9. November 1989 stand die Zusammenführung der beiden S-Bahn-Netze im Vordergrund. Bereits in den ersten Tagen nach der Grenzöffnung brachte die Deutsche Reichsbahn Fahrzeuge der Baureihe 275 in den Westen, da die bei der BVG vorhandenen Züge den Ansturm nicht bewältigen konnten. Die BVG reihte sie zwischen führende eigene Viertelzüge ein. Am 2. Juli 1990 wurde der durchgehende Verkehr auf der Stadtbahn von Ost nach West mit drei (ab 30. September 1990 vier) Zuggruppen (Linien) wieder aufgenommen. Am selben Tag wurde der Geisterbahnhof Oranienburger Straße der Nord-Süd-Bahn wiedereröffnet.
Am 1. September 1990 wurden die beiden Geisterbahnhöfe Nordbahnhof und Unter den Linden (heute: Brandenburger Tor) wieder von der S-Bahn bedient. Der Bahnhof Potsdamer Platz wurde nach diversen Bauarbeiten erst am 1. März 1992 wieder dem Personenverkehr übergeben.
Bis zum Jahresende 1993 wurde der S-Bahn-Betrieb in Berlin von der Deutschen Reichsbahn und der BVG gemeinsam durchgeführt. Zum Jahreswechsel 1993/94 vereinigten sich die Deutsche Reichsbahn und die Deutsche Bundesbahn zur Deutschen Bahn. Zeitgleich ging die Verantwortung für den Betrieb der S-Bahn im ehemaligen West-Berlin von der BVG auf die Deutsche Bahn über. Praktisch wurde die Durchführung des Betriebs jedoch nur schrittweise von der BVG abgegeben: Bereits am 1. August 1992 ging die Betriebsführung der ersten Strecke an die Deutsche Reichsbahn über. Nach der Gründung der Deutschen Bahn bestand noch bis Mai 1998 ein Dienstleistungs-Überlassungsvertrag zwischen BVG und Deutscher Bahn.
Bis etwa 2006/2007 galt die S-Bahn als eines der zuverlässigsten und beliebtesten S-Bahn-Systeme Europas. In den folgenden Jahren war ein stetiger Leistungsrückgang zu beklagen, der in den Jahren 2008, 2009 und 2010 mit gravierenden Leistungseinbrüchen als „S-Bahn-Krise“ seinen Höhepunkt fand. Die Gründe lagen in einem Zusammenwirken von überzogenen Rationalisierungen in Folge des vom Mutterkonzern ausgeübten Renditedrucks, daraus resultierenden Wartungsdefiziten, einem Managementversagen der damaligen S-Bahn-Geschäftsführung unter Tobias Heinemann sowie Konstruktionsmängeln der neuen Fahrzeuge.

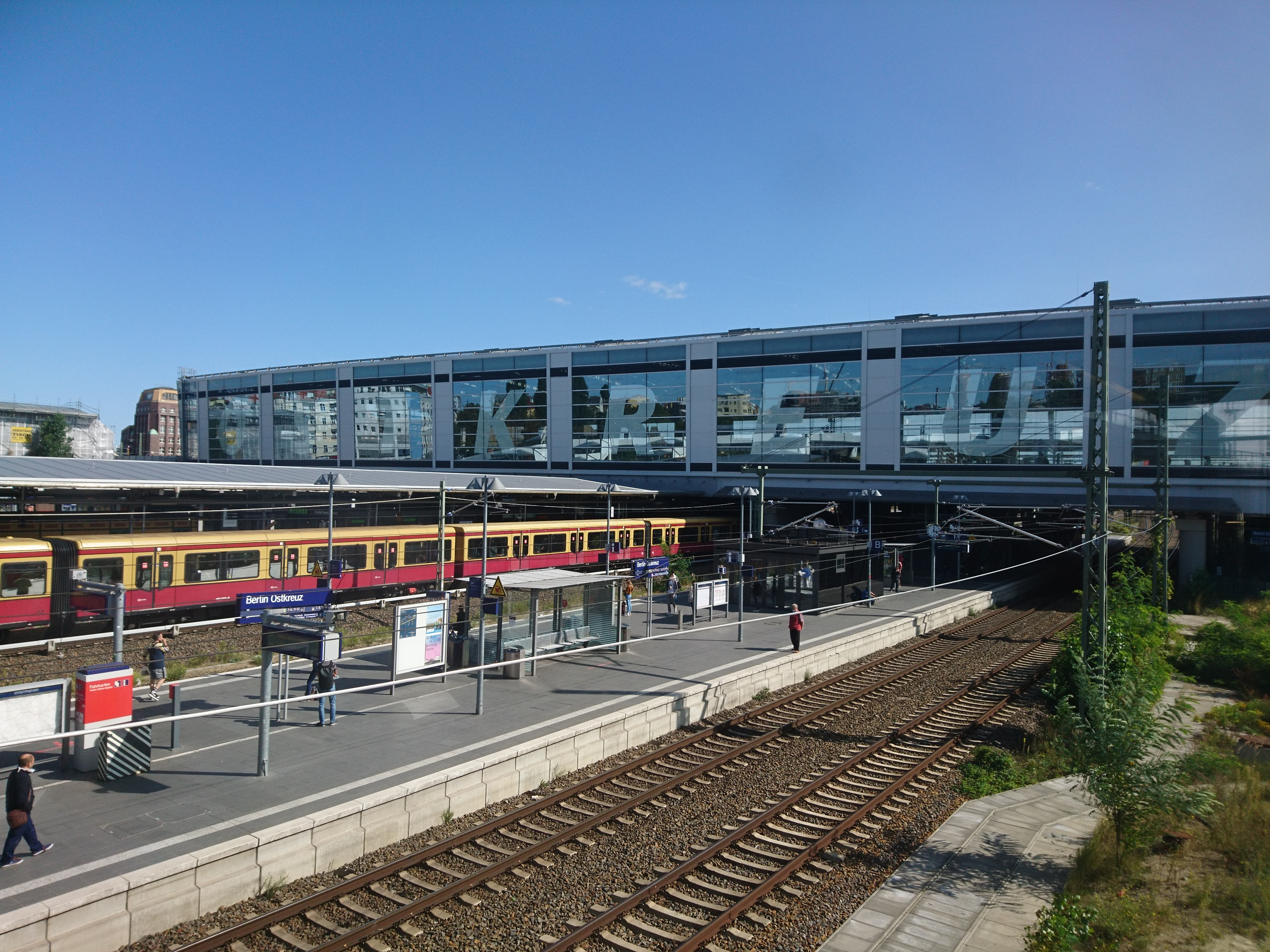
Der Bahnhof Ostkreuz nach seiner Fertigstellung, 2020

Um die Infrastruktur der S-Bahn zu modernisieren, gab es mehrere Infrastrukturprojekte. So wurde von 2007 bis 2018 der Bahnhof Ostkreuz während des laufenden Betriebs vollständig umgebaut. Neben der kompletten Umgestaltung des Gleisfeldes entstanden zusätzlich drei neue Regionalbahnsteige. Der Bahnhof wurde durch den Einbau von Aufzügen und Rolltreppen barrierefrei gestaltet. Gleichzeitig wurden der benachbarte Bahnhof Warschauer Straße und die Strecke dorthin saniert. Die Kosten für die Sanierung beliefen sich auf rund 500 Millionen Euro. 

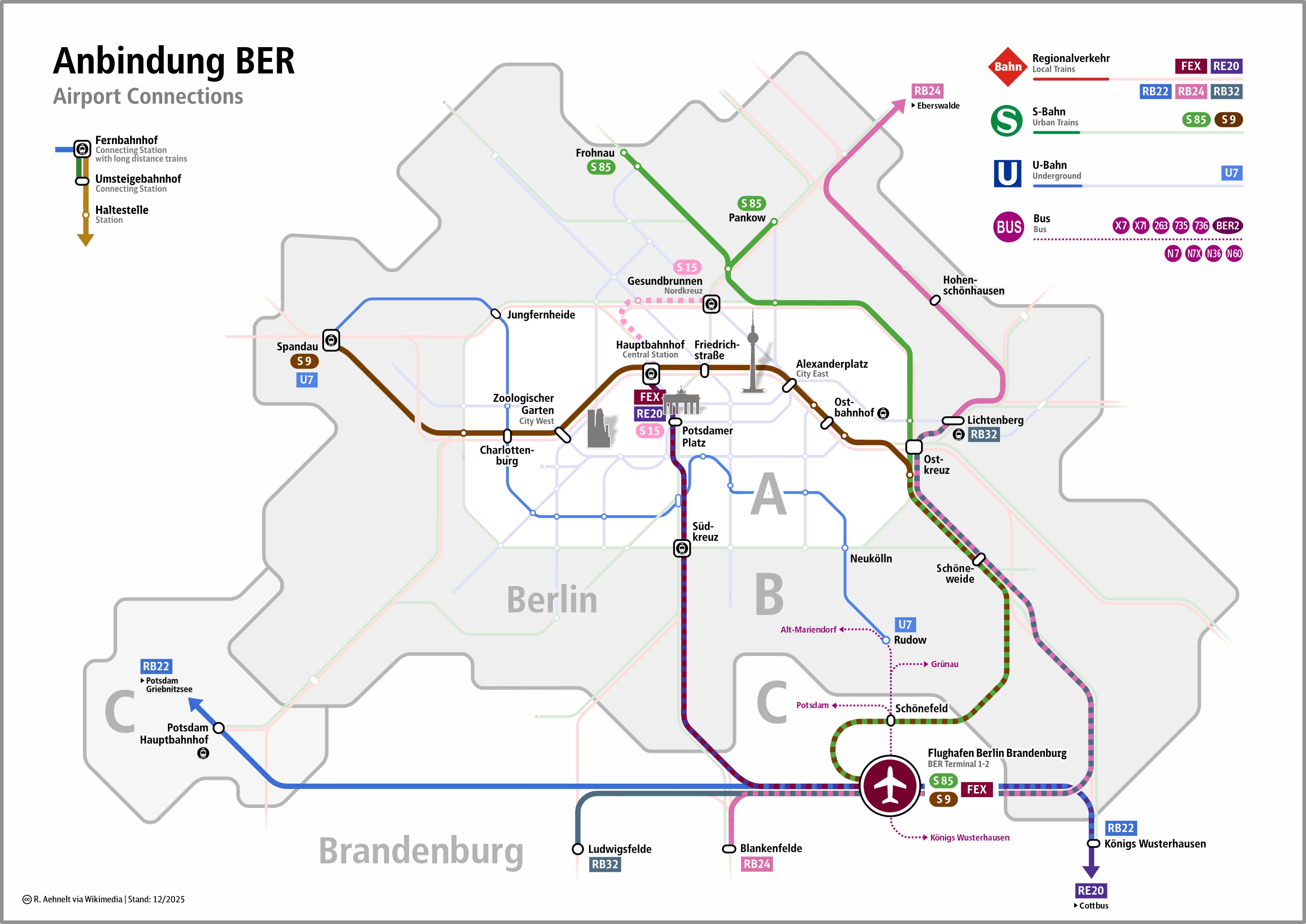
Anbindung an den Flughafen Berlin Brandenburg

Für den Flughafen Berlin Brandenburg (BER) in Schönefeld südöstlich von Berlin wurde die S-Bahn-Strecke vom Bahnhof Flughafen Berlin-Schönefeld zum neuen Terminal verlängert. Die Strecke umfasst die Bahnhöfe Waßmannsdorf und Flughafen BER und hat eine Länge von rund 7,8 km. Eröffnet wurde sie am 25. Oktober 2020 und die Baukosten (einschließlich der Fernbahn) beliefen sich auf 675 Millionen Euro.
Am 27. Januar 2016 schlossen die Länder Berlin und Brandenburg mit der S-Bahn Berlin GmbH den Verkehrsvertrag für das Teilnetz ‚Ring‘, der eine Laufzeit vom 1. Januar 2021 bis 31. Dezember 2035 hat. Zur Abwicklung der Verkehre auf den Linien S8, S41/S42, S46 und S47 wurden von der S-Bahn Berlin 21 Fahrzeuge der Baureihe 483 und 85 der Baureihe 484 beschafft. Ab 1. Januar 2021 wurden die neuen S-Bahn-Züge erstmals auf der Linie S47 zwischen Spindlersfeld und Hermannstraße eingesetzt. Zwischenzeitlich wurden die neuen Fahrzeuge aufgrund der zügig voranschreitenden Produktion auch auf der Linie S45 zwischen Südkreuz und Flughafen BER eingesetzt. Am 18. September 2023 wurde die Fahrzeugflotte der neuesten Baureihe durch die Auslieferung des letzten Fahrzeugs komplettiert. Durch den Einsatz der Neubaufahrzeuge im Teilnetz ‚Ring‘ konnten die bislang dort verkehrenden Fahrzeuge der Baureihen 480 und 481/482 ab Fahrplanwechsel im Dezember 2023 für umfangreiche Angebotsausweitungen in den Teilnetzen Stadtbahn und Nord-Süd genutzt werden. So werden seitdem unter anderem bei den im Nord-Süd-System verkehrenden Linien längere Fahrzeugverbände eingesetzt, und auf der Berliner Stadtbahn verkehren in der Hauptverkehrszeit wieder sieben Zuggruppen.

## Betreiber

Logo der S-Bahn Berlin GmbH

Zum Jahreswechsel 1993/1994 vereinigten sich die Deutsche Reichsbahn und die Deutsche Bundesbahn zur Deutschen Bahn AG. Zum gleichen Datum wurde der Betrieb der S-Bahn im ehemaligen West-Berlin, der bis dahin von der BVG durchgeführt wurde, an die Deutsche Bahn übergeben. Am 1. Januar 1995 wurde der Betrieb auf die neugegründete S-Bahn Berlin GmbH übertragen; sie ist seit März 2010 eine hundertprozentige Tochtergesellschaft der DB Regio AG.

### Verkehrsvertrag
Die S-Bahn Berlin GmbH betreibt den Verkehr der S-Bahn auf Grundlage einer Ausschreibung eines im August 2004 unterzeichneten Verkehrsvertrages zwischen der Deutschen Bahn und dem Berliner Senat. Der Vertrag galt rückwirkend von Anfang 2003 bis zum Ende des Jahres 2017 und umfasste Mittel der Länder Berlin und Brandenburg in Höhe von 3,54 Milliarden Euro.
Nach Verzögerungen bei der Ausschreibung wurde beschlossen, die S-Bahn Berlin GmbH per Direktvergabe den Betrieb fortführen zu lassen. Die Regelungen der Übergangsvereinbarung wurden am 3. Juni 2015 im Europäischen Amtsblatt veröffentlicht. In den Teilnetzen Nord-Süd und Stadtbahn endet der Interimsvertrag II zum Betrieb dann zwischen 2027 und 2028. Für das Teilnetz ‚Ring‘ (Ringbahn und Zubringer) sind gestaffelte Fristen vereinbart, um einem möglichen neuen Betreiber die Übernahme des Betriebs schrittweise zu ermöglichen – für die kurze Linie zwischen Spindlersfeld und Südkreuz bis Ende 2020, für die Ringbahn selbst dann bis Oktober 2023.[veraltet]
Für den anschließenden Verkehrsvertrag des Teilnetzes ‚Ring‘ mit den Linien S41/S42, S47 und S8 ist der bisherige Betreiber der DB-Tochter S-Bahn Berlin GmbH mit eigenen neuen Fahrzeugen und einer Fahrzeugkapazitätserhöhung von 20 % beauftragt worden.

### Ausschreibungen für zukünftigen Betrieb
Im Jahr 2012 entschieden die beiden Bundesländer Berlin und Brandenburg als zuständige Aufgabenträger, den Betrieb und die Fahrzeuginstandhaltung der S-Bahn Berlin europaweit öffentlich auszuschreiben. Als Vergabestelle wurde der Verkehrsverbund Berlin-Brandenburg beauftragt. Geplant war ursprünglich, unabhängige Ausschreibungen für drei Teilnetze (Ring, Stadtbahn und Nord-Süd) durchzuführen. Die Ausschreibung des Gesamtnetzes wurde verworfen, da bei einer solchen Vergabe wegen der hohen Risiken unzureichender Wettbewerb zu erwarten war. Nach Ablauf des Verkehrsvertrags im Dezember 2017 wurde die Deutsche Bahn weiterhin für zumindest zwei der Teilnetze direkt beauftragt.
Das Vergabeverfahren für das Teilnetz ‚Ring‘, das die Linien S41 und S42 (Ringbahn) sowie die Linien S46, S47 und S8 mit einer jährlichen Verkehrsleistung von 9,4 Millionen Zugkilometern (knapp ein Drittel des Gesamtverkehrs) umfasst, wurde im Juni 2012 gestartet. Es sah vor, den Betrieb für 15 Jahre, die Fahrzeuginstandhaltung aber für 33 Jahre auszuschreiben. Das Verfahren wurde jedoch aufgrund einer Entscheidung des Vergabesenats des Berliner Kammergerichts vom 24. Januar 2013 abgebrochen. Im Rahmen einer Klage der Deutschen Bahn gegen das Vergabeverfahren hatte das Gericht die besonders lange Laufzeit des geplanten Vertrags in Frage gestellt und das Verfahren an den Europäischen Gerichtshof verwiesen.
Am 11. April 2013 hatte der VBB im Auftrag der beiden Bundesländer ein neues Vergabeverfahren für das Teilnetz ‚Ring‘ gestartet. Es sah vor, Betrieb und Wartung von Dezember 2017 an für einen Zeitraum von 15 Jahren auszuschreiben. Neue Fahrzeuge sollten vom zukünftigen Betreiber beschafft werden. Zahlreiche Bewerber hatten zum 15. Juli 2013 einen Antrag zur Teilnahme am Vergabeverfahren gestellt. Dazu zählten unter anderem die S-Bahn Berlin GmbH (der bisherige Betreiber), die französische RATP, die britische National Express Group, MTR aus Hongkong und die Fahrzeughersteller Bombardier sowie gemeinsam Siemens und Stadler.
Im März 2014 wurde bekannt, dass mehrere der Bewerber auf eine weitere Teilnahme am Verfahren verzichtet hatten. Verblieben war neben der Deutschen Bahn nur noch National Express. Dieses Unternehmen zog sich im Oktober 2014 ebenfalls aus dem Vergabeverfahren zurück. Einziger verbleibender Bewerber ist damit die S-Bahn Berlin GmbH.
Im November 2013 schrieb die Deutsche Bahn die Beschaffung von bis zu 690 Triebzügen für die S-Bahn Berlin europaweit aus. Die bis zu 37 m langen Viertelzüge sollen für eine Höchstgeschwindigkeit von 100 km/h ausgelegt werden. Die meisten Bewerber sprangen jedoch ab, darunter der bisherige Hersteller Bombardier (BR 481 im Werk Hennigsdorf bei Berlin). Am Ende verblieb nur noch das Konsortium Siemens/Stadler. Das Preisangebot für die neuen Züge lag dabei höher als erwartet. Im Dezember 2015 schloss Siemens/Stadler mit der S-Bahn Berlin GmbH einen Rahmenvertrag über die Lieferung von 1380 Wagen ab, von denen 106 Züge (bestehend aus 85 vier- und 21 zweiteiligen Einheiten) unmittelbar bestellt wurden. Die Züge werden als Baureihe 483/484 geführt.

Am 4. August 2020 startete die Ausschreibung für die Teilnetze ‚Nord-Süd‘ und ‚Stadtbahn‘. Neben der Verkehrsleistung beinhaltet die Vergabe auch die Fahrzeuglieferung und die Instandhaltung mit einer Laufzeit von 15 Jahren bzw. der Instandhaltung von 30 Jahren. Das Land Berlin soll mindestens 1308 S-Bahn-Wagen kaufen mit einer Option von weiteren 852 Wagen und will sie in Landesbesitz übernehmen. Beim Nord-Süd-Teilnetz soll der neue Betreiber im Dezember 2027 einsteigen, bei der Stadtbahn im Februar 2028. Durch die Verzögerung bei der Lieferung neuer Züge wurde im Dezember 2022 die geplante Betriebsübernahme auf Juni 2029 im Teilnetz Stadtbahn und auf Juni 2030 im Teilnetz Nord-Süd verschoben.
Am 6. Mai 2021 beschloss das Berliner Abgeordnetenhaus die Gründung einer Landesanstalt für Schienenfahrzeuge Berlin (LSFB).
Das Vergabeverfahren trennt zwar Fahrzeugbeschaffung und Betrieb, bevorzugt jedoch Gebote aus einer Hand. Eine von Alstom dagegen eingelegte Rüge bei der Vergabekammer wurde erst im März 2024 endgültig entschieden, womit das Vergabeverfahren bis dahin blockiert war. Im Mai 2024 wurde noch die Beachtung eines Gutachtens in die Ausschreibung aufgenommen, die eine Umstellung auf 1500 V empfiehlt, um eine Angebotserweiterung zu ermöglichen. Die Abgabe verbindlicher Angebote verzögerte sich anschließend mehrfach – erster geplanter Termin war der 28. März 2024, der siebte geplante Termin der 27. März 2025. Bei einem Zuschlag bis September 2025 wäre dann eine Betriebsaufnahme ab 2031 geplant.
Das Aktionsbündnis Eine S-Bahn für Alle aus Gewerkschaftern und Aktivisten fordert 2025 den Stopp der Ausschreibung und bringt eine Kommunalisierung ins Spiel.

## Verkehrstarife

### Berliner Vororttarif
Bereits seit dem 1. Oktober 1891, zeitgleich mit der Inbetriebnahme der eigenen Vorortgleise der Neuen Wannseebahn, wurde im Raum Berlin der verbilligte Berliner Vororttarif auf den Strecken der Stadt-, Ring- und Vorortbahnen eingeführt. Dieser Tarif galt neben der Stadt- und Ringbahn mit ihren Verbindungskurven zunächst auf folgenden Vorortstrecken:
- Stettiner Bahnhof – Oranienburg
- Stettiner Bahnhof – Bernau (bei Berlin)
- Schlesischer Bahnhof – Mahlsdorf – Fredersdorf – Strausberg/Rüdersdorf
- Schlesischer Bahnhof – Erkner – Fürstenwalde (Spree)
- Görlitzer Bahnhof – Grünau – Königs Wusterhausen
- Anhalter Bahnhof – Marienfelde – Mahlow – Zossen
- Anhalter Bahnhof – Groß-Lichterfelde Ost
- Potsdamer Bahnhof – Zehlendorf – Potsdam – Werder (Havel)
- Charlottenburg – Wannsee – Potsdam – Werder (Havel)
- Lehrter Bahnhof – Spandau – Nauen.

Der Berliner Vororttarif und der Bau weiterer Bahnhöfe an den Vorortbahnen erleichterten den Berufstätigen den Weg zu den Arbeitsstätten und beschleunigten die Siedlungsentwicklung der Orte an den Vorortbahnen. In einigen Fällen entstanden neue Villensiedlungen um die Bahnhöfe herum, z. B. Zehlendorf-West (heute Mexikoplatz), Nikolassee und Neubabelsberg (heute Griebnitzsee), aber auch in Hermsdorf und Frohnau.
Seit 1893 wurden Lochzangen an den Stationen zur Entwertung eingesetzt, sodass im Vorverkauf gelöste Fahrkarten von verschiedenen Abgangsbahnhöfen aus verwendet werden konnten.
Ab dem 1. Januar 1921 wurde der Berliner Vororttarif auch auf der Wetzlarer Bahn bis Beelitz-Heilstätten und auf der Lehrter Bahn bis Wustermark eingeführt.
Zum 15. Mai 1938 wurde das gesonderte Tarifgebiet des Berliner Vororttarifs erneut ausgedehnt. Im Süden kamen die Bahnhöfe Lichterfelde Süd und Teltow sowie Wünsdorf hinzu, im Nordosten die Wriezener Bahn bis Werneuchen.
1939 umfasste der Vororttarif neben den elektrifizierten S-Bahn-Strecken folgende Relationen, die als mit Dampf betriebene S-Bahnstrecken bezeichnet wurden:
- Lehrter Bahnhof – Berlin-Spandau – Wustermark/Nauen
- Velten – Kremmen
- Wriezener Bahnhof – Werneuchen
- Schlesischer Bahnhof – Mahlsdorf – Fredersdorf – Strausberg/Rüdersdorf
- Erkner – Fürstenwalde
- Görlitzer Bahnhof – Grünau – Königs Wusterhausen
- Potsdamer Bahnhof – Marienfelde – Mahlow – Zossen – Wünsdorf
- Lichterfelde Ost – Teltow
- Charlottenburg – Wannsee – Borkheide
- Potsdamer Bahnhof – Zehlendorf – Potsdam – Werder (Havel).[61]

Es galt damals ein System aus 24 Preisstufen, die günstigste galt auf der Stadt- und Ringbahn bis zur vierten Station.
Am 1. Oktober 1944 wurde ein Preisstufensystem eingeführt, das sich im Ostteils Berlins und im Umland mit nur geringen Modifikationen bis 1991 hielt. Alle Relationen in und um Berlin wurden mit acht Preisstufen abgedeckt, wobei die Preisstufen 6–8 nur für weite Fahrten, insbesondere von den westlichen zu den östlichen Vororten Berlins, nötig waren. Für Fahrten im inneren Teil der Stadt reichte die Preisstufe 1. Die Preise reichten dabei von 20 Pfennig für Preisstufe 1 bis 1,30 Mark für Preisstufe 8. Diese Preise wurden in Ost-Berlin bis 1991 beibehalten.
Tariflich wurden die elektrischen S-Bahn-Strecken und die sonstigen Vorortstrecken nicht unterschieden. Offiziell wurden auch diese als S-Bahn bezeichnet. Kursbuchkarten benutzten die Begriffe „elektrisch betriebene S-Bahn-Strecken“ und „mit Dampf betriebene S-Bahn-Strecken“, später „nicht elektrisch betriebene S-Bahn-Strecken“. Zu DDR-Zeiten wurden insbesondere diejenigen Züge im Volksmund auch als Sputnik bezeichnet, die Teile des Gebiets von West-Berlin umfuhren. Das S-Bahn-Tarifgebiet wurde jahrzehntelang nur geringfügig verändert und reichte in den 1980er Jahren von Nauen, Werder (Havel) und Beelitz-Heilstätten bis Werneuchen, Strausberg und Fürstenwalde in Ost-West- sowie von Velten, Oranienburg und Bernau bis Ludwigsfelde, Wünsdorf und Königs Wusterhausen in Nord-Süd-Richtung.

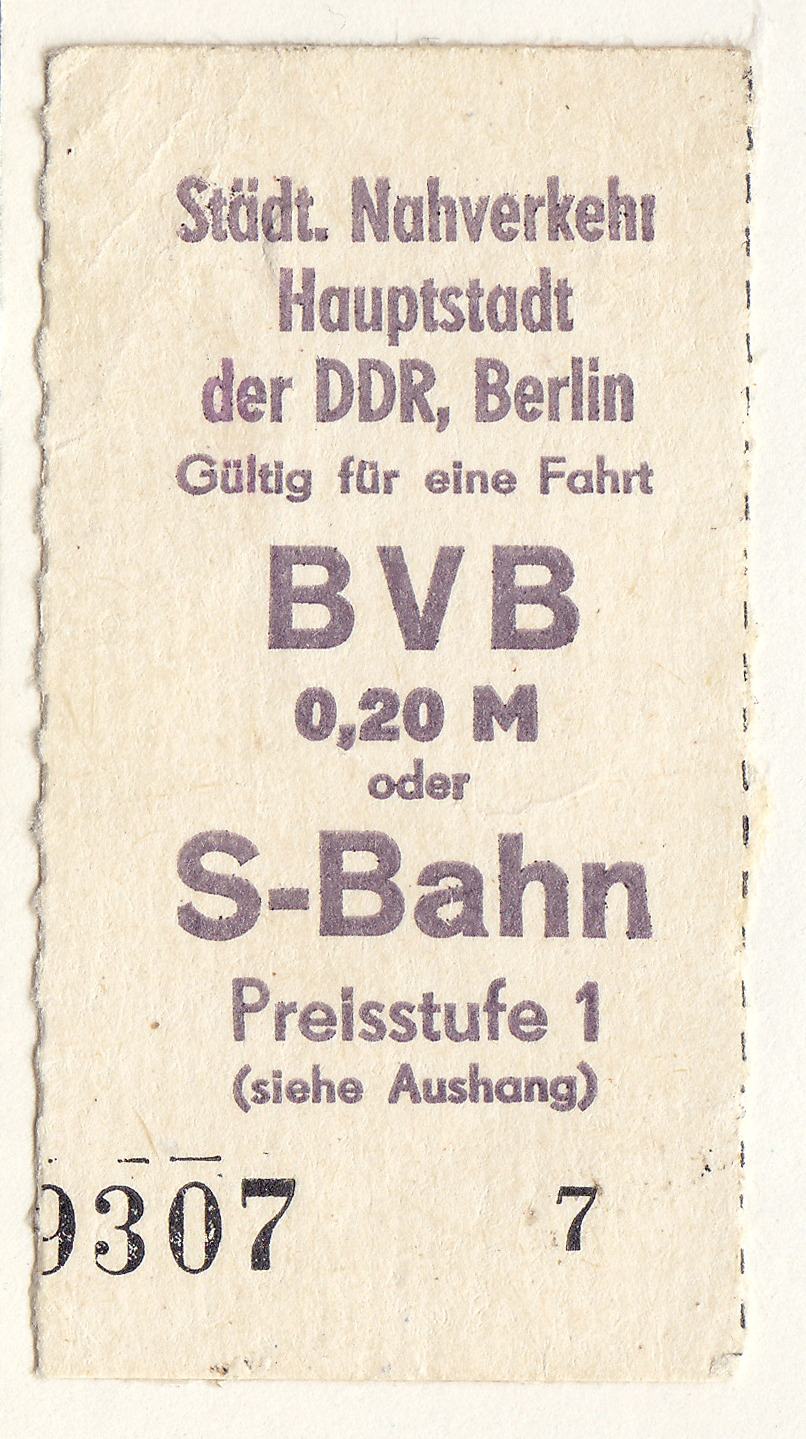
Fahrkarte BVB/S-Bahn (Ost), ca. 1985

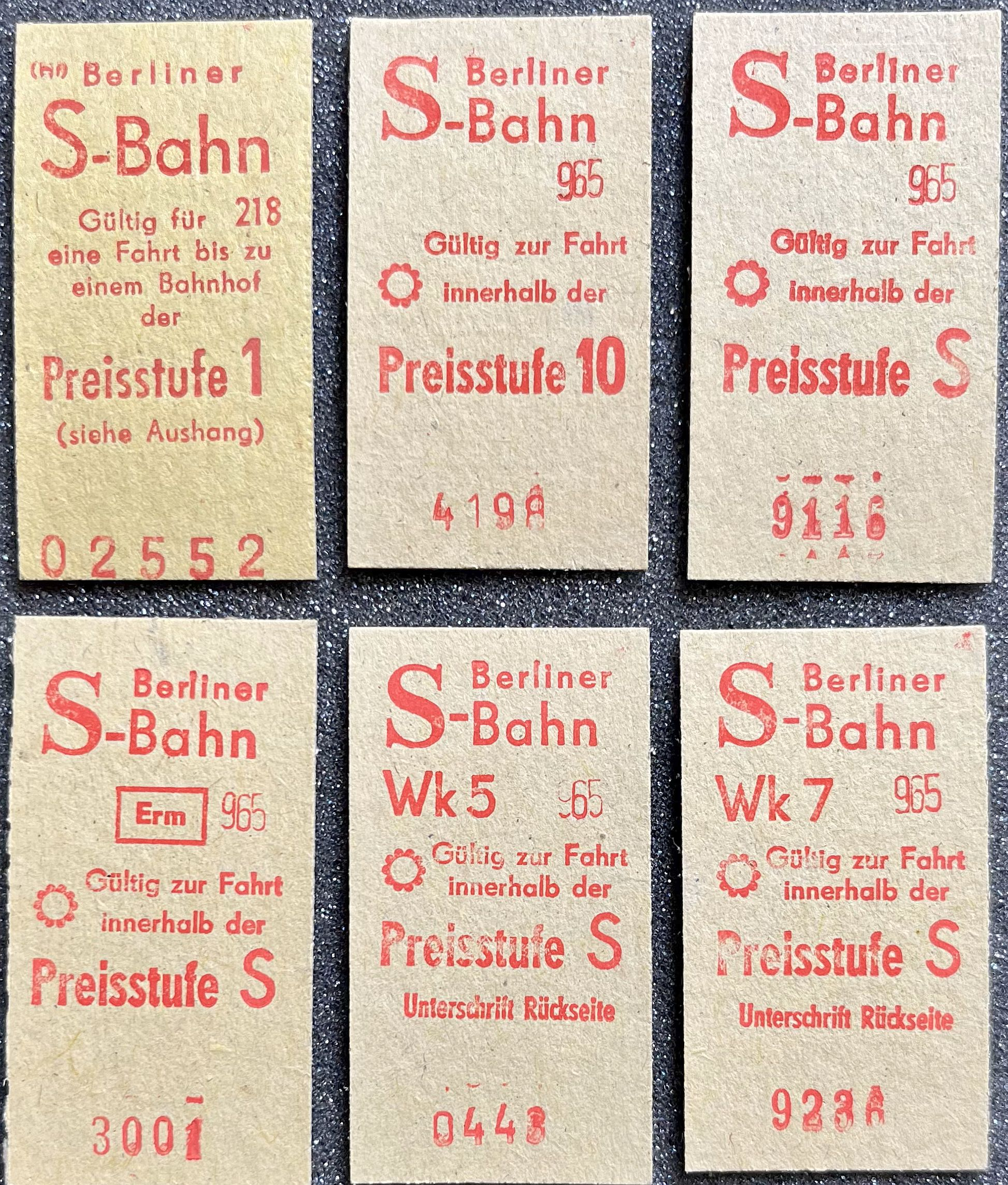
Musterfahrkarten Berlin (West) bis 1984

Nachdem 1948 in beiden deutschen Staaten eine Währungsreform erfolgt war, gab es die Festlegung, dass West-Berliner ihre Fahrkarten in DM-West zu erwerben hatten (auch für Fahrten ab Bahnhöfen im Ost-Gebiet). Um dieses zu kontrollieren, erhielten die Fahrkarten im Westteil einen roten Aufdruck auf gelber Pappe, und im Ostteil blieb der Aufdruck in Schwarz. Für West-Berlin wurden nach dem Mauerbau gesonderte Preisstufen eingeführt.
Nach der Übernahme durch die BVG 1984 wurde die West-Berliner S-Bahn in deren Tarifsystem eingebunden.
In Ost-Berlin war das Tarifsystem bis zum Ende der DDR unabhängig von dem der BVG/BVB. Allerdings konnten ab dem 1. Februar 1976 im Vorverkauf erworbene Fahrkarten der Preisstufe 1 ebenfalls für Fahrten mit den Verkehrsmitteln der BVB genutzt werden, weil sie denselben Betrag kosteten. Zum 1. Juli 1989 wurden neue Fahrscheine eingeführt, die das Umsteigen zwischen S- und U-Bahn ermöglichten. Diese Änderung wurde nötig, da der Bahnhof Wuhletal als einziger Bahnhof in Berlin gemeinsam von der DR und der BVB betrieben wurde. Für den Übergang zum Bus oder der Straßenbahn galt diese Regelung nicht.

### Verkehrstarife ab 1990

Preisentwicklung der nicht ermäßigten Einzelfahrkarten (kaufkraftbereinigt auf Stand 1995)

Nach der deutschen Wiedervereinigung wurde das Gebiet des S-Bahn-Tarifs zum Tarifgebiet Berlin und Umland, und ein einheitlicher Tarif für alle öffentlichen Verkehrsmittel wurde eingeführt.
Im Jahr 1999 wurde der Verkehrsverbund Berlin-Brandenburg (VBB) gegründet. Der gemeinsame Tarif des VBB für alle Mitgliedsregionen und -städte wurde zum 1. April 1999 eingeführt und gilt seitdem auch im Netz der S-Bahn Berlin. Zudem war seit 1995 Berlin ohnehin lediglich in zwei Tarifzonen unterteilt. Das vorherige Umland bildet mit wenigen Ausnahmen eine dritte Tarifzone.
Bundesweit betrachtet ist die S-Bahn Berlin in das Preissystem der Deutschen Bahn integriert. Prinzipiell ist es seit einigen Jahren möglich, durchgehende Fahrscheine von jedem Bahnhof außerhalb Berlins und Brandenburgs zu Stationen im Netz der S-Bahn zu lösen. Selbst wenn das nicht detailliert erfolgt, bedeutet der Aufdruck „Berlin“ eine weitgehende Nutzung vieler (jedoch nicht aller) innerstädtischer S-Bahnhöfe.
Im Gegenzug sind jedoch nicht an allen Stationen der Berliner S-Bahn Fahrkarten zu Zielen außerhalb des VBB erhältlich. Auch die sogenannte Fahrkarte Anfangsstrecke ist in den Bundesländern Berlin und Brandenburg nicht erhältlich.

## Sanierungs- und Neubauvorhaben

### Streckenneubauten

#### Planungslinie S21 (zweite Nord-Süd-Bahn – erster Bauabschnitt)

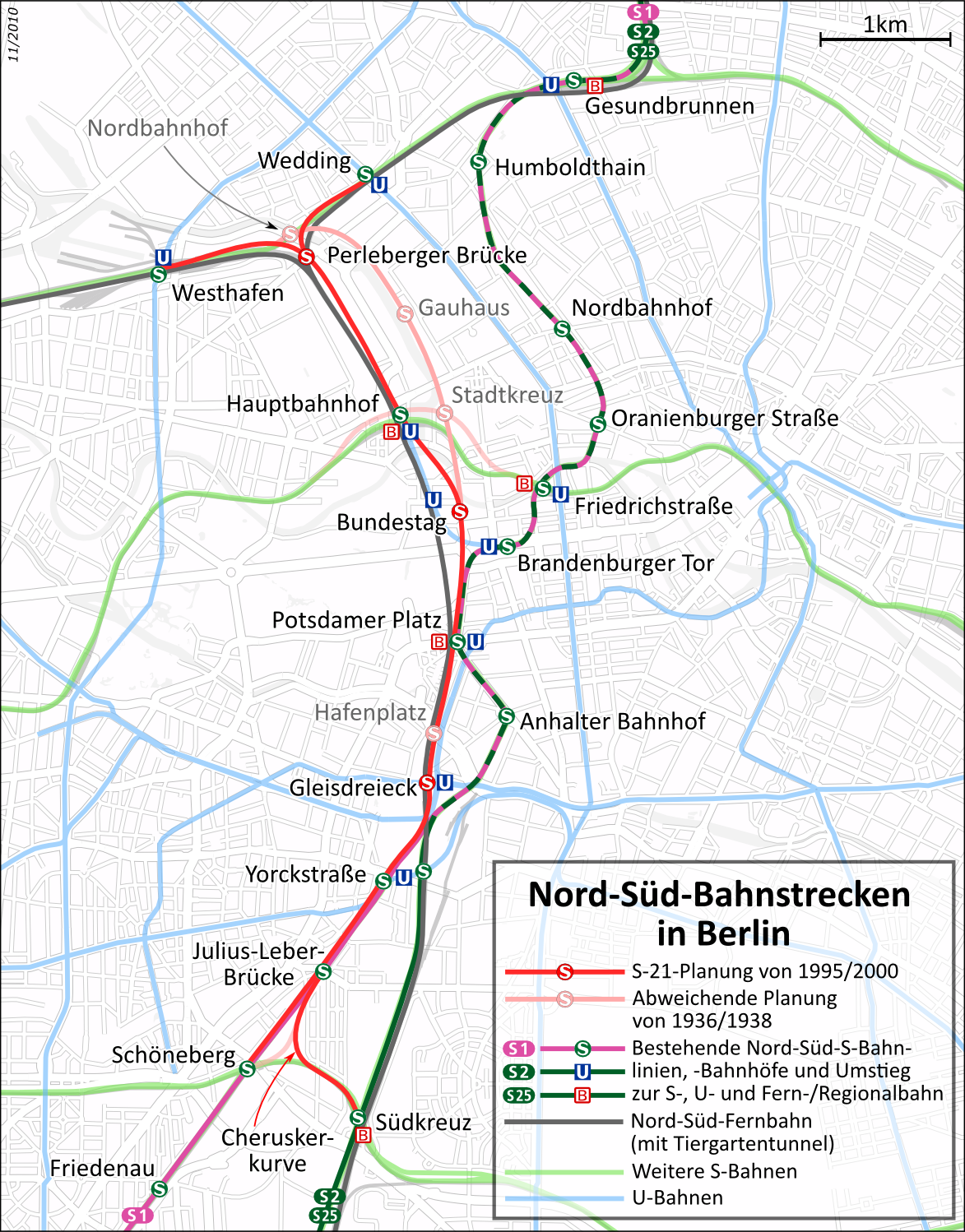
Geplanter Verlauf der S21 (rot) als zweite Nord-Süd-S-Bahn

Die zweite Nord-Süd-Bahn mit dem Planungsnamen S21 soll die nördliche Ringbahn über den Hauptbahnhof, den Bahnhof Potsdamer Platz und die Wannseebahn mit der südlichen Ringbahn verbinden. Bereits im Rahmen des von 1907 bis 1910 stattgefundenen Wettbewerbs Groß-Berlin wurde von Albert Sprickerhof eine Strecke mit einem zu den heutigen Planungen fast identischen Verlauf vorgeschlagen. Seitdem gab es eine Reihe von Planungsvarianten zu einer derartigen Strecke. So war eine ähnliche Linie in den Planungen zur „Welthauptstadt Germania“ in den 1930er Jahren vorgesehen.

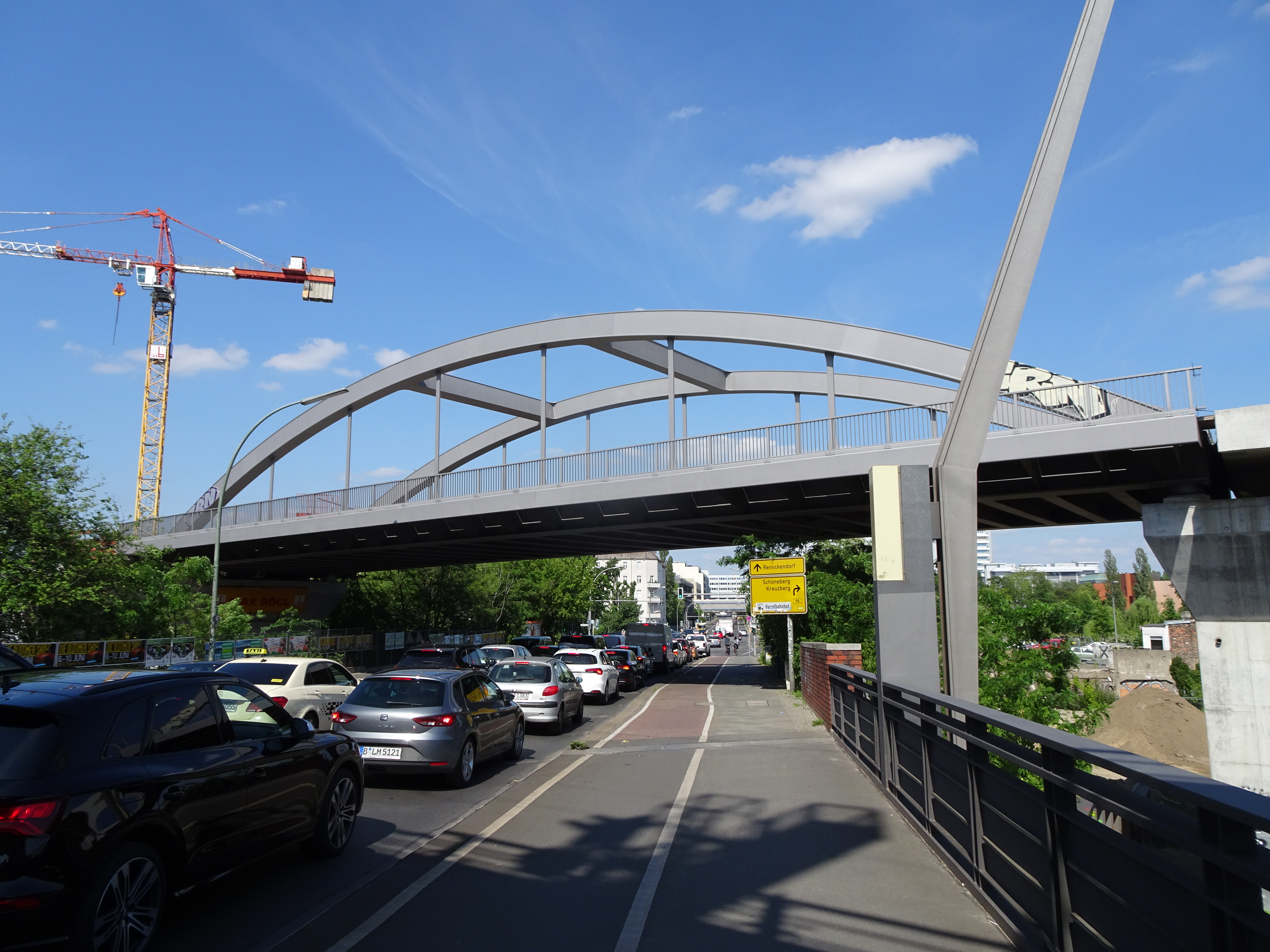
Überführung für die S21 an der Perleberger Brücke, 2019

Die Strecke soll in mehreren Abschnitten gebaut werden. Im Jahr 2005 wurde der Planfeststellungsbeschluss für den Nordteil der Strecke von der Ringbahn zum Hauptbahnhof erlassen. Im Oktober 2009 wurde ein Finanzierungsvertrag zwischen dem Senat und der Deutschen Bahn für den 1. Abschnitt geschlossen. Die Kosten werden darin mit 226,5 Millionen Euro angegeben. Am 27. November 2009 haben die vorbereitenden Bauarbeiten am Hauptbahnhof für diesen Bauabschnitt begonnen.
Diese Ausbaustufe sieht den Bau einer Westkurve zum S-Bahnhof Westhafen und einer Ostkurve zum S-Bahnhof Wedding am Nordring vor. Die Ausfädelung dieser Strecken wurde bereits beim Bau der Nord-Süd-Fernbahn bis 2006 baulich vorbereitet. Von dort soll die Strecke in südlicher Richtung (in Tunnellage) zum Hauptbahnhof östlich der Nord-Süd-Fernbahn verlaufen. Die Inbetriebnahme des Interimszustandes zwischen Gesundbrunnen und Hauptbahnhof musste mehrfach verschoben werden und ist nun frühestens im Frühjahr 2026 möglich. Inwieweit die zwischenzeitlich für 2026 geplante gesamte Eröffnung möglich ist, bleibt fraglich.

#### Planungslinie S21 (zweite Nord-Süd-Bahn – zweiter Bauabschnitt)
Der Bau des zweiten Abschnitts sollte ursprünglich im Jahr 2017 beginnen. Ein Antrag für das Planfeststellungsverfahren beim Eisenbahn-Bundesamt wurde im Januar 2024 gestellt, womit das Planfeststellungsverfahren begann, das bis 2027 abgeschlossen werden soll. Die neue S-Bahn-Strecke wird in zwei Tunnelröhren vom Hauptbahnhof am Reichstag vorbei zum Potsdamer Platz führen. In Höhe des Brandenburger Tores wird sie in den vorhandenen Tunnel der Nord-Süd-S-Bahn einmünden und ihn bis Potsdamer Platz mitnutzen. Die erste Nord-Süd-S-Bahn-Trasse war bereits 1939 im Hinblick auf eine zweite Strecke viergleisig ausgelegt worden. Die Kosten für die S-Bahn-Neubaustrecke (Bauabschnitte 1 und 2) sollen nach Schätzungen von 2009 rund 317 Millionen Euro betragen.
Für die weiteren Bauabschnitte bis zur südlichen Ringbahn liegen noch keine Termine vor. Sie sind bisher nur im Berliner Flächennutzungsplan definiert.

#### Projekte im Rahmen von i2030 (Auswahl)
Im Rahmen des i2030-Projektes zwischen den Ländern Berlin und Brandenburg soll die Schieneninfrastruktur in und um Berlin bis 2030 deutlich verbessert werden. Neben Sanierungsmaßnahmen, Veränderungen im Liniennetz und Taktverdichtungen fallen darunter auch verschiedene Neubauprojekte.

##### Reaktivierung Siemensbahn
Die Wiedereröffnung der Siemensbahn nach Gartenfeld ist für 2029 vorgesehen. Mit dem derzeit in Vorplanung befindlichem Projekt werden auf 4,5 km Strecke voraussichtlich drei Bahnhöfe reaktiviert (Wernerwerk, Siemensstadt und Gartenfeld). Außerdem ist eine spätere weitere unterirdische Verlängerung nach Hakenfelde möglich.

##### Verlängerung der S75 bis zum Karower Kreuz
Die gegenwärtig in Wartenberg endende S75 soll in nördlicher Richtung bis nach Karow verlängert werden. Dafür müssen neue S-Bahn-Gleise entlang des Berliner Außenrings errichtet werden. Es sollen insgesamt drei neue Stationen nur für die S75 entstehen (Sellheimbrücke, Malchow Nord und Bucher Straße) und zusätzlich der neue Bahnhof Berlin Karower Kreuz als Turmbahnhof, der die bestehende S-Bahn-Strecke entlang der Stettiner Bahn kreuzen wird. Eine weitere Verlängerung der S75 bis Birkenwerder ist bei positiver Prüfung ebenfalls vorgesehen.

### Überlegungen zu weiteren Ausbauten
Seit der deutschen Wiedervereinigung gab es Überlegungen, die seit 1961 oder 1980 nicht mehr benutzten Strecken wieder aufzubauen und das Netz durch einige Neubaustrecken zu ergänzen. Viele dieser Planungen haben sich seitdem mehrfach geändert oder wurden wieder aufgegeben.
Nach einem Beschluss des Abgeordnetenhauses von Berlin besteht das Ziel, das S-Bahn-Netz im Wesentlichen in dem Umfang des Jahres 1961 wiederherzustellen. Dies wurde in einer Vereinbarung zwischen der Bahn, dem Bundesverkehrsministerium und dem Senat am 4. November 1993 festgehalten. Das Netz sollte bis zum Jahr 2002 wiederhergestellt worden sein. Auf dieser Grundlage wurden die Planungen in dem Flächennutzungsplan von 1995 aufgenommen. In einer Studie zur Verkehrsentwicklung der damaligen Senatsverwaltung für Verkehr und Betriebe wurde 1995 der Plan für ein Zielnetz veröffentlicht. Lediglich die Verbindungen Jungfernheide – Stresow, Spandau – Staaken und Zehlendorf – Düppel, die bis 1980 bestanden, flossen in diese Planungen nicht ein. Diese Willensbekundung ist heute nur noch symbolisch zu verstehen, da schon einige Bauvorhaben über das damalige Ziel hinausgehen oder abweichen. Die angespannte Haushaltslage, veränderte Verkehrsströme und die alternative Erschließung durch Regionalbahnen führten dabei zur Verschiebung oder vollständigen Streichung bereits geplanter Projekte.
Der 2011 neugewählte Rot-Schwarze Senat befürwortete in seiner Koalitionsvereinbarung nun wörtlich wieder „grundsätzlich […] die Wiederherstellung aller S-Bahn-Strecken, die am 12. August 1961 bestanden“. Konkreter sollten danach – neben weiteren Straßenbahnstrecken – auch die S-Bahn-Strecke ab Bahnhof Spandau nach Westen bis nach Falkensee und der Neubau eines S-Bahnhofs Tempelhofer Feld vorangetrieben sowie ein S-Bahnhof Kamenzer Damm „planerisch berücksichtigt“ werden.
Eine 2016 vorgestellte Korridoruntersuchung des Landes Brandenburg hatte ergeben, dass Verlängerungen nach Nauen und Rangsdorf zu dieser Zeit die größten Chancen auf Verwirklichung hatten. Im Juni 2018 verkündete die Landesregierung dann öffentlich den Bau der S-Bahn-Verlängerungen nach Rangsdorf. Dieser wurde jedoch 2022 aufgrund von Unwirtschaftlichkeit abgesagt.
Geplant ist auch eine neue S-Bahn-Strecke vom Bahnhof Springpfuhl entlang des Außenrings zum Grünauer Kreuz. Der Senat traf im Februar 2024 die Grundsatzentscheidung, eine S-Bahn-Strecke anderen Lösungen vorzuziehen. Für die 12,5 km lange Strecke wird mit etwa 1,4 Milliarden Euro Kosten gerechnet. Die Planungen zu deren Realisierung sollen etwa bis Mitte der 2030er Jahre abgeschlossen sein, bevor mit dem eigentlichen Bau der Strecke begonnen werden kann.[veraltet]
Im Folgenden wird auf dieser Grundlage beschrieben, wie sich diese Planungen mit der Zeit verändert haben und wie die Möglichkeiten einer Realisierung sich heute darstellen. Für viele Strecken wird heute nur noch eine Trassenfreihaltung geplant.
Als Grundlage werden hier folgende Dokumente herangezogen:
- FNP (ja = im FNP (Berlin) enthalten, nein = nicht im FNP (Berlin) enthalten, tr = Trassenfreihaltung im Landesnahverkehrsplan Brandenburg)

„Flächennutzungsplan der Stadt Berlin“ – Stand 2004 einschließlich der Änderungen bis 2009
„Landesnahverkehrsplan Brandenburg 2008–2012“
- Zielnetz (VB = vordringlicher Bedarf, WB = weiterer Bedarf, TR = Trassenfreihaltung, – = nicht enthalten)

„Verkehrsplanung für Berlin – Materialien zum Stadtentwicklungsplan Verkehr.“ (Senatsverwaltung für Verkehr und Betriebe Berlin 1995)
„Berlin in Fahrt“ (Senatsverwaltung für Bauen, Wohnen und Verkehr Berlin 1997)
- DB

„Drehscheibe Berlin – Bauen für die S-Bahn“ (S-Bahn Berlin GmbH & DB Projekt Verkehrsbau GmbH Berlin 2001)
Aktualisiert werden diese Dokumente durch aktuelle Zeitungsberichte, Pressemitteilungen des Senats und der umliegenden Gemeinden und Städte sowie der Arbeit verschiedener Bürgerinitiativen.
| FNP | Zielnetz             | DB            | Strecke |
| --- | -------------------- | ------------- | --- |
| Im Zweiten Weltkrieg stillgelegte Strecken |                      |               | |
| Cheruskerkurve (Planungslinie S21): Julius-Leber-Brücke – Südkreuz (etwa 800 m) |                      |               | |
| ja | TR                   | nein          | Die sogenannte „Cheruskerkurve“ war bis zum 3. Juli 1944 Bestandteil der Süd-Ring-Spitzkehre. Im Jahr 2000 wurde der FNP um diese direkte Verbindung der Wannseebahn mit der Ringbahn als 4. Bauabschnitt der „S21“ erweitert. Genaue Termine bestehen noch nicht. |
| Strecken, die bis 13. August 1961 bestanden (stillgelegt wegen Mauerbau) |                      |               | |
| Blankenfelde – Dahlewitz – Rangsdorf (etwa 4,8 km) |                      |               | |
| tr | TR                   | ja            | In der von S-Bahn Berlin im Jahr 2001 veröffentlichten Broschüre „Drehscheibe Berlin – Bauen für die S-Bahn“ war diese Strecke noch ausgewiesen. Inzwischen ist es um einen Wiederaufbau still geworden. Die Gemeinde Rangsdorf ist um einen Wiederanschluss der S-Bahn bemüht. Der Bürgermeister der Gemeinde hat sich dafür ausgesprochen, ebenso hat sich eine Bürgerinitiative gebildet. Im Landesnahverkehrsplan Brandenburg 2008–2012 wird diese Strecke befürwortet. Der Bund würde bei dem Nachweis des Bedarfs dieser Strecke Finanzmittel bereitstellen. Das Land Brandenburg hat bisher kein Planfeststellungsverfahren durchgeführt. |
| Spandau – Nauener Straße – Hackbuschstraße – Albrechtshof – Seegefeld – Falkensee (– Falkensee Parkstadt – Finkenkrug) (etwa 7,8 km/10,7 km) |                      |               | |
| ja tr | VB                   | ja            | Der Nutzen der Verlängerung der S-Bahn von Spandau nach Falkensee beziehungsweise Finkenkrug wurde in einer Wirtschaftlichkeitsuntersuchung der Bundesregierung sowie der Länder Berlin und Brandenburg begründet. Im März 2008 wurde dem Projekt ein Kosten-Nutzen-Faktor von 1:1,31 bescheinigt. Mit dem Bau dieser Strecke würde der bevölkerungsstarke westliche Teil Spandaus an das Schnellbahnnetz angebunden werden. Die Ausführung ist umstritten. Der ehemalige Berliner Senat aus SPD und Linkspartei war für den Bau, die Grünen und die CDU des Landkreises Havelland haben sich dagegen ausgesprochen. Die Stadt Falkensee und die Gemeinden hinter Finkenkrug befürchten eine Ausdünnung der RE- und RB-Anbindung. Sollte sich die Haushaltslage der Stadt Berlin verbessern, kann diese Strecke – zumindest auf Berliner Gebiet – als am ehesten realisierbar angesehen werden. Eine Untersuchung hat ergeben, dass für die Strecke bis Hackbuschstraße ein Nutzen-Kosten-Verhältnis von 2,64 besteht. Die Baukosten für diesen Abschnitt wurden im Jahr 2009 mit 37 Millionen Euro ermittelt. Für eine Verlängerung nur innerhalb Berlins lehnt der Bund eine Förderung jedoch ab. Eine alternativ untersuchte Verlängerung auf der Trasse der Osthavelländischen Eisenbahn zur Falkenseer Chaussee ergab einen Nutzen-Kosten-Faktor weit über 1, wurde allerdings vom Bezirksamt Spandau abgelehnt. Längerfristig sei eine Verlängerung über Falkensee hinaus bis Nauen geplant, so die Senatsverwaltung für Umwelt, Verkehr und Klimaschutz. |
| Friedhofsbahn: Wannsee – Dreilinden – Stahnsdorf (etwa 4,2 km) |                      |               | |
| ja tr | TR                   | nein          | Der Wiederaufbau der Strecke ist durch die Verlegung der Bundesautobahn 115 heute relativ kompliziert. Die Trasse der Friedhofsbahn ist auf Berliner und Brandenburger Gebiet noch gewidmet. Insbesondere hatte die Evangelische Kirche ein Interesse an der Wiedereröffnung dieser Strecke. Sie berief sich auf alte Verträge mit der Bahn und versuchte den Bau einzuklagen. Zwischenzeitlich wurde die Klage abgewiesen und die Immobiliengesellschaft der Deutschen Bahn schrieb 2014 die Grundstücke zum Verkauf aus und lässt die baufällige Brücke über den Teltowkanal abreißen. |
| Strecken, die bis 17. September 1980 bestanden (stillgelegt nach Streik 1980) |                      |               | |
| Siemensbahn: Jungfernheide – Wernerwerk – Siemensstadt – Gartenfeld (– Haselhorst – Daumstraße – Hakenfelde) (etwa 4,0 km/8,0 km) |                      |               | |
| ja | TR                   | ja            | Eine Reaktivierung der Siemensbahn, die allerdings nur mit einer baulich sehr aufwendigen Verlängerung über die Havel zur Wasserstadt Spandau (eventuell bis Hakenfelde) sinnvoll zu betreiben wäre, ist wieder wahrscheinlich geworden, da Siemens auf seinem Gelände investieren will und neue Wohngebiete geplant sind. Eine Untersuchung zur Weiterführung bis Hakenfelde, im Rahmen der Planungslinie S21 hat hohe Baukosten ergeben. Untersucht werden eine Brücke über die Havel und eine Untertunnelung nach Spandau. Die Erschließung der Siemensstadt selbst wird bereits seit 1980 durch die U-Bahn-Linie U7 abgedeckt. Während im Jahr 2001 die Deutsche Bahn diese Trasse bis Gartenfeld noch als Planung ausgewiesen hatte, hat sie 2007 die Entwidmung dieser Strecke beim Eisenbahnbundesamt beantragt. Der Senat hält im FNP zurzeit noch an der Verbindung bis Gartenfeld fest. Im Zuge des Ausbaus der Siemensstadt durch Siemens, die Ende 2018 bekannt wurde, sollen die Pläne zum Wiederaufbau angepasst werden, die bisher das Jahr 2035 nannten. Von Seiten der Bahn wird angegeben, dass es auch bei Beschlussfassung zum Wiederaufbau mehr als die fünf Jahre werden, die die ursprüngliche Errichtung dauerte. Die Rekonstruktion der bis 1980 befahrenen Strecke nach Gartenfeld soll nun Mitte 2026 beginnen, sodass im Herbst 2029 dieser Abschnitt wieder in Betrieb gehen könnte. |
| Stammbahn: Zehlendorf – Zehlendorf Süd – Düppel-Kleinmachnow (– Kleinmachnow Schleusenweg – Dreilinden Europarc) (etwa 2,2 km/5,3 km) |                      |               | |
| ja tr | –                    | nein          | Nach dem Zweiten Weltkrieg wurde, nach anfänglichem Dampfbetrieb, 1948 der kurze Abschnitt von Zehlendorf bis Düppel für die elektrische S-Bahn hergerichtet und so bis 1980 genutzt. Eine Kosten-Nutzen-Analyse für einen Regionalbahnbetrieb der durchgehenden Stammbahnstrecke aus dem Jahr 2008 ließ nicht das für einen Wiederaufbau nötige Verkehrsaufkommen erwarten. Seit dem Jahr 2008 gibt es Diskussionen, die Stammbahn zwischen Zehlendorf und Griebnitzsee als S-Bahn-Strecke wieder herzustellen. Am 10. Juni 2009 stellten der Bezirk Steglitz-Zehlendorf, die Gemeinde Kleinmachnow, der Europarc Dreilinden und die Deutsche Bahn International GmbH eine Vorstudie zu einem möglichen S-Bahnbetrieb auf dem Ostteil der Strecke zwischen Zehlendorf und dem Europarc Dreilinden der Öffentlichkeit vor. Hierbei handelt es sich noch nicht um eine offizielle Planung. |
| Strecken, die bis 20. September 1983 bestanden (Inselbetrieb nach Mauerbau) |                      |               | |
| Hennigsdorf – Hennigsdorf Marwitzer Straße – Hennigsdorf Nord – Hohenschöpping – Velten (etwa 5,9 km) |                      |               | |
| tr | WB                   | ja            | Die Stadt Velten ist um einen Wiederanschluss an das S-Bahn-Netz bemüht und hat im Jahr 2008 eine Machbarkeitsstudie in Auftrag gegeben. Nach dem Mauerbau fuhr bis 1983 eine Insellinie von Hennigsdorf bis nach Velten. Eine Kosten-Nutzungs-Untersuchung ist inzwischen von der Deutschen Bahn genehmigt worden. Bis 2001 war diese Strecke noch offizielle Planung der Bahn. |
| Überlegungen zu Neubaustrecken |                      |               | |
| Planungslinie S21 Teil 1: Potsdamer Platz – Gleisdreieck – Yorckstraße (etwa 2,1 km) und Teil 2: Gleisdreieck – Yorckstraße (Großgörschenstraße) (etwa 900 m) |                      |               | |
| ja | WB                   | nein          | Diese Neubaustrecke stellt die dritte Planungsstufe der ‚S21‘ dar. Sie soll südlich aus dem Bahnhof Potsdamer Platz ausfädeln. Hier bestehen schon seit den 1930er Jahren Bauvorleistungen. Sie verläuft dann parallel zum Fernbahntunnel mit Halt am U-Bahnhof Gleisdreieck und soll mit einem westlichen Ast in den Bahnhof „Yorckstraße (Großgörschenstraße)“ und einem östlichen in den Bahnhof „Yorckstraße“ münden. Termine sind auch für diesen Teil der „S21“ noch nicht bekannt. Beim Debis-Parkhaus südlich des Landwehrkanals ist die Führung der S21 im Obergeschoss berücksichtigt worden. |
| Berliner Außenring (Nahverkehrstangente): Teil 1: Karower Kreuz – Sellheimbrücke (etwa 1,0 km) und Teil 2: Sellheimbrücke – Parkstadt – Wartenberg (etwa 3,0 km) und Teil 3: Springpfuhl – Biesdorfer Kreuz – Biesdorf Süd – Biesenhorst – Wuhlheide – FEZ – Spindlersfeld – Glienicker Straße – Grünauer Kreuz (etwa 13,3 km) |                      |               | |
| ja | (1) WB (2) VB (3) TR | (1) ja (2) ja | Hierbei handelt es sich um eine Planung, die in den frühen 1960er Jahren in der DDR erarbeitet wurde. In den 1980er Jahren wurde sie wieder aufgegriffen und erweitert. Jetzt waren zusätzlich Verbindungskurven vom Berliner Außenring (BAR) zur Stettiner Bahn im Norden (Karower Kreuz) und zur Görlitzer Bahn im Süden (Grünauer Kreuz) vorgesehen. Auch eine Verbindung zur Schlesischen Bahn am Bahnhof Wuhlheide. Bis zum Ende der DDR wurden durch die Deutsche Reichsbahn bereits einige Bauvorleistungen erbracht, so z. B. die Vorbereitung der S-Bahn-Trasse zwischen Adlershof und Köllnische Vorstadt, eine dreigleisige S-Bahn-Trasse von Altglienicke bis zum Brückenwiderlager auf der Nordseite des Adlergestells und die Trasse auf dem Abschnitt Sellheimbrücke bis Wartenberg. Im Rahmen dieser Planungen war zusätzlich der Bau eines Betriebswerks vorgesehen. Diese Planungen wurden in dem FNP übernommen, allerdings lange Zeit nicht weiter verfolgt. Bei der Bahn war der Abschnitt Wartenberg – Sellheimbrücke bis 2001 noch offiziell in der Planung. Im Frühling 2009 beschloss das Abgeordnetenhaus von Berlin, dass die Planung der Nahverkehrstangente vorzubereiten ist. Danach ist jedoch eine Regionalbahn auf dem Außenring vorgesehen. Am Karower Kreuz soll ein neuer Turmbahnhof für die Regionalbahn und die S-Bahn (S2) entstehen. Dies ist jedoch vom weiteren Ausbau der Stettiner Bahn in diesem Abschnitt abhängig, was frühestens 2015 vorgesehen ist.                                                          |
| Aufgegebene Planungen (nur Planungen, die nach 1945 bestanden) |                      |               | |
| Ost-West-S-Bahn: Anhalter Bahnhof – Kochstraße – Moritzplatz – Görlitzer Bahnhof – Lohmühlenstraße – Kiefholzstraße – Plänterwald (etwa 6,1 km) |                      |               | |
| nein | nein                 | nein          | Bei dieser Strecke handelt es sich um eine Planung, die in den 1930er Jahren im Zusammenhang mit den „Germania“-Planungen begonnen wurde und erst in der Überarbeitung des FNP des Senats von 1985 endgültig auf Eis gelegt wurde. Beim Bau des unterirdischen Anhalter Bahnhofs wurden bereits Überführungsbauwerke miterstellt. Am Moritzplatz befindet sich unter dem U-Bahnhof ein im Rohbau fertiger Umsteigebahnhof, der in den 1920er Jahren für eine U-Bahn-Strecke erstellt wurde. Im Rahmen dieser Planungen sollte er für die S-Bahn genutzt werden. Weitere Bauvorleistungen existieren nicht. Zeitweise war zusätzlich noch eine direkte Verbindung von der Kochstraße zum Potsdamer Platz geplant. |
| Ringschluss: Teltow Stadt – Teltow Isarstraße – Stahnsdorf Lindenstraße – Stahnsdorf (etwa 6,5 km) |                      |               | |
| nein | nein                 | nein          | Die ersten Überlegungen für eine derartige S-Bahn-Verbindung wurden bereits Ende der 1930er Jahre im Rahmen der „Germania“-Planungen angestellt. Erste Erdarbeiten wurden im Zweiten Weltkrieg auch durchgeführt. Im Jahr 1991 war diese Strecke noch offizielle Senatsplanung. In späteren Planwerken, wie dem FNP der Gemeinde Stahnsdorf, ist die Trasse dagegen nicht mehr enthalten. In der Regionalplanung Havelland-Fläming, der gemeinsamen Landesplanung Berlin-Brandenburg sowie dem LNVP Brandenburg ist die Strecke nicht enthalten. Ebenso steht die Landesregierung der Strecke ablehnend gegenüber, da befürchtet wird, dass die Folgekosten zu Lasten peripherer Landesteile gehen würde. Erschwerend käme die Durchquerung von neu entstandenen Wohngebieten hinzu. Der Ringschluss beinhaltet den Weiterbau über Dreilinden nach Wannsee, wie er von Lokalpolitikern angestrebt wird. |
| Heidekrautbahn: Karow – Schönerlinde – Schönwalde – Basdorf – Wandlitz – Wandlitzsee (etwa 18,1 km) |                      |               | |
| nein | nein                 | nein          | Im Jahr 1976 kam in der damaligen DDR eine Planung dieser S-Bahn-Strecke auf. Diese Planung war vom Berliner Magistrat mit keiner übergeordneten Stelle abgesprochen. Sie wurde jedoch aufgegriffen und bis 1980 verfolgt. Die S-Bahn hätte eine bestehende Vorortverbindung ersetzt. Die einzige umgesetzte Baumaßnahme war die Anbindung der sogenannten „Heidekrautbahn“ an den S-Bahnhof Karow. Offiziell wurde der Plan bis zum Ende der DDR nicht aufgegeben, erst nach der Wiedervereinigung wurden die Pläne verworfen. |

### Weitere Planungen
Neben den Überlegungen zu Streckenerweiterungen gibt es Ausbauprogramme für Strecken und Bahnhöfe. In Zukunft sollen die eingleisigen Strecken nach Hennigsdorf, Teltow Stadt und Potsdam abschnittsweise zweigleisig ausgebaut werden. Die Dresdener Bahn, auf der die S-Bahn teilweise keine eigenen Gleise besitzt, soll als Zubringer für den neuen Flughafen Berlin Brandenburg ausgebaut werden und die S-Bahn dort eigene Gleise erhalten. Zusätzlich werden jährlich mehrere Stationen durch Aufzüge und Rampen barrierefrei gestaltet. Auch der Bau weiterer Zugänge ist bei einigen Bahnhöfen im bestehenden Netz vorgesehen. Daneben sollen weitere Bahnhöfe im bestehenden Netz entstehen.
Als Grundlage werden hier folgende Dokumente herangezogen:
- FNP (ja = in FNP enthalten, nein = nicht in FNP enthalten, leer = Bahnhof in Brandenburg)

„Flächennutzungsplan der Stadt Berlin“ – Stand: 2015 einschließlich der Änderungen bis 2016
- Zielnetz (VB = vordringlicher Bedarf, WB = weiterer Bedarf, LB = Langfristiger Bedarf)

„Verkehrsplanung für Berlin – Materialien zum Stadtentwicklungsplan Verkehr.“ (Senatsverwaltung für Verkehr und Betriebe Berlin 1995)
„Berlin in Fahrt“ (Senatsverwaltung für Bauen, Wohnen und Verkehr Berlin 1997)
| FNP | Zielnetz | Bahnhof                   | Strecke              | Lage (benachbarte bestehende Bahnhöfe)        | Bemerkung |
| --- | -------- | ------------------------- | -------------------- | --------------------------------------------- | --- |
|     | LB       | Arkenberge                | Berliner Außenring   | Blankenburg und Mühlenbeck-Mönchmühle         | Bauvorleistungen vorhanden – Planung wurde aufgegeben                                                                                    |
| ja  | LB       | Biesdorfer Kreuz          | Ostbahn              | Friedrichsfelde Ost und Biesdorf              | Übergang zur Nahverkehrstangente |
| ja  | LB       | Blockdammweg              | Schlesische Bahn     | Betriebsbahnhof Rummelsburg und Karlshorst    | |
| ja  | LB       | Bohnsdorfer Chaussee      | Güteraußenring       | Grünbergallee und Flughafen Berlin-Schönefeld | |
| ja  | VB       | Borsigwalde               | Kremmener Bahn       | Eichborndamm und Tegel                        | |
| ja  | VB       | Buch Süd                  | Stettiner Bahn       | Karow und Buch                                | |
| ja  | LB       | Bucher Straße             | Berliner Außenring   | Blankenburg und Mühlenbeck-Mönchmühle         | Bauvorleistungen vorhanden |
| ja  | WB       | Bürknersfelde             | Berliner Außenring   | Gehrenseestraße und Springpfuhl               | Anschluss an geplante U11 |
| ja  | LB       | Charlottenburger Chaussee | Spandauer Vorortbahn | Pichelsberg und Stresow                       | |
| ja  | LB       | Dudenstraße               | Dresdener Bahn       | Yorckstraße und Südkreuz                      | |
|     | LB       | Glasower Damm             | Dresdener Bahn       | Mahlow und Blankenfelde (Kr. Teltow-Fläming)  | |
| ja  | LB       | Grünauer Kreuz            | Görlitzer Bahn       | Adlershof und Grünau                          | Übergang zur Nahverkehrstangente |
| ja  | WB       | Kamenzer Damm             | Dresdener Bahn       | Attilastraße und Marienfelde                  | |
| ja  | WB       | Karower Kreuz             | Stettiner Bahn       | Blankenburg und Karow                         | zusätzlich Regionalbahnhof und Übergang zur Nahverkehrstangente, damit verbundene mögliche Verlängerung der S75 über Malchow im Gespräch |
| ja  | LB       | Kiefholzstraße            | Ringbahn             | Treptower Park und Sonnenallee                | |
| ja  | LB       | Komturstraße              | Ringbahn             | Hermannstraße und Tempelhof                   | Planung als „Tempelhofer Feld“ in leicht versetzter Lage – ausgesetzt nach dem Volksentscheid                                            |
|     | LB       | Mahlow Nord               | Dresdener Bahn       | Lichtenrade und Mahlow                        | |
| ja  | LB       | Neues Ufer                | Ringbahn             | Beusselstraße und Jungfernheide               | |
| ja  | LB       | Oderstraße                | Ringbahn             | Hermannstraße und Tempelhof                   | |
| ja  | VB       | Schönerlinder Straße      | Berliner Außenring   | Blankenburg und Mühlenbeck-Mönchmühle         | |
| ja  | LB       | Schorfheidestraße         | Nordbahn             | Wilhelmsruh und Wittenau                      | |
| ja  | WB       | Wuhletalstraße            | Wriezener Bahn       | Mehrower Allee und Ahrensfelde                | |

Außerdem existiert seit dem Jahr 2017 für die Länder Berlin und Brandenburg das Ausbauprogramm i2030, das dort folgende weitere Erweiterungen für die S-Bahn Berlin vorsieht:
| Korridor                                               | Neue/ausgebaute Strecken für S-Bahn                                                      | Neue S-Bahn-Stationen | Folgliche Veränderung |
| ------------------------------------------------------ | ---------------------------------------------------------------------------------------- | --- | --- |
| Nord-West Prignitz-Express / Velten                    | - Schönholz – Tegel (zweigleisig + Regio) - Hennigsdorf – Velten (Mischbetrieb)          | - Borsigwalde (Eichborndamm – Tegel) - Hennigsdorf Nord, Velten | S-Bahn: 10-Min-Takt bis Tegel; Verlängerung bis Velten Regionalverkehr: 30-Min-Takt mit Halt in Tegel                                                                |
| West Berlin-Spandau – Nauen                            | Spandau – Nauener Straße – Falkenseer Chaussee/Finkenkrug                                | - Nauener Straße, Seegefelder Straße, Falkenseer Chaussee - Klosterbuschweg, Albrechtshof, Seegefeld, Falkensee, Finkenkrug | S-Bahn: Verlängerung bis Falkenseer Chaussee/Finkenkrug Regionalverkehr: Beschleunigung zwischen Spandau und Falkensee durch weniger Verkehrshalte                   |
| Süd-Ost Berlin – Cottbus / Bahnhof Königs Wusterhausen | Zeuthen – Königs Wusterhausen (zweigleisig; vollständige Trennung von S- und Fernbahn)   | keine | Mehr Kapazität und Zuverlässigkeit |
| Süd Berlin – Dresden / Rangsdorf                       | Blankenfelde – Rangsdorf                                                                 | Dahlewitz, Dahlewitz-Rolls-Royce, Rangsdorf | S-Bahn: Verlängerung bis Rangsdorf Regionalverkehr: Entfall des Verkehrshaltes in Dahlewitz; potentieller Halt an der Buckower Chaussee                              |
| Süd-West Potsdamer Stammbahn                           | - Zehlendorf – Kleinmachnow – Griebnitzsee - Teltow Stadt – Stahnsdorf                   | - Zehlendorf Süd, Düppel-Kleinmachnow, Europarc-Dreilinden - Teltow Iserstraße, Stahnsdorf Sputendorfer Straße | S-Bahn: Verschwenkung Zehlendorf – Potsdam über Kleinmachnow; Verlängerung nach Stahnsdorf Regionalverkehr: neue Verbindung Berlin Hbf (tief) – Zehlendorf – Potsdam |
| Siemensbahn                                            | Jungfernheide – Gartenfeld und weiter                                                    | Wernerwerk, Siemensstadt, Gartenfeld, weitere Halte | S-Bahn: neue Linie nach Gartenfeld |
| Weitere Maßnahmen                                      | - Wartenberg – Karower Kreuz (– Hohen Neuendorf) - neue Abstellflächen, Weichen, Signale | - Malchow Nord, Sellheimbrücke, Karower Kreuz (Turmbf), Bucher Straße - Kamenzer Damm ( – Marienfelde), Charlottenburger Chaussee ( – Stresow) - dritte Bahnsteigkante: Halensee, Messe Nord/ICC, Jungfernheide, Westhafen - zusätzliche Weichenverbindungen: Hauptbahnhof, Ostkreuz, Treptower Park | Verlängerung von Wartenberg bis Hohen Neuendorf, 10-Min-Takt bis Oranienburg, Bernau, Strausberg, Königs Wusterhausen                                                |

## Betriebsführung

### Betriebszentrale und Transportleitung
Mit Inbetriebnahme elektronischer Stellwerkstechnik (ESTW) im Netz der Berliner S-Bahn ab 1993 wurden die zugehörigen Bedienplätze im Gebäudekomplex der Schaltwarte Halensee in der Halenseestraße aufgebaut. Hieraus entstand ab 1999 die Betriebszentrale der S-Bahn Berlin, indem zusätzlich die Betriebsleitung S-Bahn sowie die vier Disponenten der Zugleitungen Ost, West, Ring und Nord/Süd an einer Örtlichkeit konzentriert wurden. In der Folge – u. a. getrieben durch den Wegfall dezentraler Stellwerke und Bahnsteigaufsichten – kamen weitere Mitarbeiter hinzu, um die innerbetriebliche sowie die Fahrgast-Kommunikation zu unterstützen.
Diese integrierte Betriebszentrale – mit Aufgaben des Infrastrukturbetriebs (EIU) und Aufgaben des Verkehrsbetriebs (EVU) – wurde in Vorbereitung der geplanten Teilnetz-Ausschreibungen und eines diskriminierungsfreien Infrastrukturzugangs wieder aufgeteilt; die EVU-Aufgaben (Verkehrs-, Fahrzeug- und Personaldisposition sowie Fahrgastinformation) nimmt seit 1. November 2011 die Transportleitung der S-Bahn Berlin GmbH in Räumlichkeiten des Werks Schöneweide wahr. In der Folge wechselten die Mitarbeiter der Betriebszentrale zum 1. Januar 2016 zur DB Netz AG. Im Jahr 2018 ging die Integrierte Leitstelle in Betrieb, zu der die Verkehrs- und Fahrzeugdisposition, die Leitstelle Stationen (4-S-Zentrale), die Betriebs- und Verkehrsaufsichten, die Personaldisposition sowie die DB Sicherheit gehören.
Heute (Stand: 2019) besteht die Betriebszentrale S-Bahn Berlin aus dem Netzkoordinator, der Notfallleitstelle, den vier Bereichsdisponenten sowie 20 ESTW-Bedienplätzen, die in drei Steuerbezirke (Stadtbahn, Nordsüdbahn, Ringbahn) aufgeteilt sind. Um bis zum Jahr 2025 das gesamte Netz der Berliner S-Bahn durch elektronische Stellwerkstechnik zu steuern, werden die bereits heute vorhandenen 14 ESTW-Unterzentralen entsprechend erweitert. Die Anzahl der Bedienplätze in der Betriebszentrale steigt dann auf 28.
Der frühere Name dieser Betriebszentrale war „Zentralstellwerk“. Diese Betriebszentrale ist die einzige Betriebszentrale in Deutschland, die ausschließlich für den Betrieb einer S-Bahn verantwortlich ist.

### Zugbeeinflussungssystem

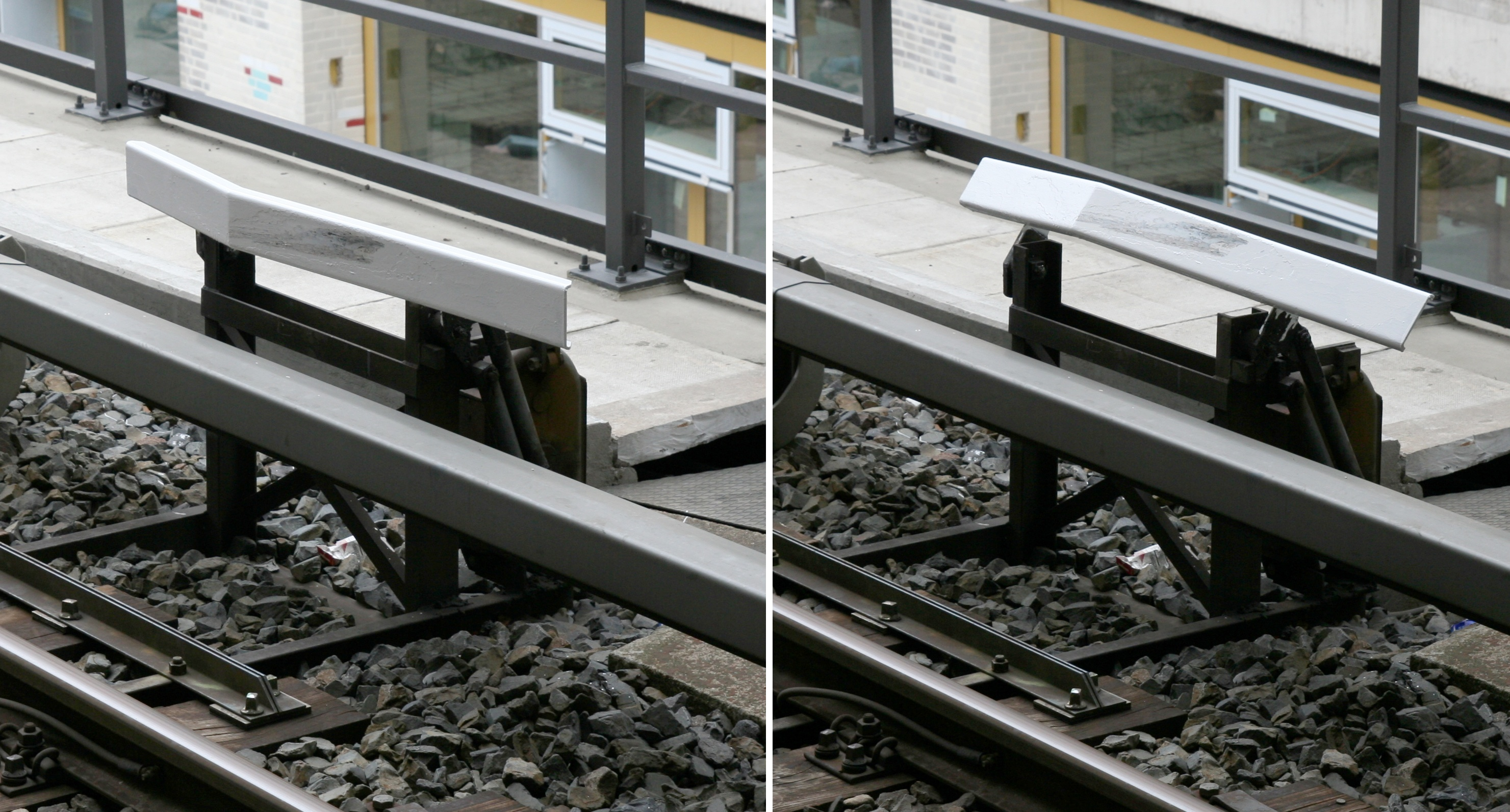
Streckenanschlag der Fahrsperre: links Sperrlage – rechts Freilage

Die Außensignalisierung erfolgte – außer durch zu dieser Zeit übliche Formsignale – mit der Einführung des elektrischen Betriebes durch speziell für die S-Bahn entwickelte Sv-Signale. Später kamen auch die bei der Eisenbahn weit verbreiteten Hl-Signale und Ks-Signale zum Einsatz. Die letzten Form- und Sv-Signale gingen um die Jahrtausendwende endgültig außer Betrieb.
Die Strecken sind darüber hinaus mit mechanischen Fahrsperren versehen. Diese bestehen aus einem ortsfesten Streckenanschlag und einer Fahrsperreneinrichtung an den Fahrzeugen. Dieses System wird gegenwärtig auf das eigens entwickelte Zugbeeinflussungssystem S-Bahn Berlin (ZBS) umgestellt. Ein Pilotprojekt erfolgte ab dem Jahr 2000 zwischen den Bahnhöfen Treptower Park / Köllnische Heide und Hermannstraße. Die erste Streckenausrüstung ging im Herbst 2011 auf der Berliner Nordbahn zwischen Schönholz und Frohnau in Betrieb. Die Ausrüstung des gesamten Netzes soll bis 2025 abgeschlossen sein.

### Fahrgastinformationssystem

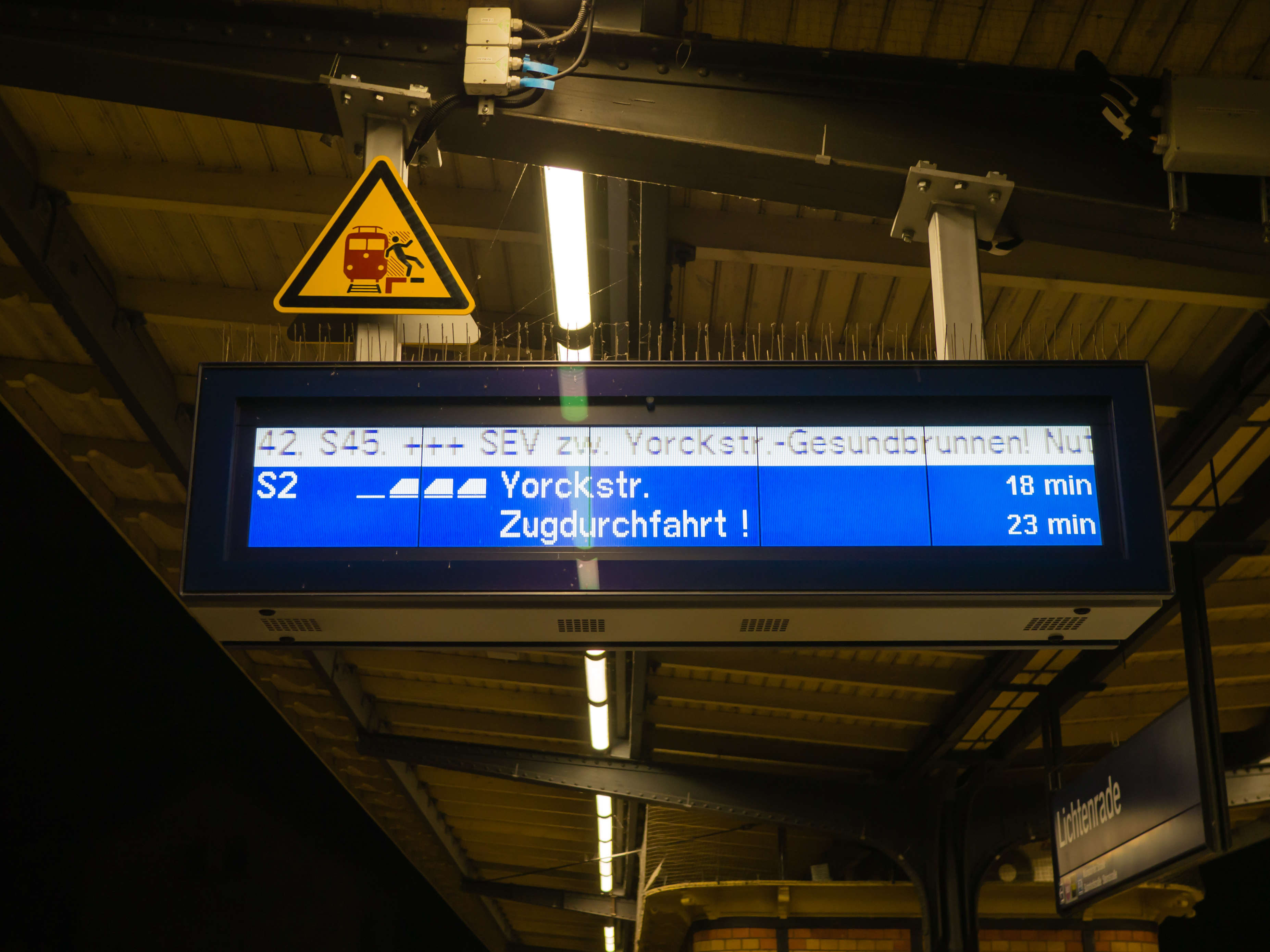
LCD-Zugzielanzeiger

Im Jahr 2007 wurden zunächst auf den Bahnhöfen der Ringbahn die bisherigen Fallblatt-Zugzielanzeiger durch moderne dynamische Zugzielanzeiger ersetzt, wie sie in ähnlicher Funktion bei der Berliner U-Bahn existieren. Im Gegensatz zur U-Bahn, deren Anzeiger sich aus LED-Matrizen zusammensetzen, handelt es sich bei der S-Bahn um die bei der Deutschen Bahn üblichen LCD-Anzeiger mit weißer Schrift auf blauem Grund. Dargestellt werden – im Unterschied zu den alten Anzeigern – zusätzlich die Zeit bis zur Abfahrt des nächsten Zuges (bzw. der nächsten Züge) und die Halteposition des Zuges (beispielsweise, ob ein Kurzzug vorn oder hinten hält). Schrittweise wurden die Bahnhöfe der Stadtbahn und der Nord-Süd-Strecke ebenfalls mit den neuen Anzeigern ausgestattet. Da es teilweise längere Übergangsphasen zwischen Deaktivierung der alten Anzeiger (etwa nach Abzug der Aufsichten) und Installation der neuen gab, verschlechterte sich mancherorts übergangsweise die Fahrgastinformation.
Auf wenig frequentierten Bahnhöfen ersetzte die Deutsche Bahn die Fallblatt-Zugzielanzeiger zunächst durch einfache Blechschilder mit Richtungsangabe. Als Folge der Kritik an der Fahrgastinformation bei den massiven Zugausfällen im Sommer 2009 sollten jedoch mehr Stationen mit dynamischen Anzeigern ausgestattet werden als ursprünglich geplant.
Die Umrüstung der Fahrgastinformationsanlagen war Ende 2013 abgeschlossen. 135 Stationen wurden mit insgesamt 590 LCD-Anzeigern ausgerüstet, 33 weniger frequentierte Stationen mit dynamischen Schriftanzeigern. Weiterhin erfolgte die Ausstattung aller Bahnhöfe mit einer vollautomatischen „Voice over IP“-Beschallung als Bestandteil des Betriebs- und Informationssystems (BIS) der S-Bahn Berlin. Die Investitionskosten betrugen 40 Millionen Euro. Bis August 2023 wurden an allen S-Bahnhöfen sowohl die LCD-Anzeiger als auch die dynamischen Schriftanzeiger gegen Zuginformationsmonitoren ersetzt.
Die deutschen Ansagen in den Fahrzeugen werden von Ingo Ruff gesprochen, die englischsprachigen von Andrew Frost und Yvette Coetzee-Hannemann. Die Stationsansagen werden von Alisa Palmer gesprochen.

Lightgate

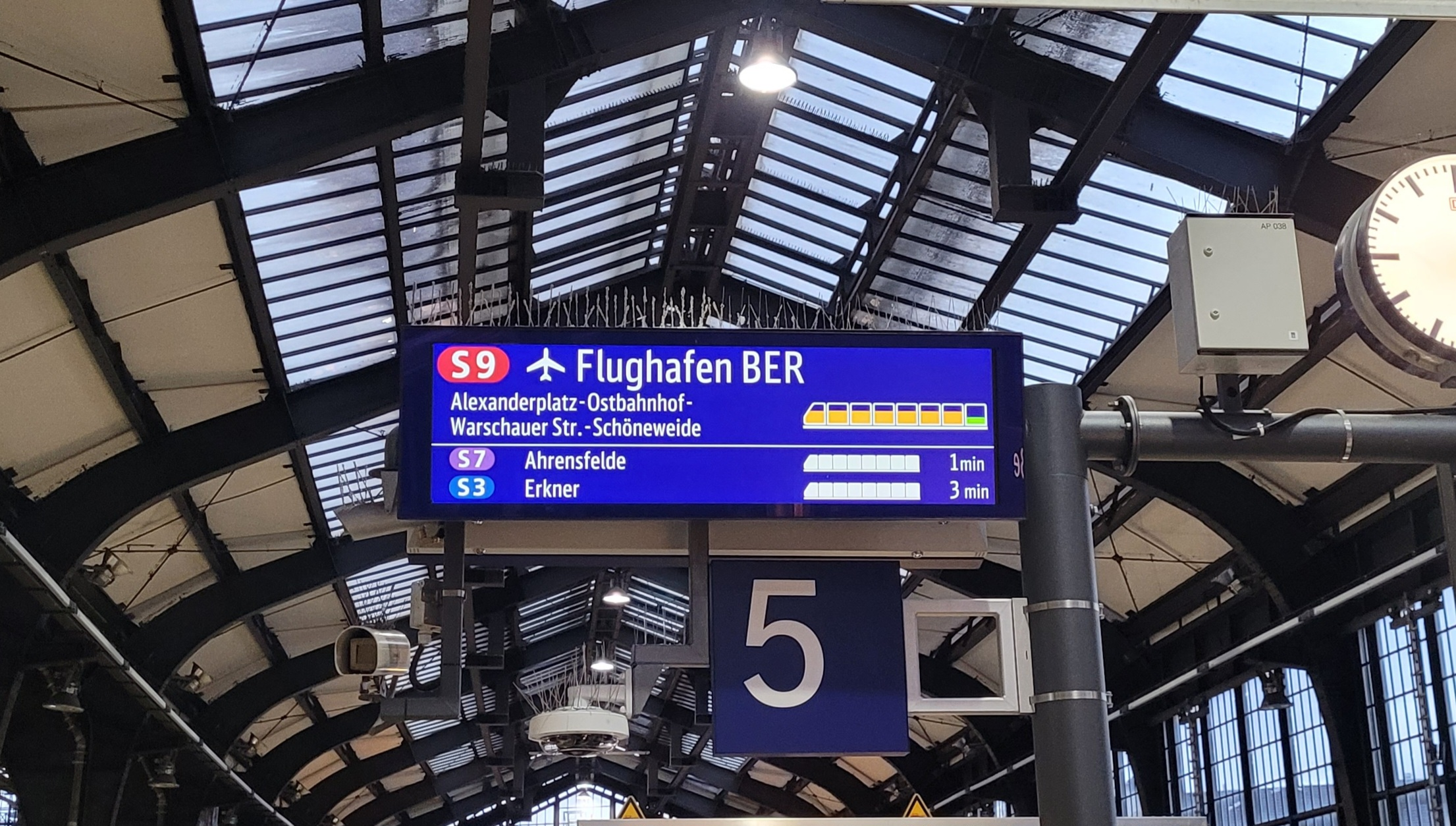
Auslastungsanzeige am Bahnhof Friedrichstraße

Um die Verteilung zusteigender Fahrgäste am Bahnsteig und damit auch die Pünktlichkeit und den Komfort der Züge zu verbessern, werden mit dem Lightgate-System an den Zugzielanzeigen einzelner Stationen der Stadtbahn und des Ringbahnhofs Hermannstraße seit September 2024 auch Informationen über die Auslastung der einzelnen Zugwagen bereitgestellt (Auslastungsanzeige per Ampelskala: grün für geringe, gelb für mittlere und rot für starke Auslastung). Die Auslastungsmessung erfolgt am vorbeifahrenden Zug mit Hilfe von Sensoren im Gleisbereich. Das System wird bereits seit 2023 bei der Hamburger S-Bahn eingesetzt.

### Abfertigungsverfahren
Seit der Aufnahme des elektrischen S-Bahn-Betriebs waren die Züge mit Triebfahrzeugführer und Zugbegleiter besetzt. Alle Bahnhöfe besaßen eine Aufsicht, die den Abfahrauftrag auf dem Bahnhof gab. Erst Mitte der 1960er Jahre wurde begonnen, die S-Bahn auf Einmannbetrieb umzustellen. Dabei wurde der Fahrauftrag von der Aufsicht per UKW-Funk an den Triebwagenführer gegeben. Nur einige wenige in den 1980er Jahren gebaute Stationen wie Wartenberg besaßen keine eigene Aufsicht, sondern wurden von Nachbarbahnhöfen per Kamera überwacht und die Züge von dort abgefertigt.
Nach mehrjährigen Versuchen führte die S-Bahn seit April 2004 das Abfertigungsverfahren Zugabfertigung durch den Triebfahrzeugführer (ZAT) in ihrem Netz ein. Statt der traditionellen Weise, den Abfahrauftrag von der Aufsicht des Bahnhofs zu erhalten, prüften die Triebfahrzeugführer selbst, ob noch Fahrgäste ein- und aussteigen. Ohne technische Unterstützung mussten die Triebfahrzeugführer an den aufsichtslosen Bahnhöfen zum Abfertigen aus dem Führerstand aussteigen und am Zug entlangschauen. Die Übertragung von Bahnsteigbildern in den Führerraum wurde bis 2014 entwickelt und anschließend das Verfahren ZAT-FM (Zugabfertigung durch den Triebfahrzeugführer mittels Führerraum-Monitor) eingeführt. Insgesamt sollten 80 der 166 S-Bahnhöfe damit ausgerüstet werden. Auf den übrigen Stationen erfolgt die Zugabfertigung ohne technische Unterstützung (ZAT-oU; Zugabfertigung durch den Triebfahrzeugführer ohne technische Unterstützung). Weiterhin sollen auf 20 Stationen sogenannte Stammaufsichten eingesetzt werden, die bei Ausfall der Führerraummonitore als Rückfallebene dienen sollen. Jeder Stammaufsicht ist weiterhin eine mobile Aufsicht zugeordnet, die bei nicht vorhandener Bildanzeige der Stammaufsicht die klassische Abfertigung auf dem besagten S-Bahnhof übernimmt.
Nachdem ZAT – bis auf wenige Ausnahmen – flächendeckend eingeführt wurde, gilt es seit dem 3. April 2017 als Regelabfertigungsverfahren. Die wenigen noch verbliebenen Bahnsteige mit Abfertigung durch die Aufsicht wurden durch zwei Schilder (öA: örtliche Aufsicht; AuB: Abfertigungsunterstützung durch einen Mitarbeiter auf dem Bahnsteig) gekennzeichnet. Im Februar 2017 war ZAT-FM auf 79 Bahnhöfen im Einsatz, ZAT mit Spiegel-Unterstützung auf 67 Bahnhöfen und ZAT ohne Hilfsmittel auf 19 Bahnhöfen; auf weiteren 12 Bahnhöfen erfolgte die Abfertigung durch die örtliche Aufsicht (Bahnhöfe mit mehreren Bahnsteigen wurden mehrfach gezählt).

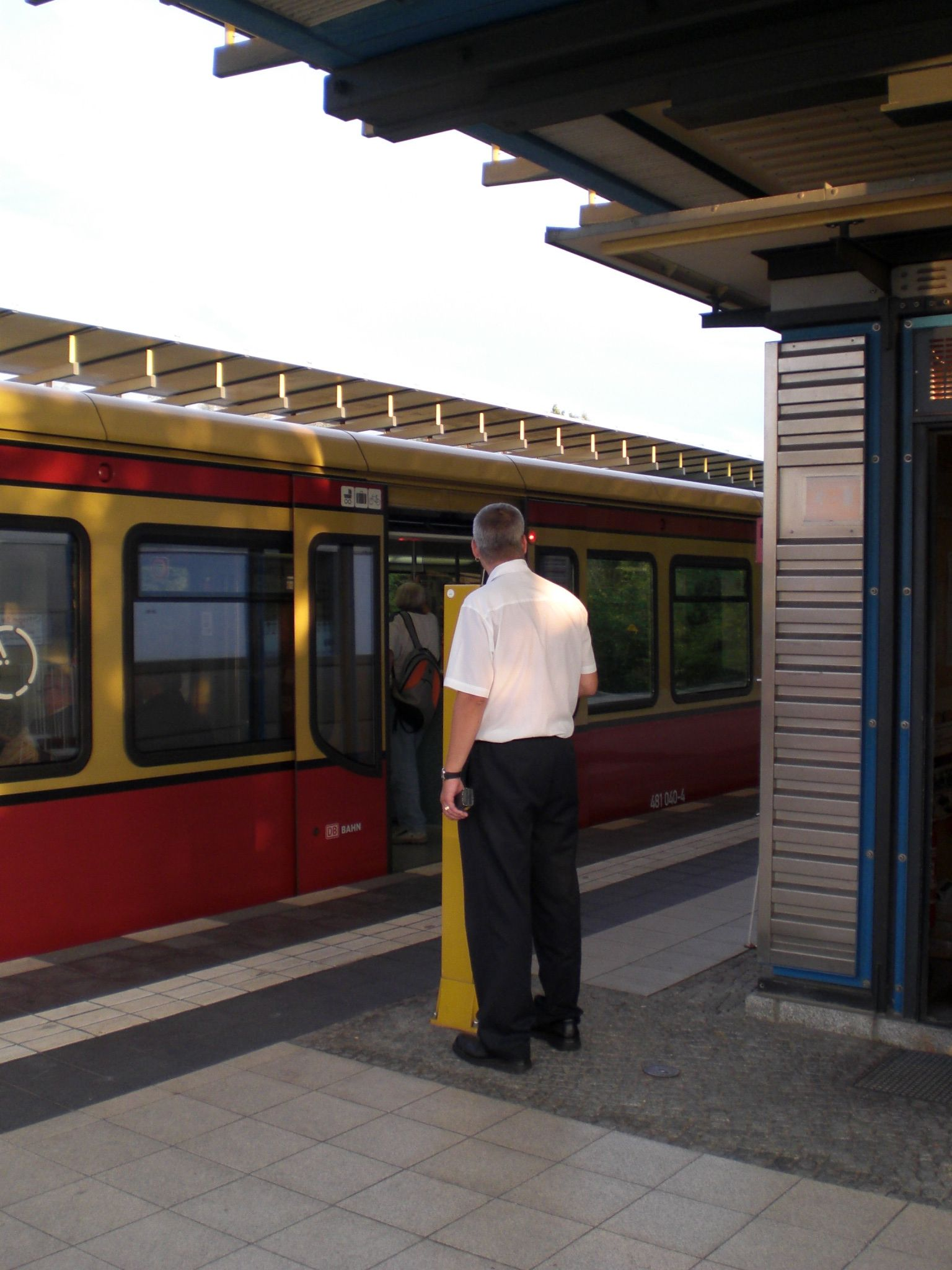
Klassische Abfertigung
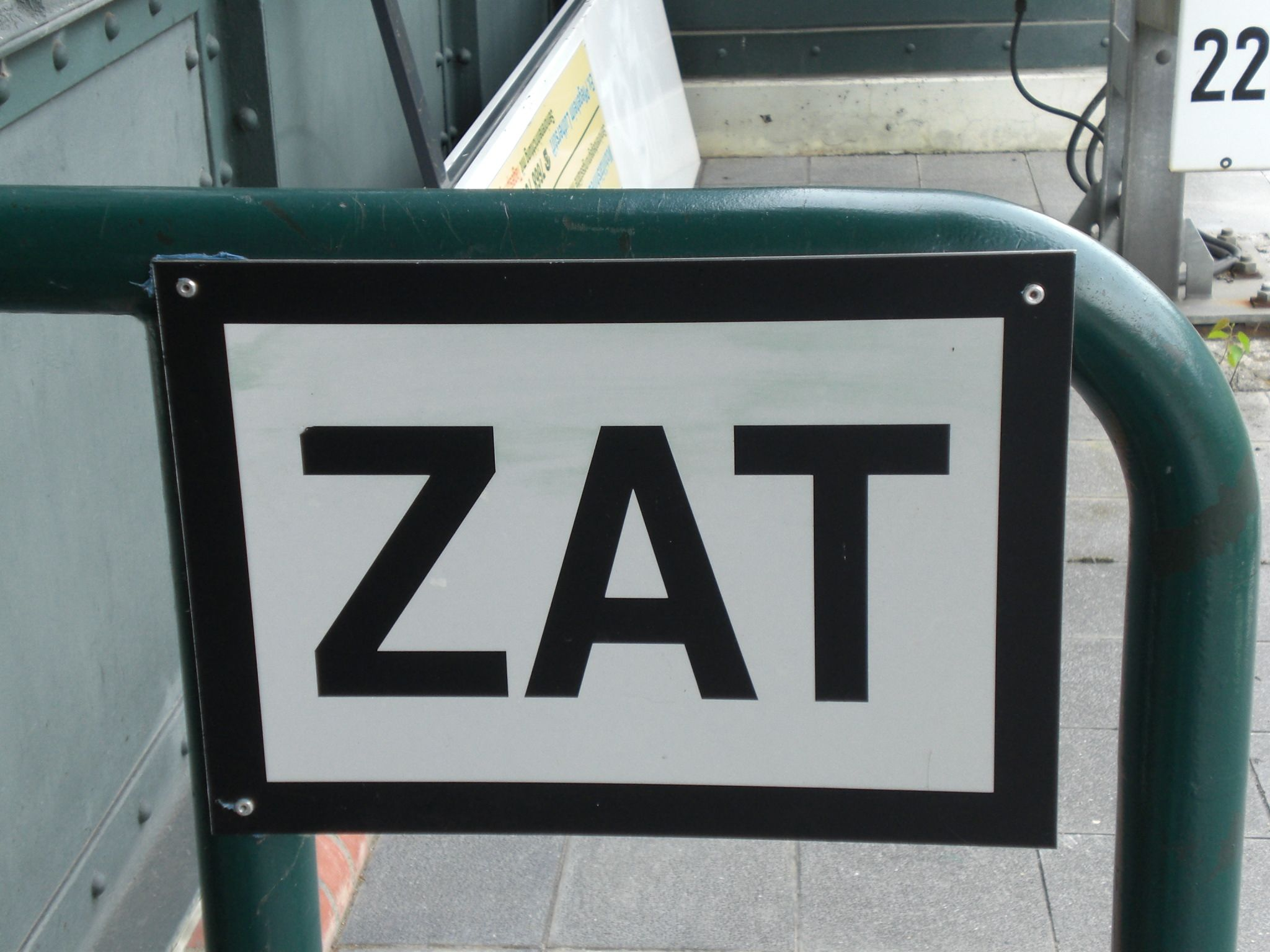
Hinweisschild für Selbstabfertigung
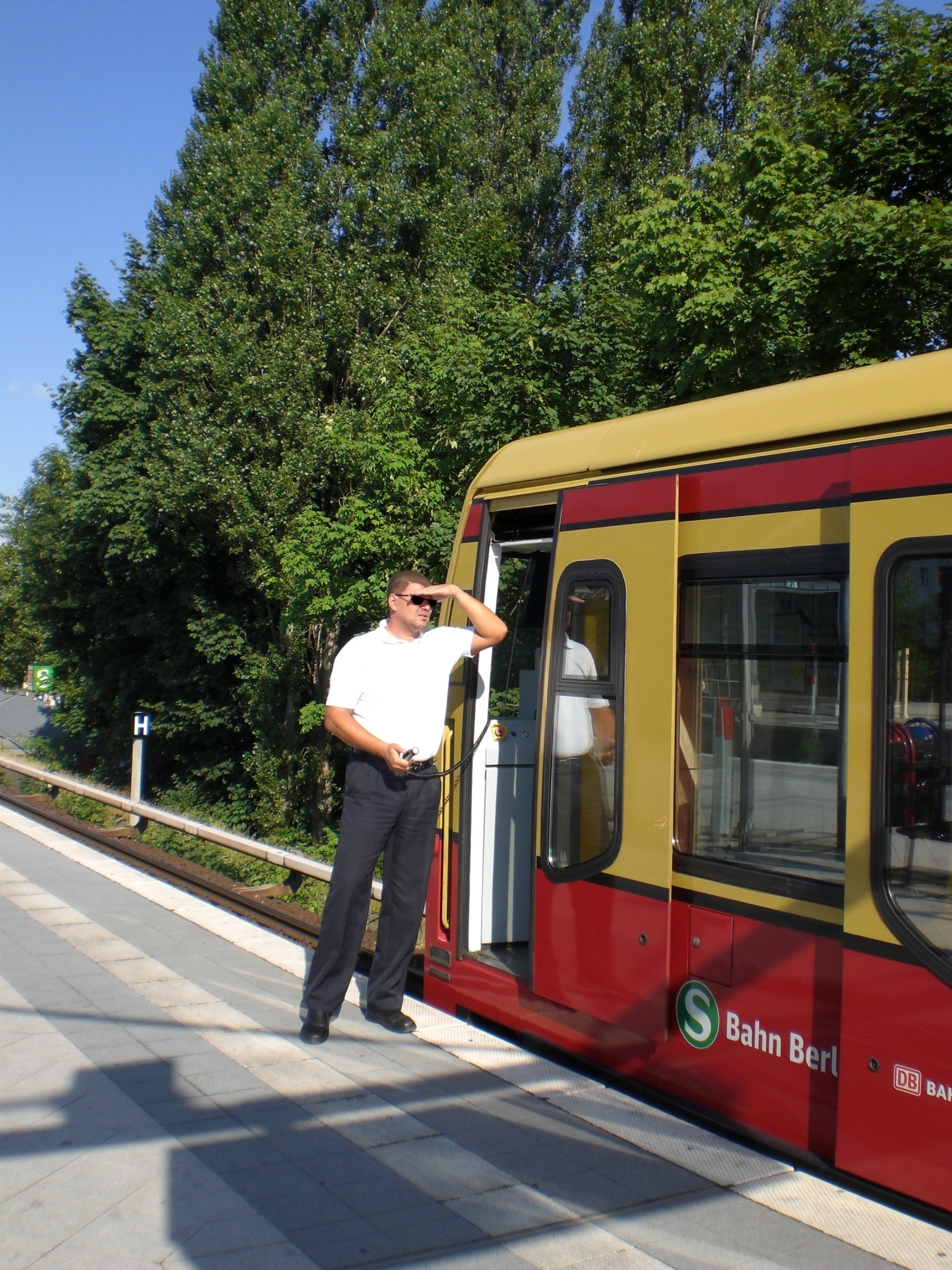
Zugabfertigung durch den Triebfahrzeugführer
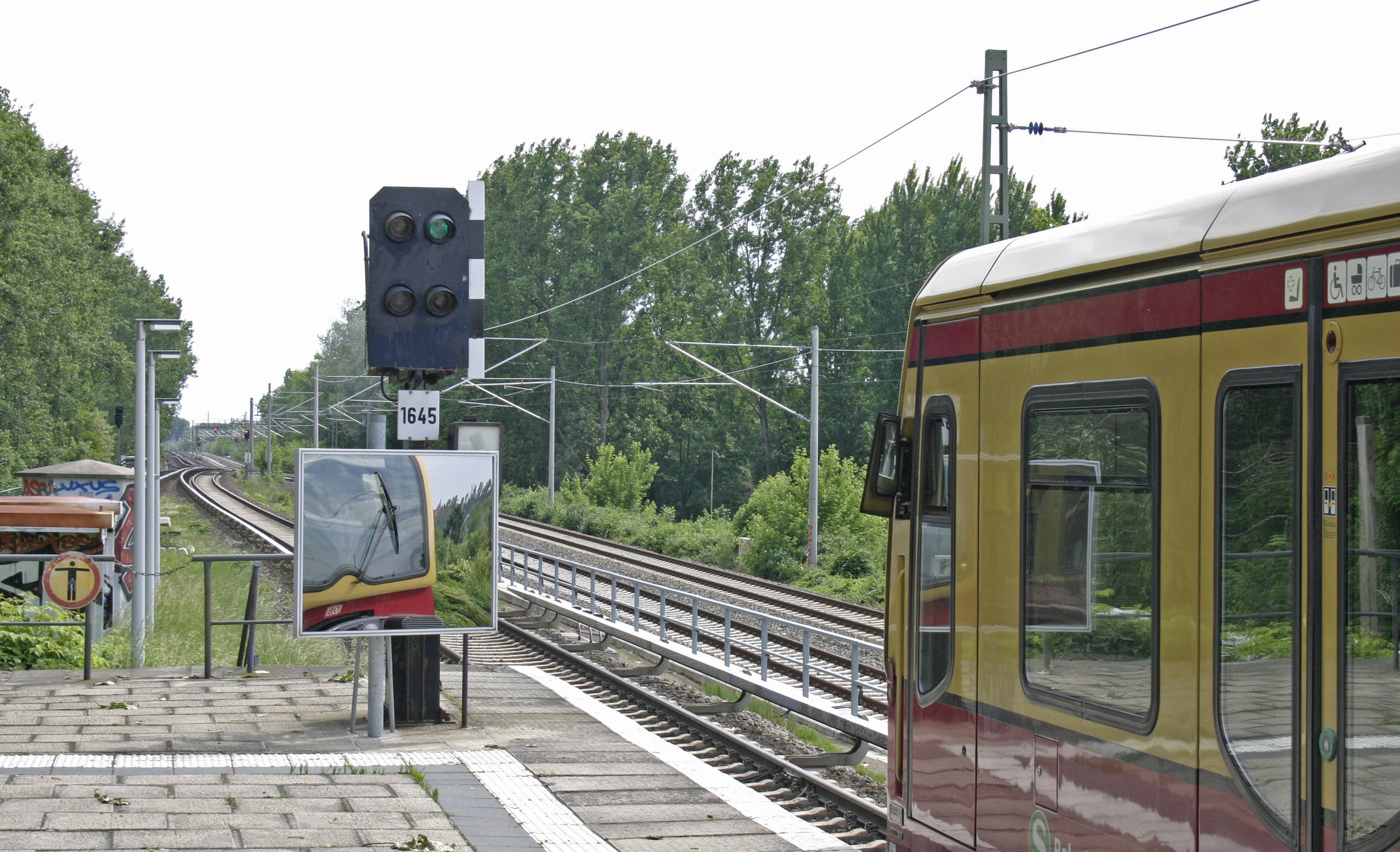
ZAT mit Spiegel-Unterstützung

## Fahrzeuge
Mit dem Beginn der Großen Elektrisierung in den 1920er Jahren wurde die Entwicklung von speziell für den S-Bahn-Betrieb geeigneten Fahrzeugen nötig. Die Erfahrungen aus der seit 1903 elektrisch betriebenen Strecke Berlin-Potsdamer Ring- und Vorortbahnhof – Lichterfelde Ost flossen in den neuen Entwicklungen ein.

### Technische Parameter
Alle Baureihen teilen die Auslegung für die europäische Normspurweite 1435 mm, die Nutzung einer seitlich angeordneten separaten Stromschiene und eine – für die Beförderungskapazität relevante – Wagenkastenbreite von 3000 mm.
Das Profil der Fahrzeuge ist durch das Lichtraumprofil im Nord-Süd-Tunnel beschränkt, der mit einer lichten Höhe von 3,80 m über Schienenoberkante und einer lichten Weite von bis zu 3,80 m errichtet wurde. Für die Beschaffung von Neufahrzeugen wurde im Jahr 2018 ein Umgrenzungsprofil vorgegeben, das im unteren Bereich dem GI2- und G1-Profil der internationalen europäischen Eisenbahnen entspricht, im oberen Bereich jedoch den maximalen Maßen der Baureihen 480/481 folgt, wodurch sich das Dach ab 3250 mm verjüngt. Danach beträgt die maximale Fahrzeughöhe 3600 mm über Schienenoberkante, die maximale Fahrzeugbreite 3290 mm.
Die Fahrzeuge hatten zunächst eine einheitliche Fußbodenhöhe von 1100 mm, sodass mit einer Bahnsteighöhe von 1030 mm ein stufenloser Zugang ermöglicht wurde. Mit der Dritten Verordnung zur Änderung der Eisenbahn-Bau- und Betriebsordnung wurden im Mai 1991 die Bestimmungen über Bahnsteighöhen engergefasst und eine Standardisierung auf drei mögliche Höhen angestrebt. Die anfängliche Ausnahmegenehmigung für Berlin wurde 1994 fallengelassen, sodass neuere Bahnsteige eine Höhe von 960 mm haben und die Wagen ab der Baureihe 481 eine Fußbodenhöhe von 1000 mm aufweisen. Historisch bedingt verbleibt die Bahnsteiglänge bei mindestens 152 m.
Bis zur Einführung der DB-Baureihe 483/484 Anfang 2021 waren die Fahrgasträume nicht klimatisiert.

### Zugbildung
Die Versuchszüge A bis F von 1922 und die daraus entwickelte Baureihe (ET/EB 169 – Bernau) wiesen eine Wagenaufteilung auf, die bei späteren Fahrzeugen nicht mehr verfolgt wurde. Die kleinste betriebliche Einheit bestand aus zwei längeren Triebwagen und drei kurzen Beiwagen, die zusammen einen Halbzug bildeten. Mit der folgenden Baureihe (ET/EB 168 – Oranienburg) wurde das ab 1925 bis heute bei allen Fahrzeugen beibehaltene Viertelzug-Prinzip eingeführt. Ein Viertelzug (kurz: Viertel) ist die kleinste einsetzbare Fahrzeugeinheit bei der Berliner S-Bahn und besteht aus zwei Wagen. Der Name geht auf die Zugstärke zurück, so gehen aus dem Viertelzug der Halbzug (zwei Viertel), der Dreiviertelzug (drei Viertel) und der Vollzug (vier Viertel) hervor.
Im Liniendienst können Züge nur aus Fahrzeugen derselben Baureihe gebildet werden. Bei den Baureihen 481, 484 und 485 ist die kleinste mögliche Zugbildung der Halbzug. Nur die Baureihen 480 und 483 können als Viertelzug eingesetzt werden, da bei diesen Baureihen jeder Wagen einen Führerstand besitzt. Eine längere Zugbildung als der Vollzug (acht Wagen) ist auf Grund der Bahnsteiglängen nicht möglich, wurde aber vereinzelt in Betracht gezogen.

### Ehemalige Baureihen
In den Jahren vor dem Zweiten Weltkrieg wurden sechs Baureihen entwickelt und eingesetzt. Die ersten dieser Baureihen wurden in den 1960er Jahren ausgemustert. Viele der Fahrzeuge der anderen Baureihen waren nach diversen Umbauten noch bis nach der Jahrtausendwende im Einsatz. Erst Ende der 1950er Jahre wurde wieder eine neue Baureihe entwickelt, die über Versuchsfahrzeuge nicht hinauskam.

#### E.T. 501–530

Preußischer Triebwagen der Vorortbahn nach Lichterfelde Ost, ab 1903

Für den elektrischen Betrieb auf der Strecke Potsdamer Ring- und Vorortbahnhof – Groß-Lichterfelde Ost wurden ab 1903 in mehreren Lieferungen 30 Triebwagen angeschafft, die sich im Aufbau an den vierachsigen preußischen Abteilwagen orientierten. Die Züge verkehrten zunächst mit drei Triebwagen. Später wurde zusätzlich sogenannte Leiterwagen (Beiwagen mit durchgehenden Leitungen) zur Verstärkung der Züge bereitgestellt. Die Stromschienenspannung lag hier noch bei 550 Volt, es kam zunächst eine von oben bestrichene Stromschiene ähnlich wie bei der Berliner Hoch- und Untergrundbahn zum Einsatz. Da sich dieser von der UEG (später: AEG) eingerichtete Versuchsbetrieb bewährte, wurde er bis zur Systemumstellung 1929 mit diesen Fahrzeugen fortgeführt.

#### Baureihe ET/EB 169
Die an die zuvor gelieferten Versuchszüge anknüpfende Baureihe wurde zunächst auf den Nordstrecken von Berlin nach Bernau und Oranienburg eingesetzt (elektrischer Betrieb Berlin – Bernau ab 8. August 1924). Die 1925 gelieferten Züge wiesen eine besondere Wagenanordnung auf: Sie bestanden aus zwei langen Triebwagen am Halbzugende und drei kurzen zweiachsigen Beiwagen in der Mitte. Schon bei der Fertigung galt dieses Konzept als Fehlentwicklung. 17 Einheiten dieser Bauart wurden hergestellt. Nach Umbauten und technischer Angleichung an die Baureihe ET 165 waren diese Züge bis 1962 im Einsatz. Wegen der Höhe und der Länge der Triebwagen konnten die Einheiten dieser Reihe nicht im Nord-Süd-Tunnel eingesetzt werden. Die umgebauten Triebwagen wurden als Teilespender für den Bau von U-Bahn-Zügen genutzt.

#### Baureihe ET/EB 168
Die Bauart 1925 wurde im Folgejahr für die neuelektrifizierten Nordstrecken in Richtung Oranienburg und Velten hergestellt, woher sich die spätere Bezeichnung Bauart Oranienburg ableitet. Mit ihr wurde erstmals das Viertelzug-Prinzip eingeführt. Insgesamt 14 Waggonfabriken im Deutschen Reich lieferten die 50 aus Trieb- und Steuerwagen bestehende Viertelzüge. Dies geschah unter anderem unter dem Aspekt, geeignete Firmen für die spätere Großserie (ET/ES/EB 165) herauszufinden. In den 1930er Jahren wurden die Steuer- in Beiwagen umgebaut. Die Baureihe wurde in den frühen 1960er Jahren ausgemustert und als Teilespender für die im Raw Schöneweide gebauten U-Bahn-Fahrzeuge des Typs EIII benutzt; die alten Wagenkästen wurden verschrottet. Nur drei Wagen blieben bis heute erhalten.

#### Baureihe ET/ES/EB 165

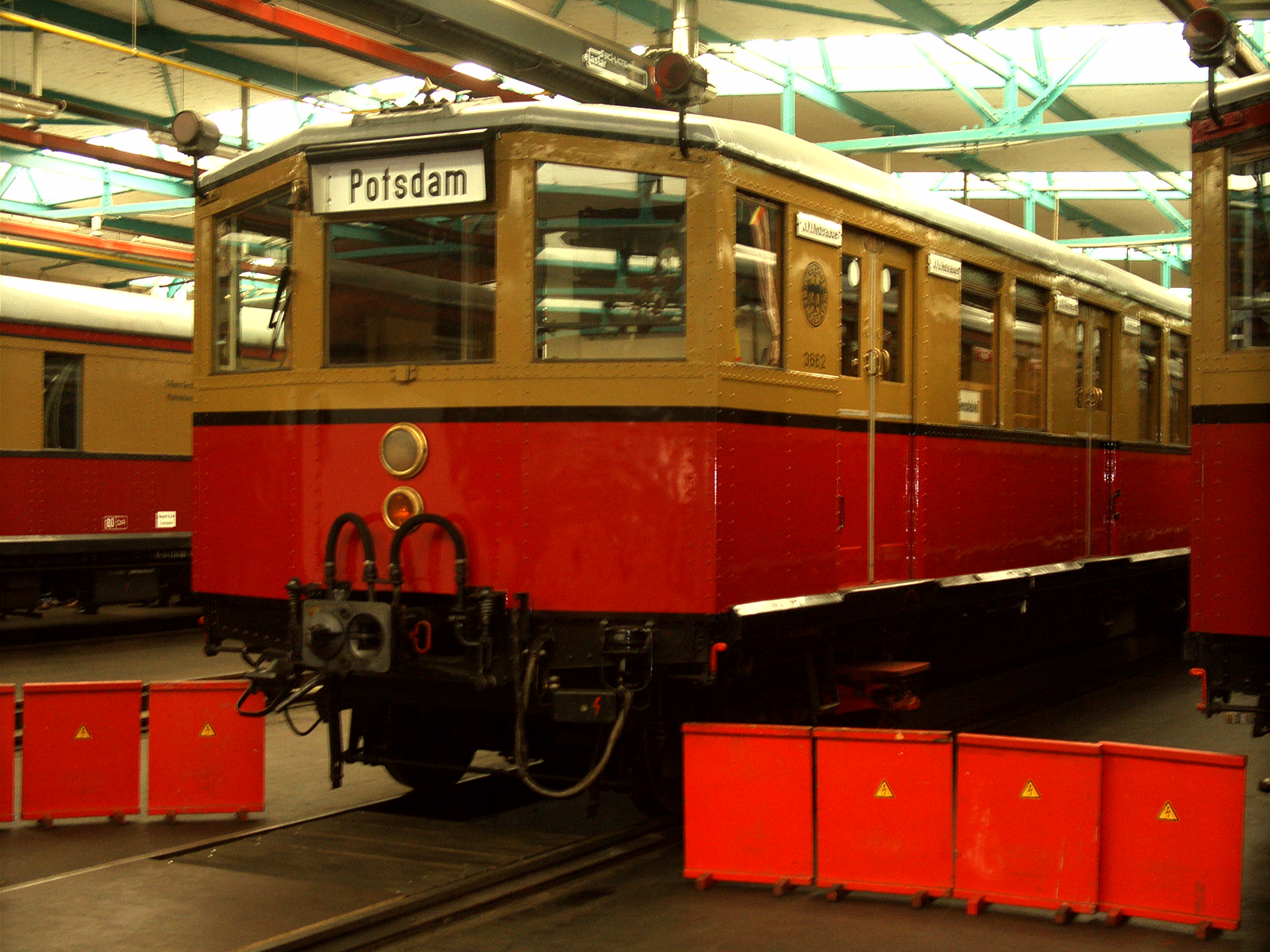
Baureihe ET/ES/EB 165 (Typ „Stadtbahn“)

Mit der sogenannten „Großen Elektrisierung“ in der zweiten Hälfte der 1920er Jahre stieg der Bedarf an Fahrzeugen stark an. Es wurden die später als Bauart Stadtbahn bezeichnete Serie der Bauarten 1927, 1929 und 1930 konstruiert (seit 1942 als ET/ES/EB 165.0-6 bezeichnet). Sechs namhafte Waggonbaufirmen im Deutschen Reich lieferten zwischen 1927 und 1930 diese Züge in mehreren Baulosen aus, die ersten beiden Bauarten als Trieb- und Steuerwagen, die späteren als Trieb- und Beiwagen. Mit insgesamt 638 Viertelzügen war es die größte nach einheitlichen Grundsätzen in kurzer Zeit hergestellte Baureihe in Deutschland.
In den Jahren 1932/1933 wurden für die neuzuelektrifizierende Wannseebahn 51 wagenbaulich und technisch weiterentwickelte, aus Trieb- und Beiwagen bestehende Viertelzüge der Bauarten 1932 und 1933 (Bauart Wannsee) in Dienst gestellt, die ab 1942 als ET/EB 165.8 bezeichnet wurden.
Züge der Baureihe ET/ES/EB 165 waren nach vielfältigen Reparaturen und Modernisierungen bis 1997 regulär im Einsatz. 188 Viertelzüge wurden von 1979 bis 1989 zur Baureihe 276.1 umgebaut; ihr Einsatz endete Jahr 2000.

#### Baureihe ET/EB 125
Die Einheiten der Baureihe mit einer Höchstgeschwindigkeit für 120 km/h, die unter der Bezeichnung Bankierzüge bekannt sind, wurden in den Jahren 1935 (Bauart 1934, vier Probeviertelzüge), 1936 (Bauart 1935a, zehn Viertelzüge) sowie 1938 (Bauart 1937 I, vier Viertelzüge) geliefert, jeweils aus Trieb- und Beiwagen bestehend. Die Züge erhielten leistungsfähigerere Fahrmotoren. Sie wurden als eine Art Express-S-Bahn auf den Ferngleisen der Strecke Potsdamer Bahnhof–Zehlendorf (– Wannsee) eingesetzt, seit 1938 mit einer Höchstgeschwindigkeit von 120 km/h. Diese besonderen Einsätze endeten kurz vor Kriegsende, sie wurden danach nicht wieder aufgenommen. Daraufhin baute die Deutsche Reichsbahn alle Viertelzüge um 1950 auf 80 km/h um und gliederte sie in die Baureihe ET/EB 166 ein.

#### Baureihe ET/EB 166
Im Sommer 1936 fanden in Berlin die Olympischen Spiele statt. Für das erwartete höhere Verkehrsaufkommen sowie für den Bedarf auf dem zeitgleich eröffneten ersten Streckenabschnitt der Nordsüd-S-Bahn lieferte die Industrie im selben Jahr 34 Viertelzüge aus Trieb- und Beiwagen bestehend an die Reichsbahn aus. Diese Kleinserie der Bauart 1935 wurde schnell als Bauart Olympia bekannt. Äußerlich entsprachen diese und die zeitgleich gelieferten Wagen der Bauart 1935a weitgehend dem Bankier-Probezug der Bauart 1934. Seit 1941 lautete die Bezeichnung ET/EB 166. Die durch Kriegs- und Nachkriegsereignisse stark dezimierte Baureihe wurde ab Ende der 1970er Jahre nach Umbau in die BR 277mod noch viele Jahre eingesetzt. Die Ausmusterung der letzten Züge erfolgte 2003.

#### Baureihe ET/EB 167

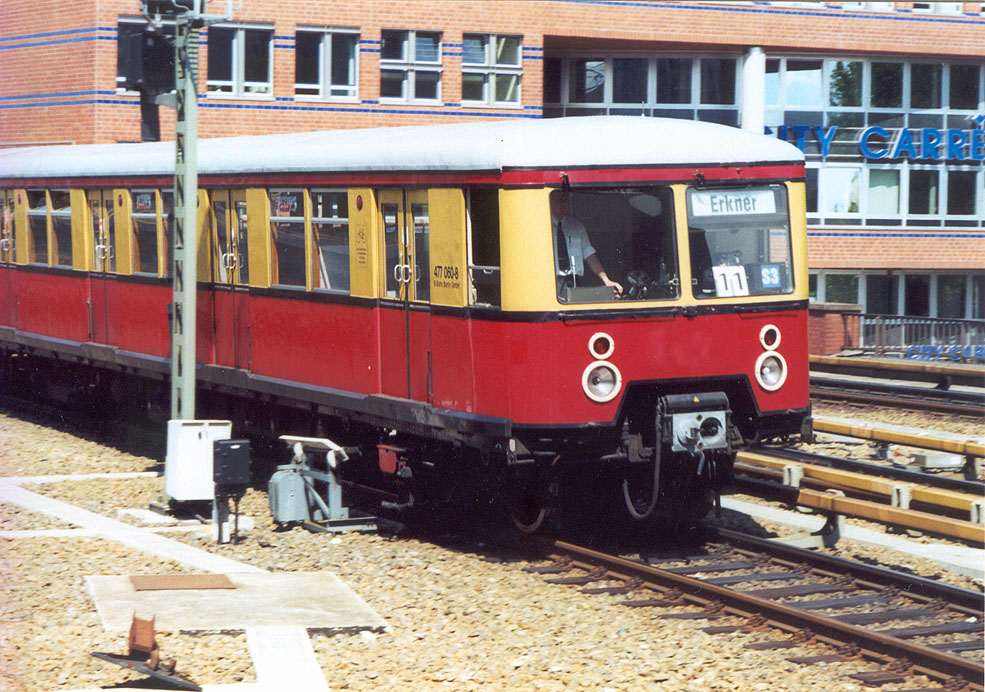
Baureihe 277 (Reko)

Nach Streckennetzerweiterungen wurden in der zweiten Hälfte der 1930er Jahre weitere Fahrzeuge benötigt. Geplant waren 283 Viertelzüge dieser Baureihe, die ab 1938 geliefert wurden (gegliedert in drei Baulose der Bauarten 1937 II, 1939 und 1941). Durch Kriegseinwirkungen zogen sich die Lieferungen bis 1944 hin. Nach dem Krieg konnte die S-Bahn einige wagenbaulich nahezu identische Triebwagen der Werkbahn Peenemünde übernehmen. Nach Anpassung an die Berliner Verhältnisse wurden diese Wagen ebenfalls in die Baureihe ET 167 eingereiht. Die Wagen der Baureihe ET 167, ab 1970 Reihe 277, wurden in den folgenden Jahren umgebaut und modernisiert. Die Modernisierung war mit neuen Drehgestellen und der Angleichung der Spenderfahrzeuge der Ursprungsbaureihen ET 125 und 166 sowie der Peenemünder Triebwagen deutlich tiefgreifender als bei den ET 165. Durch die Einbeziehung der ehemaligen Peenemünder Triebwagen entstanden außerdem sieben Viertelzüge mit Steuerwagen. Züge dieser Baureihe waren bis 2003 im Einsatz. Sie wurden zusammen mit denen der Baureihen ET 125 und 166 später als Rundköpfe bezeichnet.

#### Baureihe ET 170

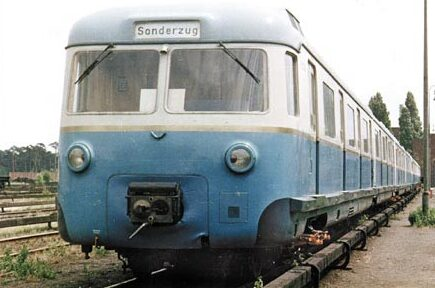
Baureihe 170 („blaues Wunder“)

Bei dem Zug dieser Baureihe handelte es sich um einen Versuchszug, der 1959 der Öffentlichkeit vorgestellt wurde. Er besaß verschiedene Neuerungen, zum Beispiel den durchgehend begehbaren Halbzug, eine Konstruktion, die erst mit der Baureihe 481 wieder bei der Berliner S-Bahn aufgenommen wurde. Ein Halbzug war bei dieser Baureihe die betrieblich kleinste Einheit. Es wurden zwei Halbzüge gebaut. Da sie mit vielen technischen Unzulänglichkeiten und Verarbeitungsmängeln behaftet waren und mit dem Bau der Berliner Mauer der unmittelbare Bedarf an neuen Zügen sank, wurde der erste Halbzug Mitte der 1960er Jahre abgestellt, während der zweite nach Hauptuntersuchung mit Neulackierung in den rot/gelben S-Bahn-Farben bis Ende der 1960er Jahre vereinzelt zum Einsatz kam. Beide Halbzüge wurden bis 1974 verschrottet. Aufgrund ihrer blau/weißen Lackierung wurde diese Baureihe im Volksmund als Blaues Wunder bezeichnet.

#### Baureihe 485/885

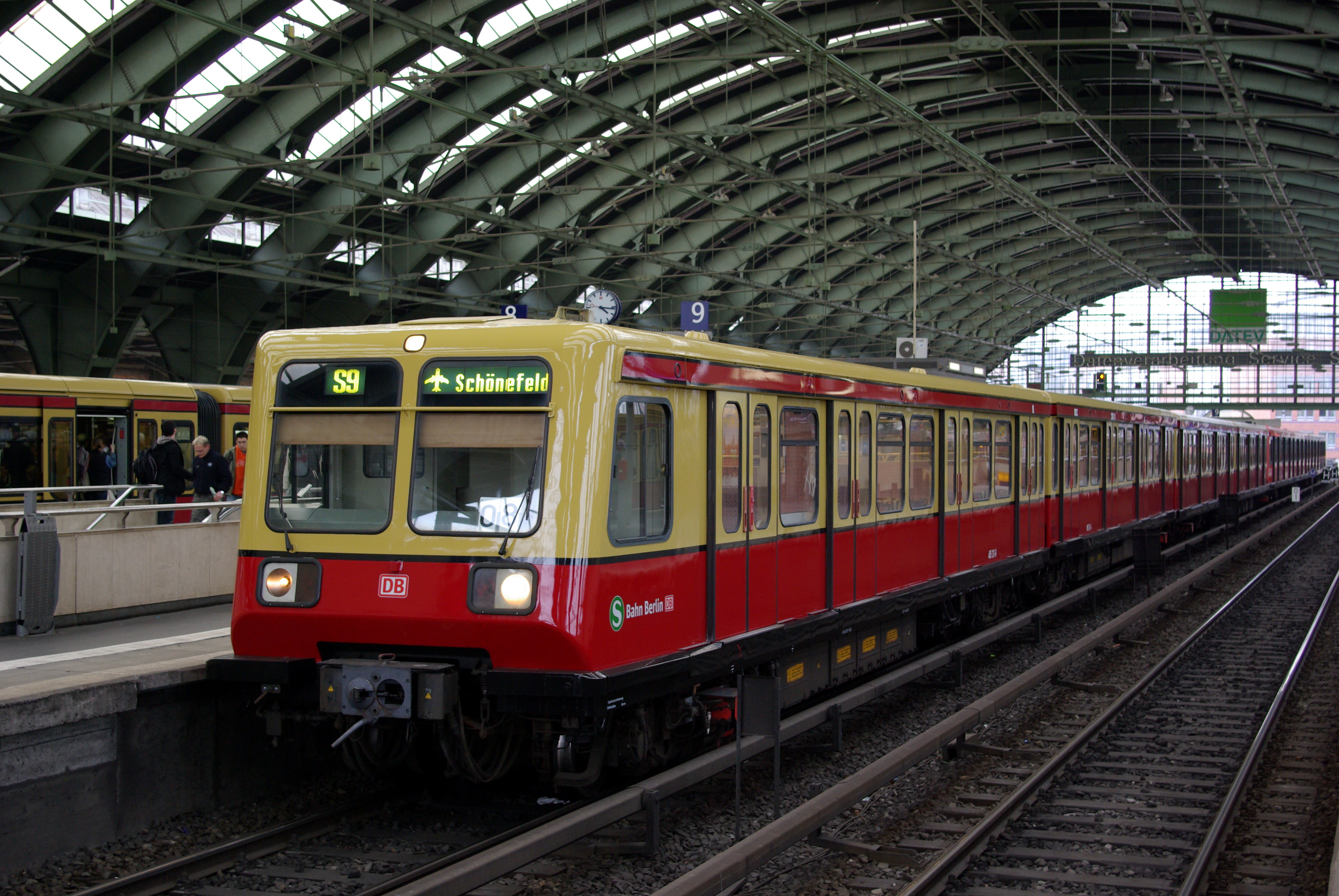
Baureihe 485/885

Die Deutsche Reichsbahn war in den 1970er Jahren gezwungen, den stark überalterten Bestand an Fahrzeugen durch Neubaufahrzeuge zu ersetzen. Der Hersteller LEW Hennigsdorf entwickelte daraufhin eine neue Triebwagenbauart. Die Prototypen wurden auf der Leipziger Frühjahrsmesse 1980 der Öffentlichkeit vorgestellt und anschließend erprobt. Die Serienreife erforderte zahlreiche Änderungen. Die Lieferung der Serienwagen erfolgte deswegen erst 1987 und 1990–1992. Insgesamt erhielt die Deutsche Reichsbahn 170 Viertelzüge, welche die Baureihenbezeichnung 270 erhielten. Bei dieser Baureihe besteht ein Viertelzug aus einem Triebwagen mit Führerstand mit gerader und einem Beiwagen mit ungerader Ordnungsnummer. Bei der Einführung des gemeinsamen Nummernplanes wurden die Triebwagen in die Baureihe 485, die Beiwagen in die 885 mit in der Regel identischer Ordnungsnummer eingeordnet. Im Jahr 1993 wurde ein Halbzug dieser Baureihe durch Einbau von Dieselmotoren zur Duo-S-Bahn umgebaut. Am 29. Mai 1994 wurde auf der Linie S19 (Zuggruppe J – Jutta) zwischen Oranienburg und Hennigsdorf ein Versuchsbetrieb mit diesem Zug aufgenommen. Da sich dieser Betrieb als nicht wirtschaftlich zeigte, wurde er nach einem Jahr am 28. Mai 1995 wieder eingestellt. Im Jahr 2003 hat die S-Bahn Berlin mit der Ausmusterung der Baureihe 485 begonnen. Der Abschied von den Zügen der Baureihe 485 war allerdings nicht endgültig. Im März 2011 wurde der erste von 20 aufgearbeiteten Zügen wieder in Dienst genommen. Da die Züge der Baureihe nicht mit dem ZBS ausgestattet sind und laut S-Bahn Berlin GmbH auch nicht nachgerüstet werden konnten, beschränkte sich ihr Einsatzgebiet ab 2016 auf die Ringbahn und ihre Zuläuferlinien. Nach der Inbetriebnahme der Baureihen 483/484 im Januar 2021 löste sie die BR 485/885 schrittweise ab. Zuletzt fuhr sie nur noch auf der Linie S85. Am 12. November 2023 wurde sie zum letzten Mal planmäßig eingesetzt.

### Aktuelle Baureihen

#### Baureihe 480

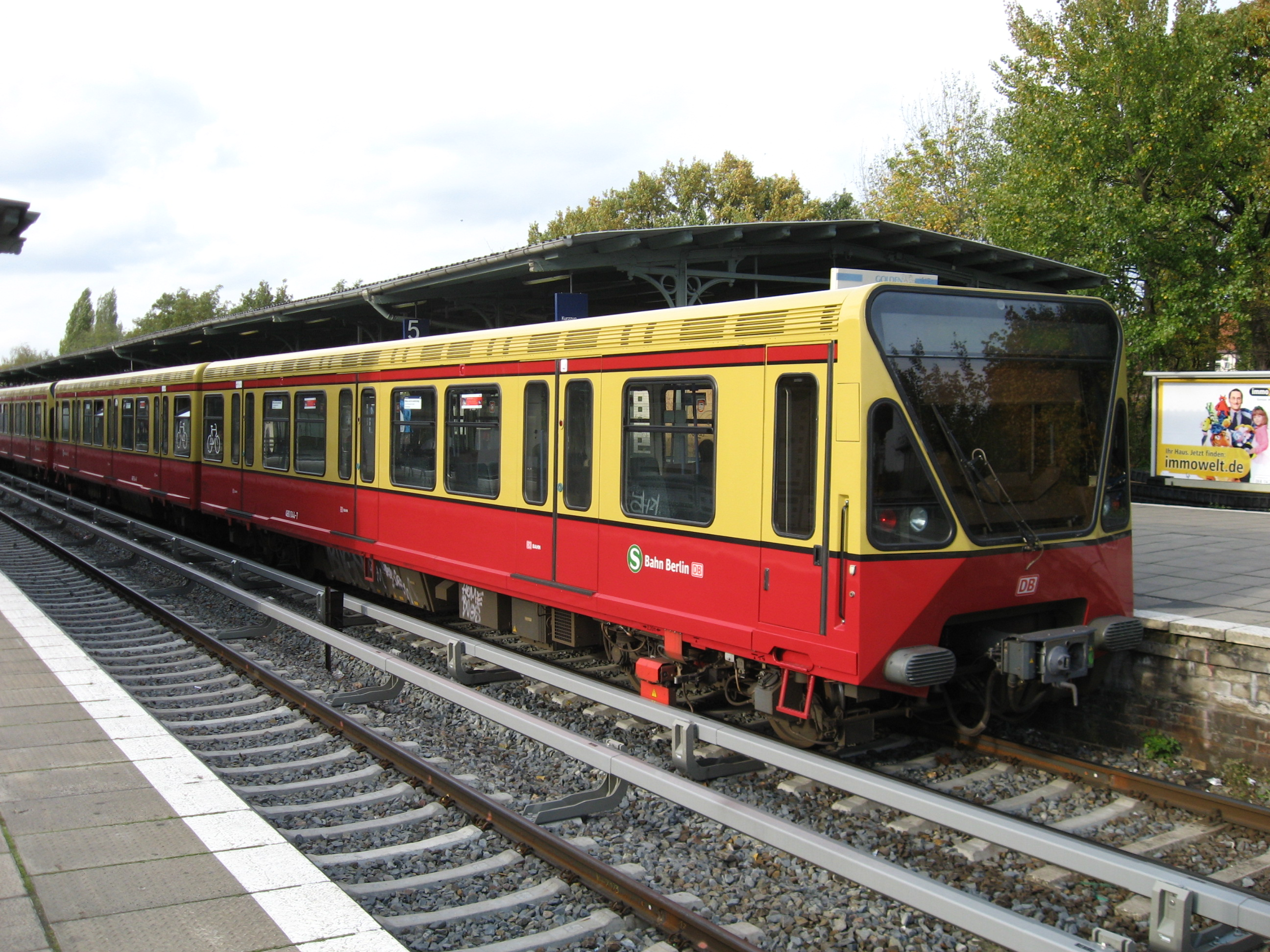
Baureihe 480

Nachdem die BVG im Januar 1984 den Betrieb der S-Bahn in West-Berlin übernommen hatte, war die Beschaffung von neuen Fahrzeugen hier ebenfalls dringend nötig. Nachdem im Jahr 1986 vier Viertelzüge als Prototypen geliefert und erprobt waren, wurden ab 1990 weitere 41 Doppel-Triebwagen (Viertelzüge) von dieser Bauart an die BVG geliefert. Eine zweite Lieferung erfolgte in den Jahren 1992 bis 1994 mit 40 Doppel-Triebwagen für die Deutsche Reichsbahn bzw. die Deutsche Bahn. Eine Besonderheit dieser Baureihe ist, dass sich an beiden Enden des Viertelzuges ein Führerstand befindet. Eingesetzt werden diese Fahrzeuge seit Dezember 2022 auf der S3, nachdem sie in den Jahren zuvor auf den Ringbahnlinien S41 und S42 anzutreffen waren.

#### Baureihe 481/482

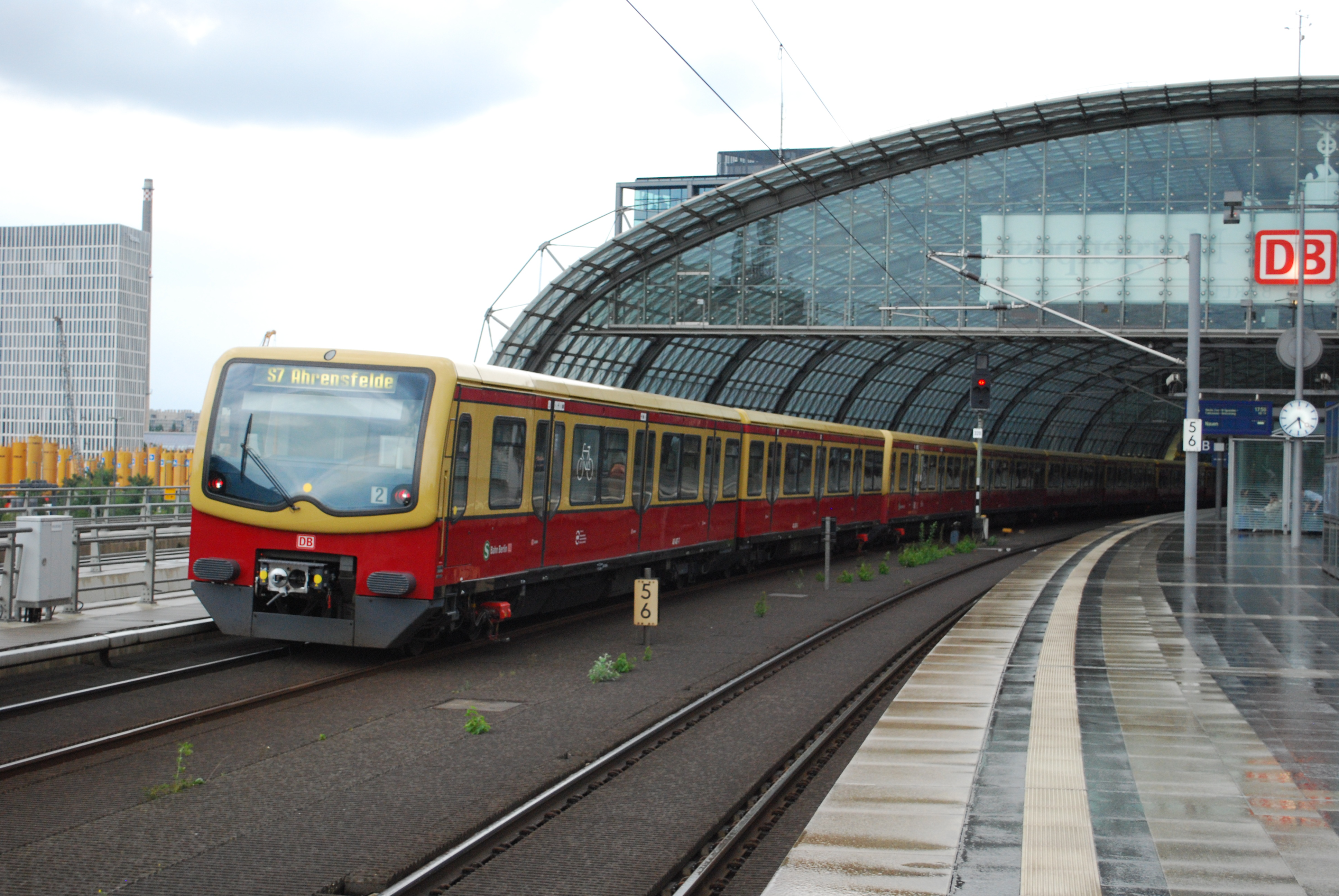
Baureihe 481/482

Diese Baureihe ist die erste, die von der 1995 gegründeten S-Bahn Berlin GmbH bestellt wurde. Von ihr wurden in den Jahren 1996 bis 2004 insgesamt 500 Doppel-Triebwagen (Viertelzüge) geliefert. Dabei sind ein Triebwagen mit Führerstand (481) und ein Triebwagen mit einem Rangierführerstand (482) durch einen Übergang verbunden. 2003 wurden versuchsweise drei Prototypen bestellt, bei denen vier Wagen eines Halbzugs durchgängig begehbar sind. Diese Züge besitzen an jedem Ende einen Triebwagen mit Führerstand und dazwischen zwei Triebwagen ohne Führerstand.

#### Baureihe 483/484

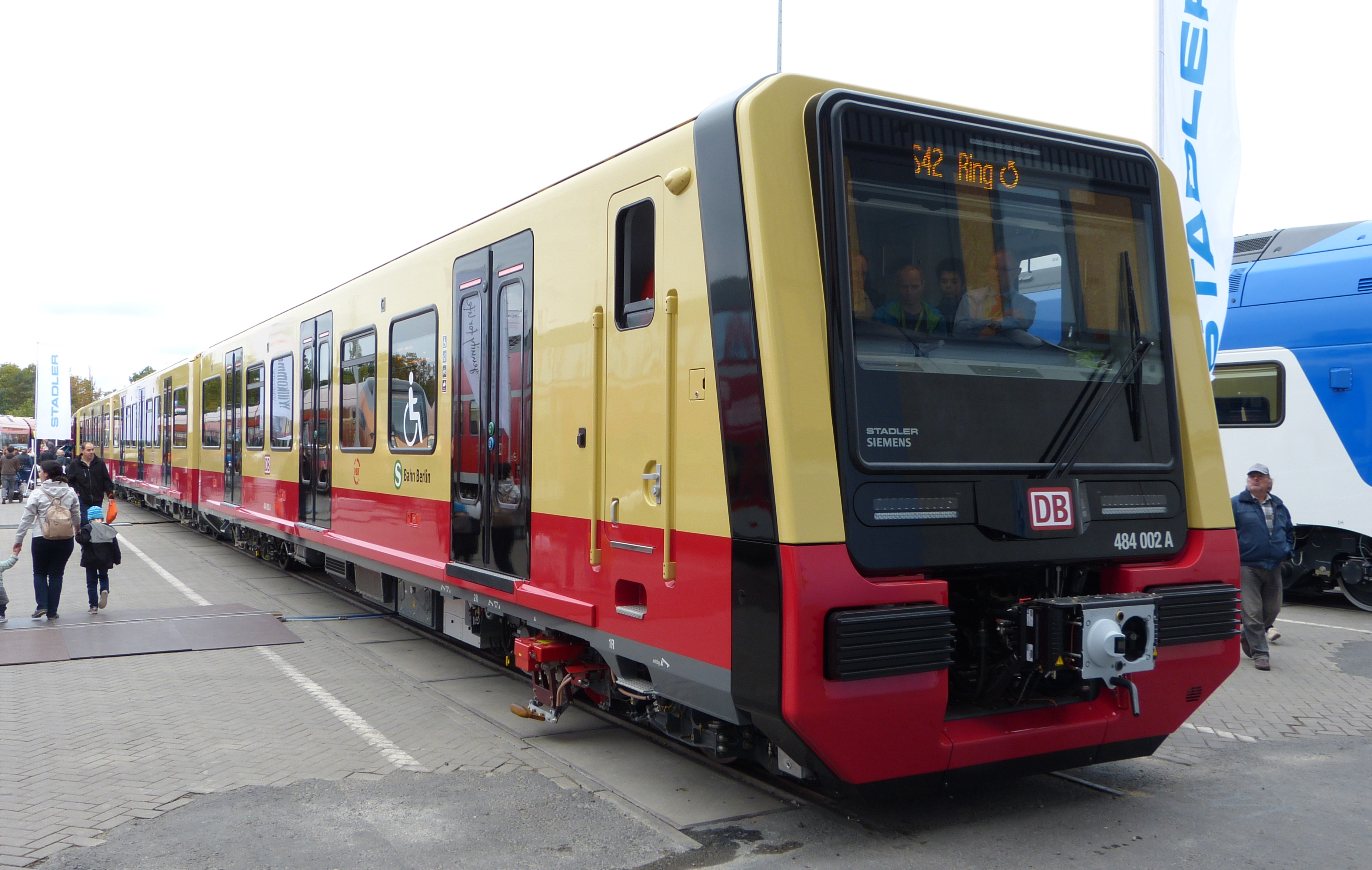
Baureihe 483/484

Aufgrund der Vergabe des Betriebs für das Teilnetz ‚Ring‘ an die S-Bahn Berlin GmbH schloss diese mit dem Herstellerkonsortium von Stadler Pankow und Siemens Ende 2015 einen Rahmenvertrag über die Lieferung von bis zu 1380 Wagen ab. Zeitgleich erfolgte eine erste verbindliche Bestellung von 106 Zügen, bestehend aus 85 vier- und 21 zweiteiligen Einheiten. Die zweiteiligen Züge (Viertelzüge) werden hierbei als Baureihe 483 bezeichnet, die vierteiligen Züge (Halbzüge) als Baureihe 484. Die Auslieferung erster Vorserienfahrzeuge war für Ende 2020 geplant. Seit Januar 2021 wurden die Vorserienfahrzeuge im regulären Fahrgastbetrieb auf den Linien S45 und S47 erprobt. Seit Ende Juni 2022 sind weitere Fahrzeuge auf der Linie S46 im Einsatz. Seit Oktober 2022 verkehren sie auf der S8 sowie seit Dezember 2022 auf den Ringbahnlinien S41 und S42. Seit 14. April 2023 werden die Züge der Stammzuggruppen der S41 und S42 nur noch mit Zügen der BR 484 und durchgängig als Acht-Wagen-Züge gebildet; gleiches gilt seit 13. Oktober 2023 auch für die nur tagsüber verkehrenden Züge der Ringbahnlinien. Damit wird – wie schon seit 2009 geplant – die Platzkapazität auf dem S-Bahn-Ring um 33 % erhöht.

### Sonderfahrzeuge
Neben diversen Arbeitsfahrzeugen, die in der Baureihe 478/878 zusammengefasst sind, sind die für Sonderverkehre vorgesehenen Züge als Baureihe 488/888 bezeichnet. Dazu gehören die Panorama-S-Bahn und die historischen Fahrzeuge.

#### Panorama-S-Bahn

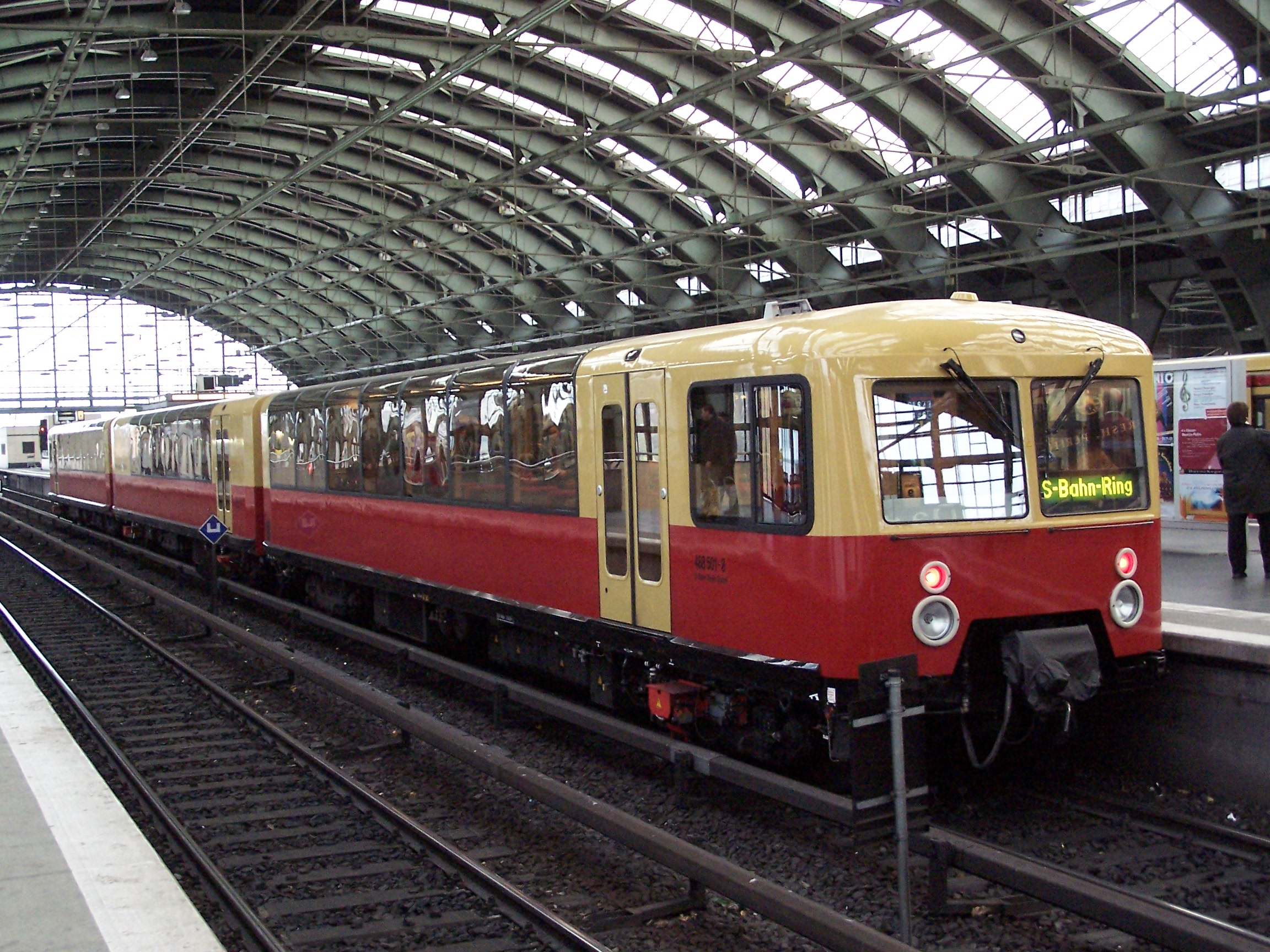
Panorama-S-Bahn

Dieser Triebzug ist ein Einzelstück. Er besteht aus zwei Triebwagen und einem dazwischenlaufenden Beiwagen und entstand durch Umbau aus modernisierten Wagen der ET/EB 167, der späteren Baureihe 477/877. Während die Wagenkästen weitgehend Neubauten sind, wurden viele Technikkomponenten der Rekowagen übernommen. Dieser Zug wurde nicht im Liniendienst eingesetzt, sondern die S-Bahn bot bis 2009 mit ihm Stadtrundfahrten an, und er konnte privat angemietet werden. Der Zug ist mit einer modernen Multimedia-Anlage ausgerüstet, sodass die Ansagen über Kopfhörer mehrsprachig verfolgt werden können. Da bei dieser Einheit für ein besseres Blickfeld die Fenster bis in das Dach reichen, wird sie als Panoramabahn (zuvor als Panorama-S-Bahn) bezeichnet.

#### Historische Fahrzeuge

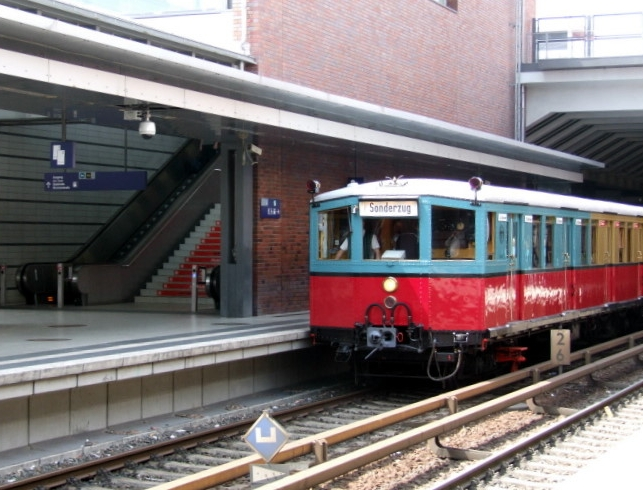
Museumszug der Baureihe 165 im Zustand der 1920er Jahre

Die S-Bahn verfügt über drei für Sonderfahrten bestimmte historische Züge, die in der Triebwagenhalle Erkner abgestellt sind und von dem Verein Historische S-Bahn e. V. betreut und gepflegt werden:
- Museumszug der Baureihe ET/ES 165 (Stadtbahn) im Anlieferungszustand von 1928.[161] Dieser Viertelzug besteht aus einem Triebwagen und einem Steuerwagen. Er wurde 1928 hergestellt und war von 1929 bis 1984 im planmäßigen Einsatz, zuletzt als 275 659/660. Als historisches Fahrzeug steht er seit dem 31. Mai 1987 zur Verfügung und trägt die Wagennummern (ET/ES) 2303/5447. Er ist weitgehend im Originalzustand restauriert – mit Polstersitzen der ehemaligen zweiten Wagenklasse – und bietet Platz für 112 Fahrgäste. Da er zu Anfang in der Twh Bernau beheimatet war, wird er auch Bernauer Viertel genannt. Später wurde in die Twh Erkner umgesetzt. Von dort aus wird er auch mit den Traditionsviertelzügen in Zugverband eingesetzt.
- Traditionszug der Baureihe ET/ES/EB 165 im Zustand der 1950er und 1960er Jahre.[162] Dieser Zug wurde 1990 fertiggestellt, wobei er vorerst aus drei Viertelzügen der Bauart Stadtbahn der Baujahre 1928 und 1929 bestand (3662/6121, ET/EB 165 471, ET/ES 165 231). Sie weisen den äußeren Zustand der 1930er sowie der 1950er Jahre auf, während ihre Inneneinrichtungen die 1950er und 1960er Jahre widerspiegeln. Der Zug war im Bw Friedrichsfelde beheimatet und diente einmal im Monat für öffentliche Traditionsfahrten. Im Jahr 1997 wurde er mit einem Viertelzug der Bauart Wannseebahn aus den Jahren 1933 (ET) und 1932 (EB) im Zustand der 1970er Jahre ergänzt, und nach dem Ausscheiden der Bauart Stadtbahn kamen weitere zwei, von der BVG modernisierte Viertelzüge hinzu, die bis zum Fristablauf zum historischen Wagenpark gehörten bzw. bis heute gehören; der Viertelzug 475/875 605 wurde im Jahr 2005 in seinem letzten Zustand aufgearbeitet.
- Je ein Viertelzug der Baureihe ET/EB 167 im Zustand der 1930er sowie der 1960er Jahre. Diese Fahrzeuge wurden 1938 sowie 1939 gebaut. Sie wurden nicht in die Baureihe 277mod umgebaut und bis 1991 im normalen Liniendienst eingesetzt. Seit dem 2. Februar 2002 sind sie als Bestand der historischen Fahrzeuge im Eigentum des Vereins Historische S-Bahn e. V. und tragen die Nummern 3839/6401 sowie ET/EB 167 072.[163]

Darüber hinaus sind weitere Viertelzüge bzw. Einzelwagen fast aller Baureihen – außer 166 und 170 – erhalten geblieben. Auch diese gehören zur Vereinsobhut und werden in der Twh Erkner – größtenteils ausstellungsfähig – aufbewahrt.
Mit dem Traditionszug wurden in den 1990er Jahren monatlich Sonderfahrten durchgeführt, danach zusammen mit den übrigen Fahrzeugen bis 2009 nur bei besonderen Anlässen (z. B. Jubiläen und Neueröffnungen von S-Bahn-Strecken), als Weihnachts-, Silvester- und Osterzüge und bei einigen öffentlichen sowie angemieteten Sonderfahrten eingesetzt.
Nach einer Entgleisung eines historischen Zuges am 14. Juni 2008 im Nord-Süd-Tunnel wurden vorerst die Stadtbahn-Viertelzüge zur Beseitigung der Ursachen abgestellt, die aber nach dem Krisenausbruch ausblieben. Einige Jahre später erfolgte auch die Abstellung des Zuges der Baureihe 167 nach Fristablauf. Bis November 2023 waren keine öffentliche Fahrten auf dem Streckennetz möglich. Der inzwischen zu einem eigenständigen EVU gewordene Verein arbeitete seit 2013 an der Wiederinbetriebnahme der Viertelzüge der Reihe 167, von denen vorerst die Einheit 3839/6401 fertiggestellt wurde. Gleichzeitig setzte man auch den Stadtbahn-Viertelzug 475/875 605 instand, um von beiden Baureihen je einen Versuchsträger für die ZBS-Umrüstung zu haben, was bis August 2024 an beiden Viertelzügen erfolgreich durchgeführt werden konnte. So ist die Garnitur seither nicht nur auf der noch mit mechanischen Fahrsperren ausgestatteten Ringbahn – wie bei den Weihnachtszugfahrten von 2023 –, sondern auch auf dem Gesamtnetz einsetzbar. Die Aufarbeitung des anderen 167er und weiterer Stadtbahn-Viertelzüge ist nach Verfügbarkeit der nötigen Mittel und Kapazitäten vorgesehen.

### Besondere Fahrzeugeinsätze

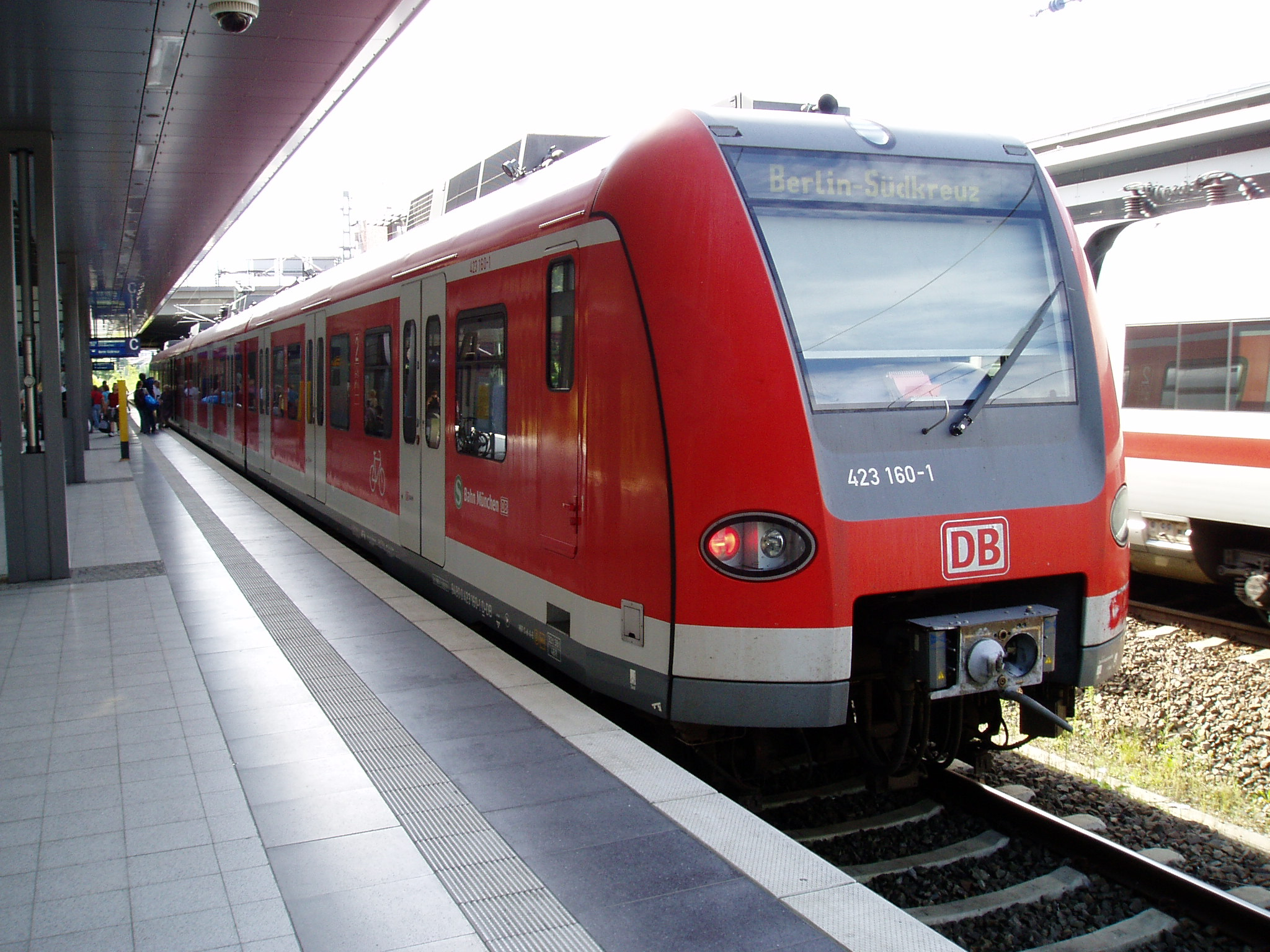
Baureihe 423 der Münchner S-Bahn zur Ergänzung der Berliner S-Bahn im Bahnhof Gesundbrunnen, August 2009

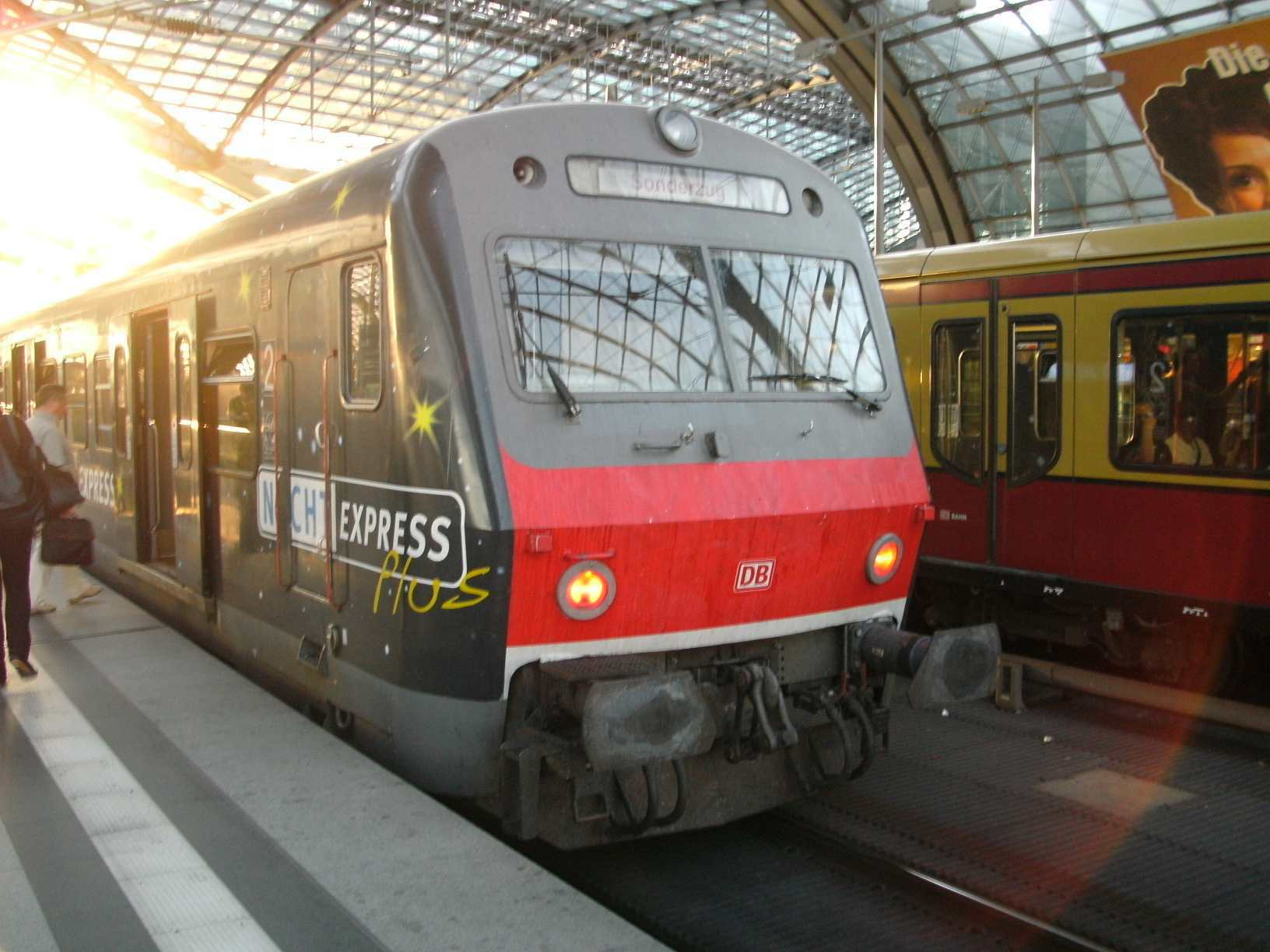
S-Bahn-Ersatzzug aus x-Wagen im Hauptbahnhof

Im Sommer 2002 ersetzten während Umbauarbeiten zum Anschluss des neuen S-Bahnsteigs im Hauptbahnhof für etwa 14 Tage Regionalzüge mit x-Wagen auf den Ferngleisen zwischen Friedrichstraße und Zoologischer Garten die S-Bahn. Zum Einsatz kamen Leihfahrzeuge aus Düsseldorf und Nürnberg, die zwischen Berlin Ostbahnhof und Berlin-Spandau pendelten (darüber hinaus teilweise bis Nauen).
Zur Fußball-WM im Sommer 2006 wurden der Hauptbahnhof und der Nord-Süd-Tunnel eröffnet. In dieser Zeit verkehrte eine Wechselstrom-S-Bahn in der Relation Gesundbrunnen – Hauptbahnhof (tief) – Potsdamer Platz – Südkreuz auf der Nord-Süd-Fernbahn. Da diese Linie annähernd der geplanten Linie S21 entsprach, wurde sie mit dieser Nummer bezeichnet. Zum Einsatz kamen Leihfahrzeuge der Baureihe 423 von den Systemen S-Bahn München, Stuttgart und Frankfurt am Main. Auch während der Betriebseinschränkungen der S-Bahn im Sommer 2009 fuhren als Ersatz 423er Züge auf der Fernbahnstrecke Südkreuz – Gesundbrunnen, teilweise weiter bis Hennigsdorf.
Auf der Stadtbahn kamen zu dieser Zeit unterschiedlichste Leih-Garnituren zum Einsatz. Neben den bereits oben genannten 423er Triebzügen fuhren Doppelstockwagen der Bauart DBpza mit Hocheinstiegen aus dem Raum Schleswig-Holstein sowie DBpza mit Niedrigeinstiegen und DBuza. Es kamen ebenfalls Züge mit n-, x- und y-Wagen zum Einsatz.
Die Strecke zwischen Gesundbrunnen und Hennigsdorf wurde mit S-Bahn-Zügen bestehend aus x-Wagen aus dem Raum Nordrhein-Westfalen bedient. Eine Besonderheit war der Zug, der aus Wagen der Gattung Bxf796 bestand – Wagen des Nacht Express Plus. Außerdem gab es einen Zug, der aus Bimz-Wagen der DB-Regio Nordost gebildet wurde.

### Farbgebung
Die Fahrzeuge der Berliner S-Bahn weisen eine markante, für Berlin typische Farbgebung auf. Sie sind in den sogenannten Traditionsfarben, Bordeauxrot im unteren und Ocker im oberen Wagenteil, lackiert. Nach einigen Versuchen mit anderen Farbgebungen sind heute alle Züge mit diesen Farben versehen. Diese Farbgebung wurde am 11. Juni 1928 mit dem Einsatz der ersten Serienfahrzeuge der Baureihe ET/ES/EB 165 bei der S-Bahn eingeführt. Zunächst war die dritte Klasse unterhalb der Fensterbrüstung in Weinrot, später in Purpurrot (RAL 3004), sowie oberhalb in Grünbraun bzw. Stadtbahngelb (RAL 8000) lackiert, die zweite Klasse im Fensterbereich in Stadtbahnblaugrün (RAL 6004).
Die Wagen der ersten Nachkriegsbaureihe ET 170 wurden 1959 in den Farben Blau/Weiß ausgeliefert. Diese Farben fanden bei der Berliner Bevölkerung wenig Zustimmung. In Vorbereitung des Jubiläums 750 Jahre Berlin 1987 wurden für alle Ost-Berliner Verkehrsmittel neue Farbgebungen eingeführt. Sämtliche Fahrzeuge des öffentlichen Personennahverkehrs sollten als einheitliche Grundfarbe ein sehr helles, fast weißes Grau erhalten; als Kontrast dazu sollten die Wagenstirnseiten und die Türen eine verkehrsmittelspezifische Kennfarbe erhalten. Während dieses Prinzip bei U-Bahn-Wagen und Bussen angewendet wurde, waren die Ergebnisse von Versuchslackierungen bei Straßenbahn- und S-Bahn-Wagen wegen der Wagenkastenformen und der Türanordnungen unbefriedigend. Für die Fahrzeuge beider Verkehrsmittel wurden daher wieder waagerechte Farbtrennkanten vorgesehen. Für die S-Bahn wurden dabei die Farben Weinrot/Elfenbein nach dem Vorbild der Prototypwagen der Reihe 270 in nur leicht abgewandelter Form festgelegt. Neu war ein zusätzlicher Elfenbeinstreifen über den Langträgern. In der Folge wurden die Altbauzüge in diesen Farben neu lackiert. Die Neubaufahrzeuge der DR (Baureihe 270/870, heute: 485/885) wurden in den 1980er Jahren teils in diesem Farbschema, teils in den Farben Karminrot/Anthrazit geliefert, was den Fahrzeugen den Spitznamen Coladose einbrachte. Nach einigen Versuchen im Jahre 2002 wurden diese Züge seit 2007 in Anpassung an das traditionelle Farbschema umlackiert.
Mit der Übernahme der S-Bahn durch die BVG in West-Berlin gab es Überlegungen zu einer neuen Farbgebung. So wurde ein Prototyp der Baureihe 480 in Kristallblau geliefert. Diese Farbe konnte sich bei der Bevölkerung knapp nicht durchsetzen.
Versuche mit einer neuen Farbgebung gab es noch einmal mit der Einführung der Baureihe 481/482. Zunächst war ein völlig neues Farbschema in Blau/Anthrazit in Erprobung. Eine Lackierung in den Berliner und Brandenburger Landesfarben Rot und Weiß war ebenfalls in Diskussion. Schließlich wurden die Züge dieser Baureihe in einer in Anlehnung an das klassische Farbschema mit fast vollständig ockergelben Seitenwänden geliefert, rot waren nur Teile der Front und die Wagenkanten. Auch diese Farbvariante wurde schließlich durch einen Anstrich mit einem unteren Teil in Rot und einen oberen Teil in Ocker ersetzt.
Mit der Beschaffung der Baureihe 483/484 ab 2018 wurde das Farbschema überarbeitet. Die nunmehr verwendeten Farben sind NCS S 2010-Y10R (Senfgelb) und NCS S 1580-R (Rot), die Einstiegtüren sind zur besseren Erkennbarkeit tiefschwarz (RAL 9005) abgehoben, und die Laufwerksteile sind basaltgrau (RAL 7012). Die Farbtrennkante liegt nun tiefer, die schwarze Trennlinie unter den Fenstern und der rote Zierstreifen über den Fenstern fallen weg. Diese Farbgebung wird auch bei der Modernisierung der Baureihe 481/482 verwendet.

### Baureihenbezeichnung
Im Jahr 1992 verständigten sich die Deutsche Bundesbahn und die Reichsbahn auf ein gemeinsames Nummernschema. Danach steht die erste Ziffer 4 für elektrische Trieb- und die Ziffer 8 für Steuer-, Bei- und Mittelwagen für elektrische Triebwagen. Durch die Trennung der Trieb- sowie Bei- und Steuerwagen in eigene Stammnummerngruppen änderten sich dabei auch erneut die Ordnungsnummern. Für die S-Bahn Berlin sind die Stammnummernblöcke 48x und 88x reserviert worden. Die aktuell eingesetzten Wagen sind die Baureihen 480, 481/482 und 483/484.

Vom klassischen Berliner S-Bahn-Anstrich abweichende Farbgebungen
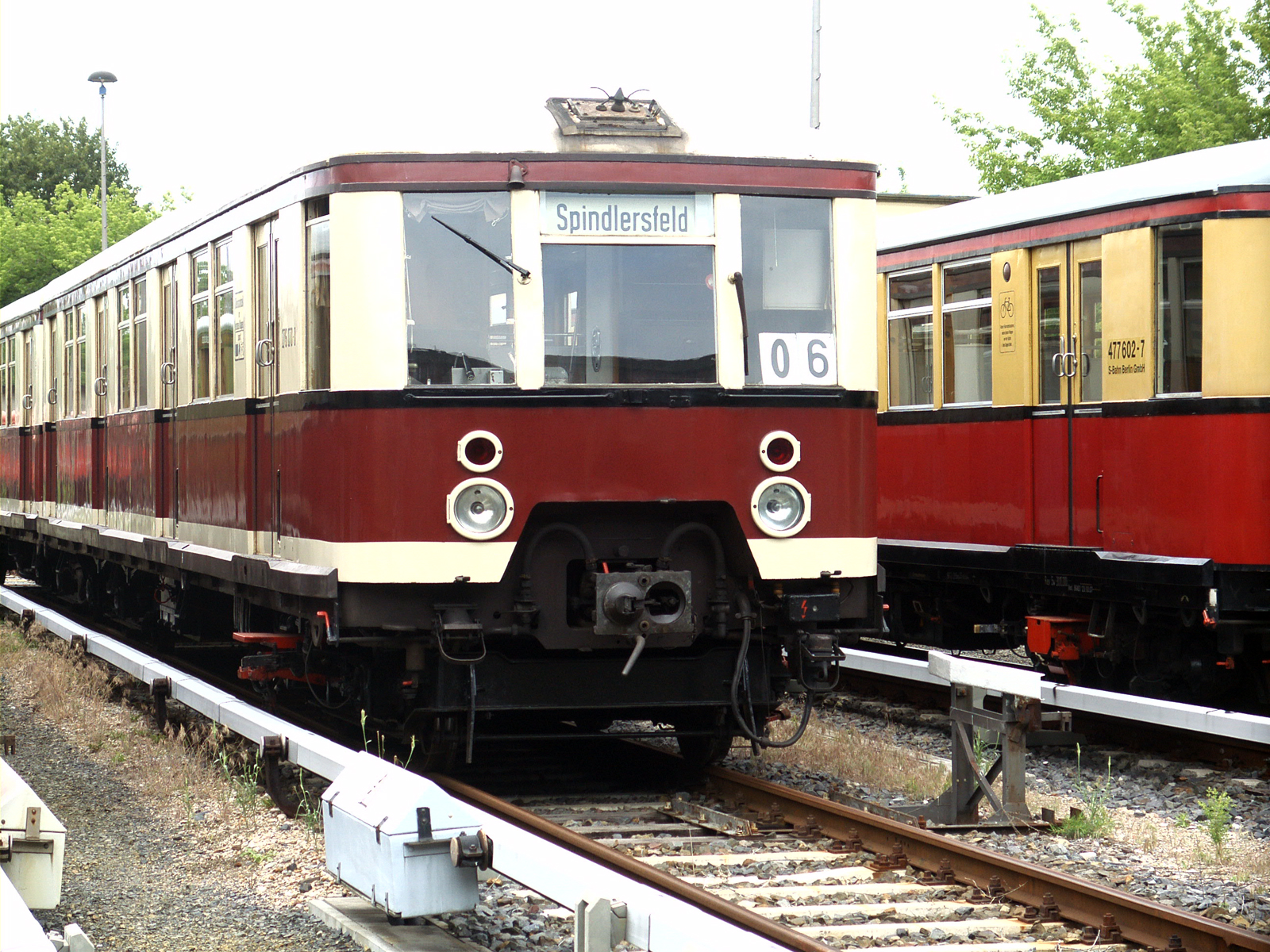
„Hauptstadtanstrich“ weinrot/elfenbein (ab 1986)
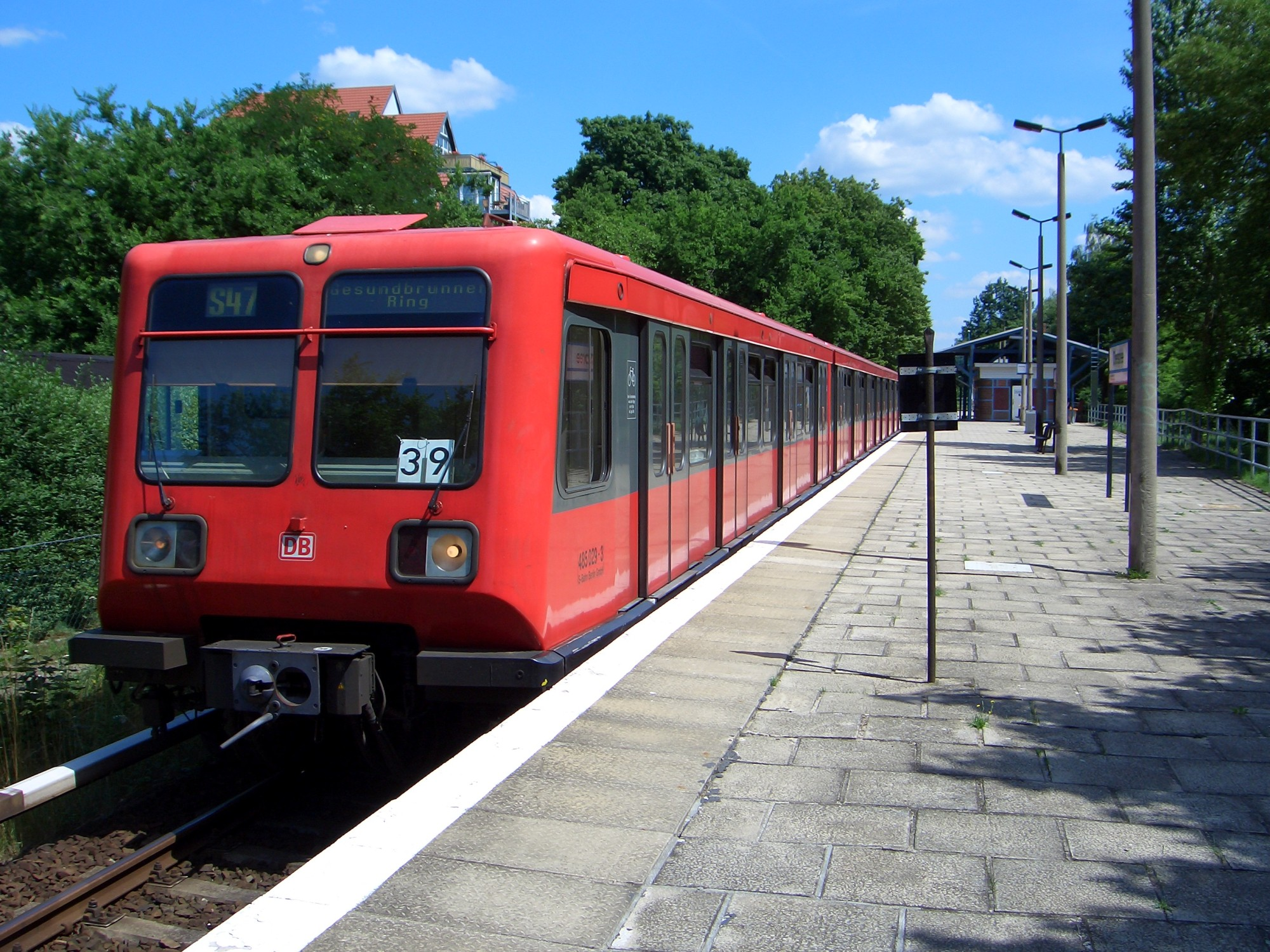
BR 485 in den 1980er und 1990er Jahren in karminrot/dunkelgrau („Coladose“)
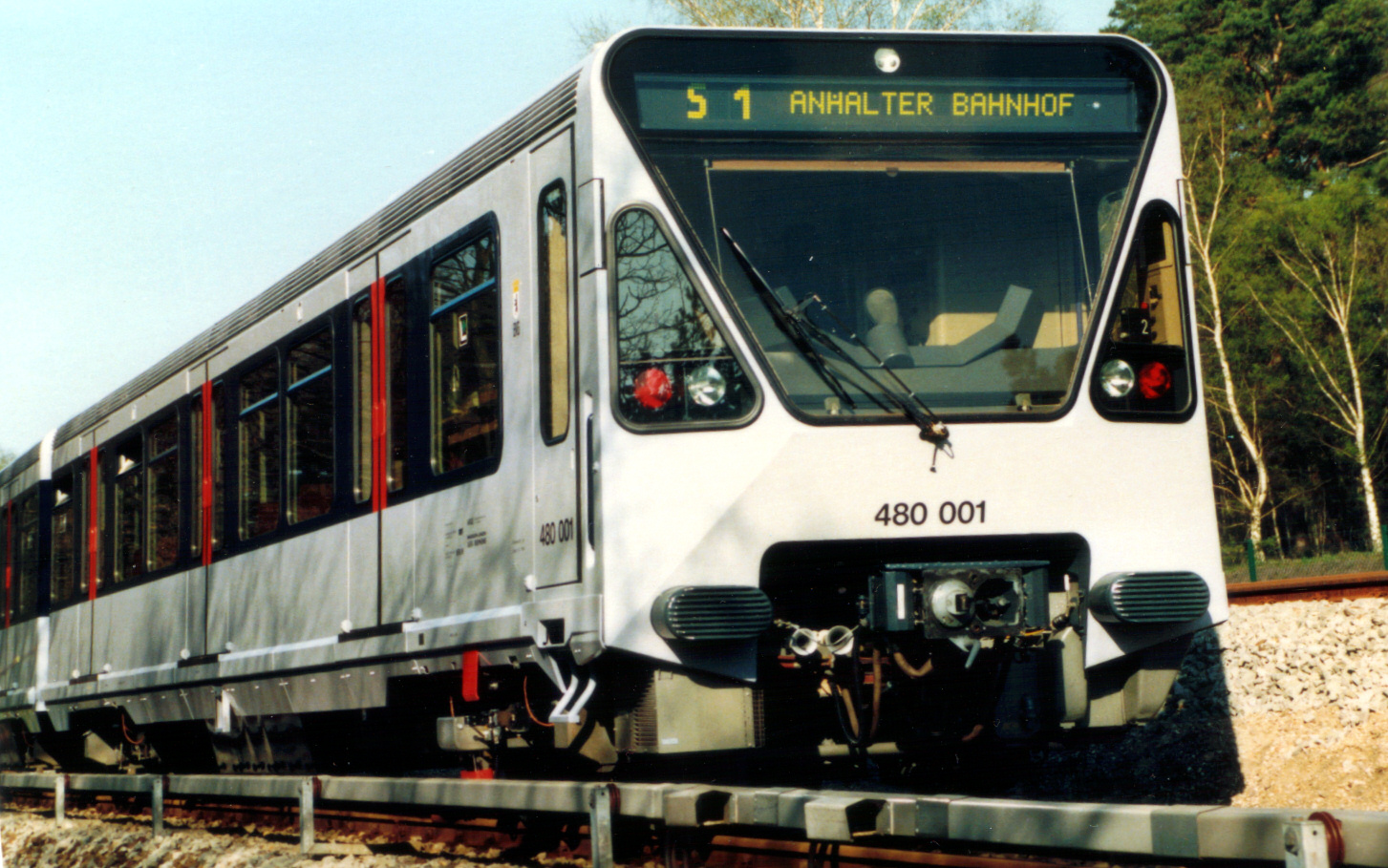
BR 480 mit Farbversuch in kristallblau von 1987
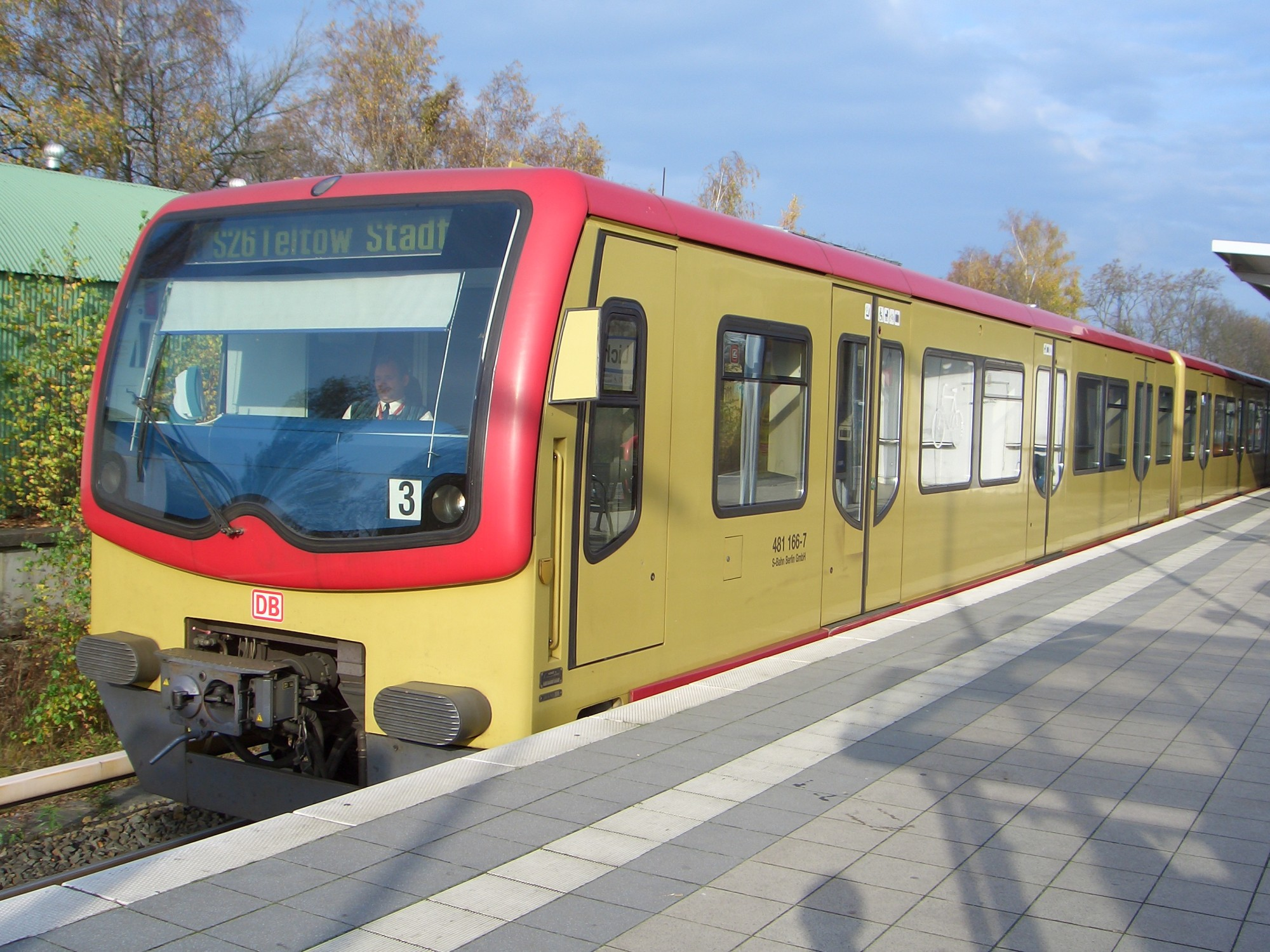
BR 481 in ursprünglicher Lackierung ockergelb/rot von 1994

## Betriebswerke/Hauptwerkstatt
Die S-Bahn Berlin verfügt gegenwärtig über eine Hauptwerkstatt und drei Betriebswerke. In diesen werden alle Hauptuntersuchungen und Reparaturen am Fahrzeugpark vorgenommen. Für kleine Ausbesserungen wird in Oranienburg und Erkner je eine Triebwagenhalle unterhalten.

### Hauptwerkstatt Berlin-Schöneweide

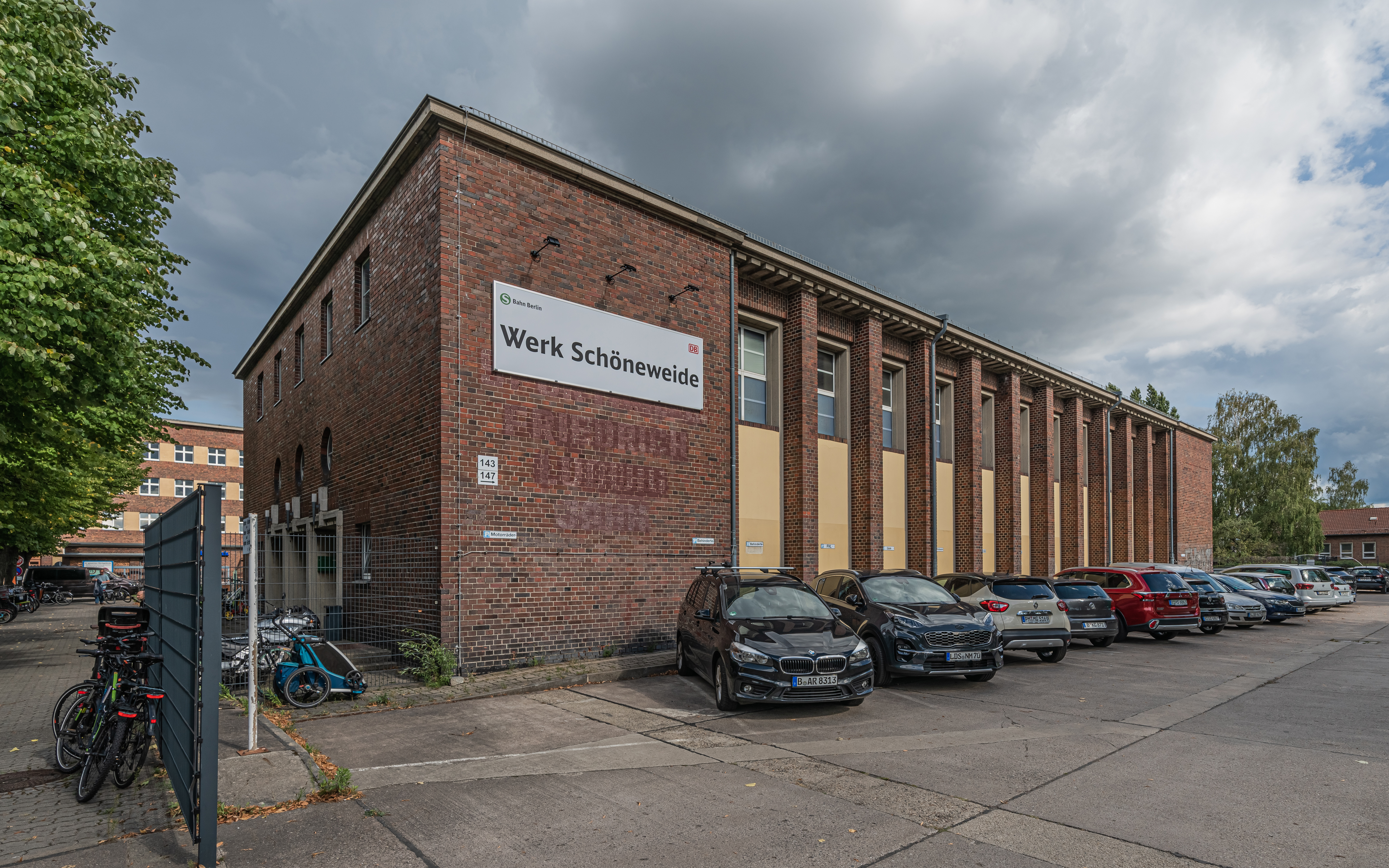
Werk Schöneweide

Mit der Großen Elektrisierung in den 1920er Jahren bestand die Notwendigkeit, ein Ausbesserungswerk für die Triebfahrzeuge zu errichten. Mit dem Bau des Reichsbahnausbesserungswerks Berlin-Schöneweide (Raw Sw) wurde im August 1926 begonnen. Die offizielle Eröffnung war am 15. Oktober 1927. Die ersten Wagen der Bauart Stadtbahn wurden Ende Dezember 1927 geliefert und erhielten ab Januar 1928 hier ihre elektrische Ausrüstung. In der ersten Ausbaustufe war das Werk für einen Fahrzeugbestand von 1040 Wagen ausgelegt. In den Jahren 1930/1931 kamen zwei weitere Hallen hinzu, womit die Kapazität für die geplanten 1600 Wagen erreicht wurde. Im Jahr 1937 erfolgte ein weiterer Ausbau.
Nach 1945 wurden in Schöneweide Züge aller Baureihen der S-Bahn gewartet. 1954 wurde mit der Modernisierung und dem Umbau aller Baureihen begonnen. Da die BVG (Ost) über keine eigenen Werkstätten für die Wartung und Reparatur der U-Bahn-Züge sowie der Straßenbahnen verfügte, mussten diese Arbeiten ebenfalls hier ausgeführt werden. In den Jahren von 1962 bis 1990 wurden aus S-Bahn-Zügen der Baureihe 169 U-Bahn-Wagen der Baureihe EIII gebaut. Auch die Fahrzeuge der Oberweißbacher Bergbahn und der Buckower Kleinbahn waren hier beheimatet. Aufgrund dieser Fremdaufträge wurden etwa nur 40 % der Kapazität des Werkes für die S-Bahn erbracht.
Seit September 1991 wurden in Schöneweide zusätzlich die S-Bahn-Züge der BVG (im ehemaligen West-Berlin hatte sie noch die Betriebsrechte) gewartet. Ende 1992 bekamen hier die letzten Straßenbahnfahrzeuge ihre Hauptuntersuchung. Die Instandhaltung von U-Bahn-Fahrzeugen lief 1993 aus. Seitdem arbeitet die Hauptwerkstatt wieder ausschließlich für die S-Bahn.
Eine für 2010 vorgesehene Schließung der Hauptwerkstatt ist im Zusammenhang mit dem S-Bahn-Chaos von 2009 von der neuen Geschäftsführung ausgesetzt worden. Zum Ende des Jahres 2009 wurde bekanntgegeben, dass für die Hauptwerkstatt eine Bestandsgarantie bis 2017 gegeben würde.

### Betriebswerk Berlin-Friedrichsfelde

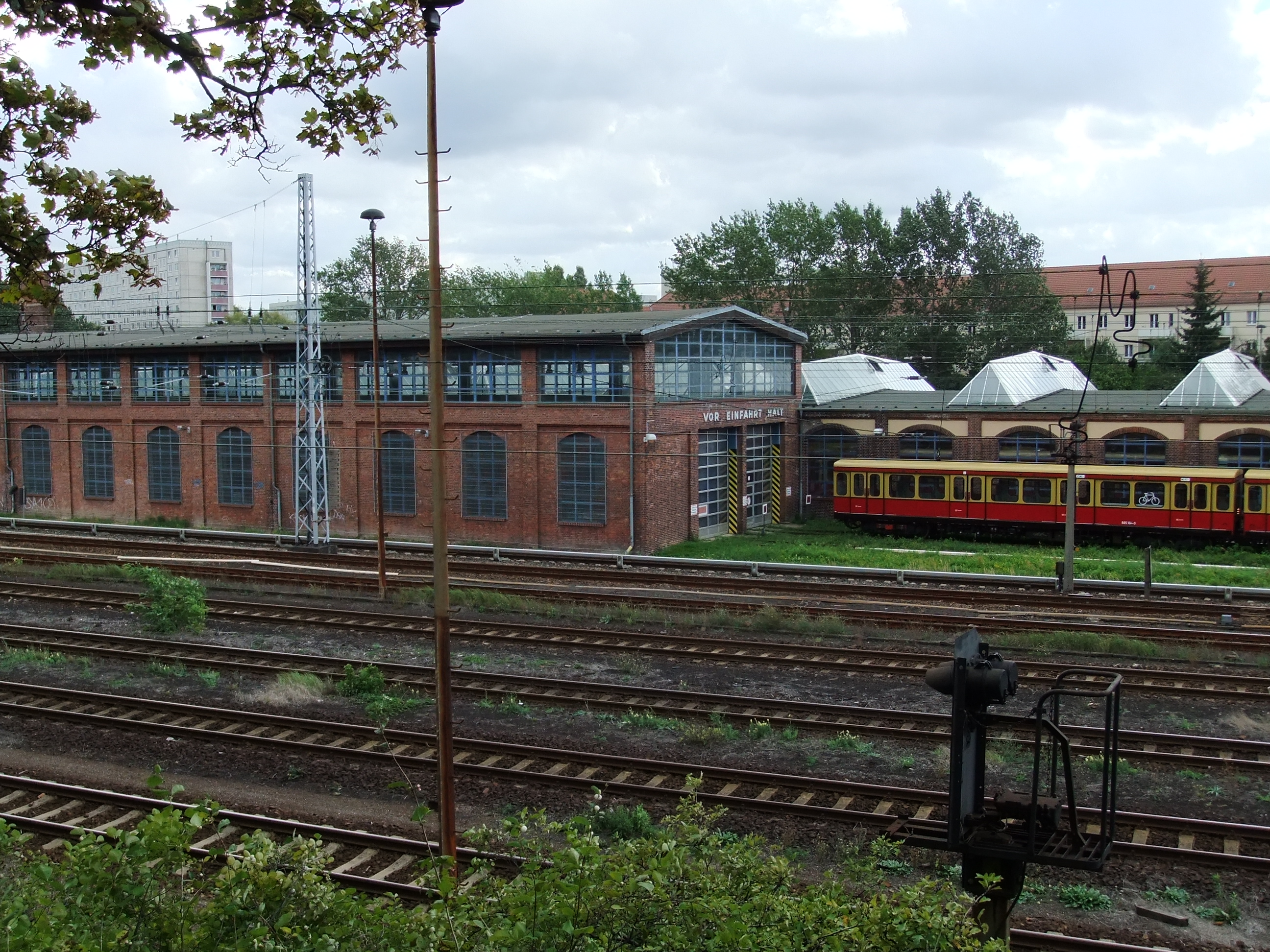
Hallen des Betriebswerks Friedrichsfelde, 2011

Das Betriebswerk (Bw Frf) wurde am 1. Mai 1903 eröffnet. Es besteht aus einer 160 Meter langen Triebwagenhalle, einer Kranhalle sowie einem Verwaltungsgebäude. Die gesamte Anlage liegt zwischen den S-Bahn-Streckengleisen zwischen dem Bahnhof Berlin-Lichtenberg und dem Bahnhof Berlin-Friedrichsfelde Ost. Im Rahmen der Umstellung auf elektrischen Betrieb wurde es für die S-Bahn umgebaut und seit dem 15. Mai 1928 von ihr genutzt. Als Außenstelle war ihm die Triebwagenhalle in Oranienburg zugeordnet.
Am 28. Mai 2006 wurde es geschlossen, allerdings wurde das Bw am 11. Januar 2010 aufgrund fehlender Kapazitäten im Zusammenhang mit dem S-Bahn-Chaos 2009/2010 wiedereröffnet. Seitdem erfolgt dort wieder die betriebsnahe Instandhaltung von täglich 25–30 Viertelzügen. Derzeit erfolgt eine Modernisierung der Anlagen. Dabei wurden die Hochbauten, die Gleisanlagen und die Bahnstromversorgung erneuert. Zusätzlich zur bisherigen westlichen Anbindung vom Bahnhof Lichtenberg wird eine neue östliche Anbindung des Betriebswerks hergestellt. Ende 2015 begann der Neubau einer 160 m langen Außenreinigungsanlage. Die Sanierung der Kranhalle wurde im November 2015 abgeschlossen. Danach erfolgt die Sanierung der Triebwagenhalle. Insgesamt sollten 25 Millionen Euro investiert werden. Darüber hinaus wurde südlich der Werkstattgleise eine neue Zugbildungs- und Abstellanlage errichtet. Das Werk ist Wartungsstandort für 184 Viertelzüge der Linien S3, S5 und S75.
Die Außenreinigungsanlage ging Ende 2016 in Betrieb. Sie liegt am östlichen Ende des Bw-Geländes nördlich des Ausziehgleises und kommt auf etwa 5000 Waschvorgänge pro Jahr. Für die Anlage wurde ein vollzuglanges Gebäude errichtet. Damit ist es möglich, Züge im Winter abzutauen und somit die anschließende Instandhaltung zu beschleunigen. Die vorgesehenen Baukosten lagen bei 5,5 Millionen Euro.
Nach neueren Angaben wurden 6,5 Millionen Euro in die Außenreinigungsanlage investiert, 7,9 Millionen Euro in die Sanierung der Außengleise sowie 8,8 Millionen Euro in die der Kran- und Triebwagenhalle. Der Neubau der Zugbildungsanlage erfolgte in den Jahren 2017/2018 durch DB Netz; hierfür werden 14 Millionen Euro investiert. Um regelkonforme Gleismittenabstände herzustellen, mussten die Gleisachsen angepasst werden; zwei Aufstellgleise sind dadurch entfallen. Die Gleislänge reduzierte sich von 3600 m auf 2900 m.

### Betriebswerk Berlin-Grünau
Die Königliche Eisenbahndirektion Berlin erwarb ein Gelände südöstlich des Bahnhofs Grünau, um hier ein Betriebswerk zu bauen (Bw Ga). Am 1. April 1910 wurde es eröffnet. Bei seiner Eröffnung hatte es 150 Beschäftigte. Am 1. Mai 1910 wurden von diesem Betriebswerk aus die ersten Züge eingesetzt. In den ersten Jahren war das Werk für Dampflokomotiven und Wagen zuständig. Für beide Fahrzeugarten wurden getrennte Anlagen errichtet. Im Jahr 1916 erfolgte ein Ausbau. Von April bis Dezember des Jahres 1927 wurde das Betriebswerk für elektrische S-Bahn-Züge umgebaut; seit dem 6. November 1928 werden diese Züge dort gewartet. Mit der Übernahme des elektrischen Betriebes war das Betriebswerk für folgende Zugläufe zuständig:
- Grünau  Südring – Stadtbahn – Lichtenberg
- Grünau – Stadtbahn – Spandau West
- Grünau – Nordring – Gartenfeld (nur HVZ)

Die Verbindung nach Spandau West wurde in den folgenden Jahren zum traditionellen Zuglauf, die nach 1945 bis zum Mauerbau beibehalten wurde. In den 1980er Jahren wurden von diesem Betriebswerk täglich 51 Züge für die Verbindungen
- Zeuthen – Ostring – Bernau
- Königs Wusterhausen – Stadtbahn – Friedrichstraße – Stadtbahn – Erkner – Stadtbahn – Friedrichstraße
- Flughafen Berlin-Schönefeld – Stadtbahn – Friedrichstraße
- Spindlersfeld – Ostring – Blankenburg

bereitgestellt.
Hier wurden die ersten vier Viertelzüge der damaligen Neubau-Baureihe 270 (heute: 485) beheimatet.
Im Jahr 2020 begannen die Bauarbeiten zur Errichtung einer 160 m langen Außenreinigungsanlage. Zuvor war die alte Waschanlage abgerissen worden. Rund neun Millionen Euro werden hierfür investiert, die Fertigstellung war im ersten Halbjahr 2021 vorgesehen. Seit Juni 2022 ist die Anlage im Regelbetrieb. Weitere Investitionen erfolgen in den nächsten Jahren in eine Unterflur-Radsatzdrehbank (drei Millionen Euro) sowie in Gleisbauarbeiten (zwei Millionen Euro).

### Betriebswerk Berlin-Wannsee

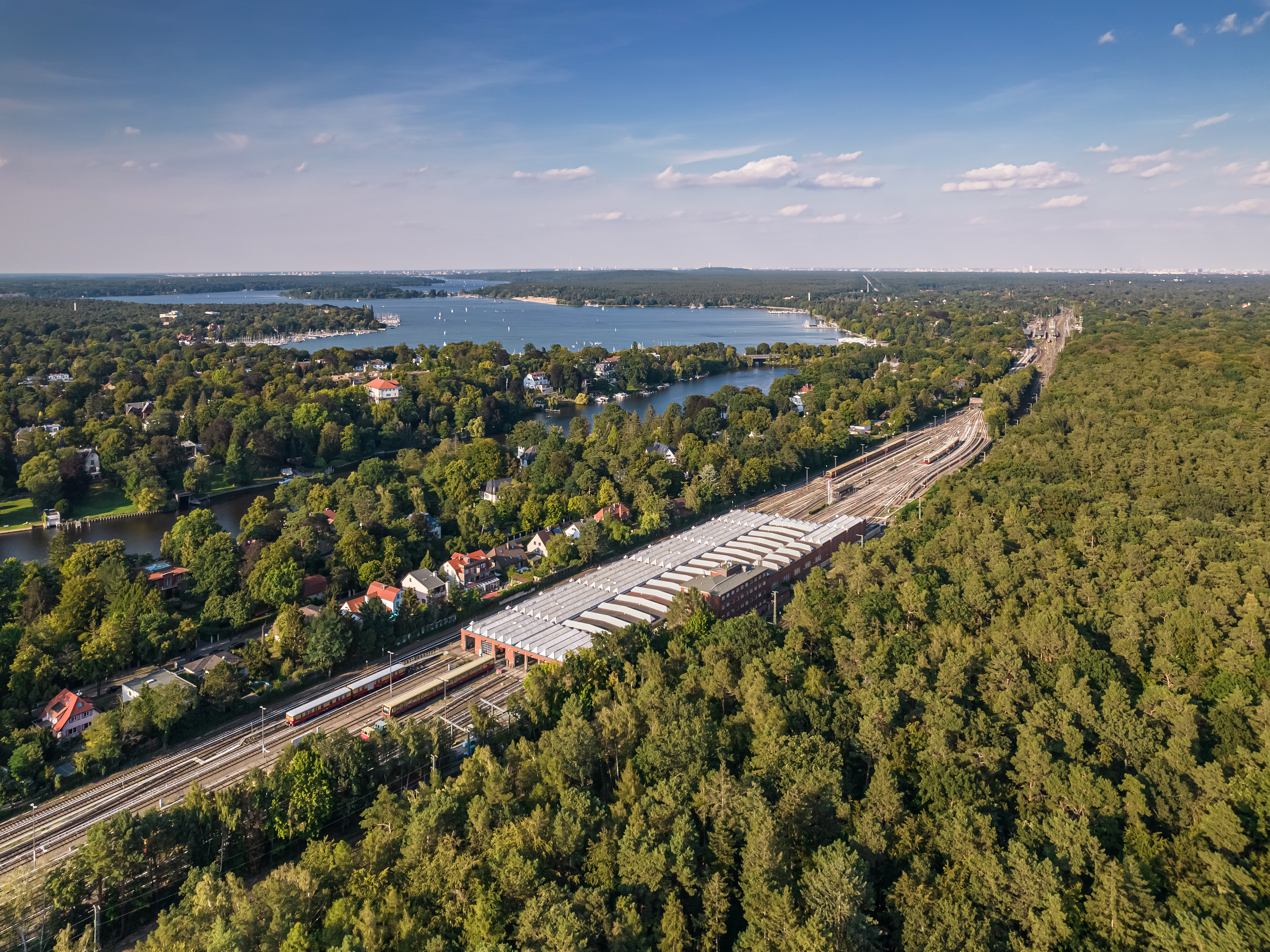
Betriebswerk Wannsee

Mit der Eröffnung des elektrischen Betriebes auf der Wannseebahn war die Große Elektrisierung abgeschlossen. Es wurde ein weiteres Betriebswerk (S-Bw Ws) für den angewachsenen Fahrzeugpark benötigt. Am 15. Mai 1933 wurde zeitgleich mit der Wannsee-Bahn im Südwesten Berlins das Betriebswerk Wannsee als damals modernstes eröffnet.
Nach dem Mauerbau war das Betriebswerk Wannsee neben dem Betriebswerk Papestraße das einzige auf dem Gebiet von West-Berlin. (Das Bw Nordbahnhof war zwar für West-Strecken zuständig, lag aber in Ost-Berlin.) In den Jahren 1980–1990 war es das letzte auf West-Berliner Gebiet noch verbliebene. So mussten in den ersten Jahren nach der Übernahme der S-Bahn durch die BVG hier alle Züge gewartet werden.

### Triebwagenhalle Erkner

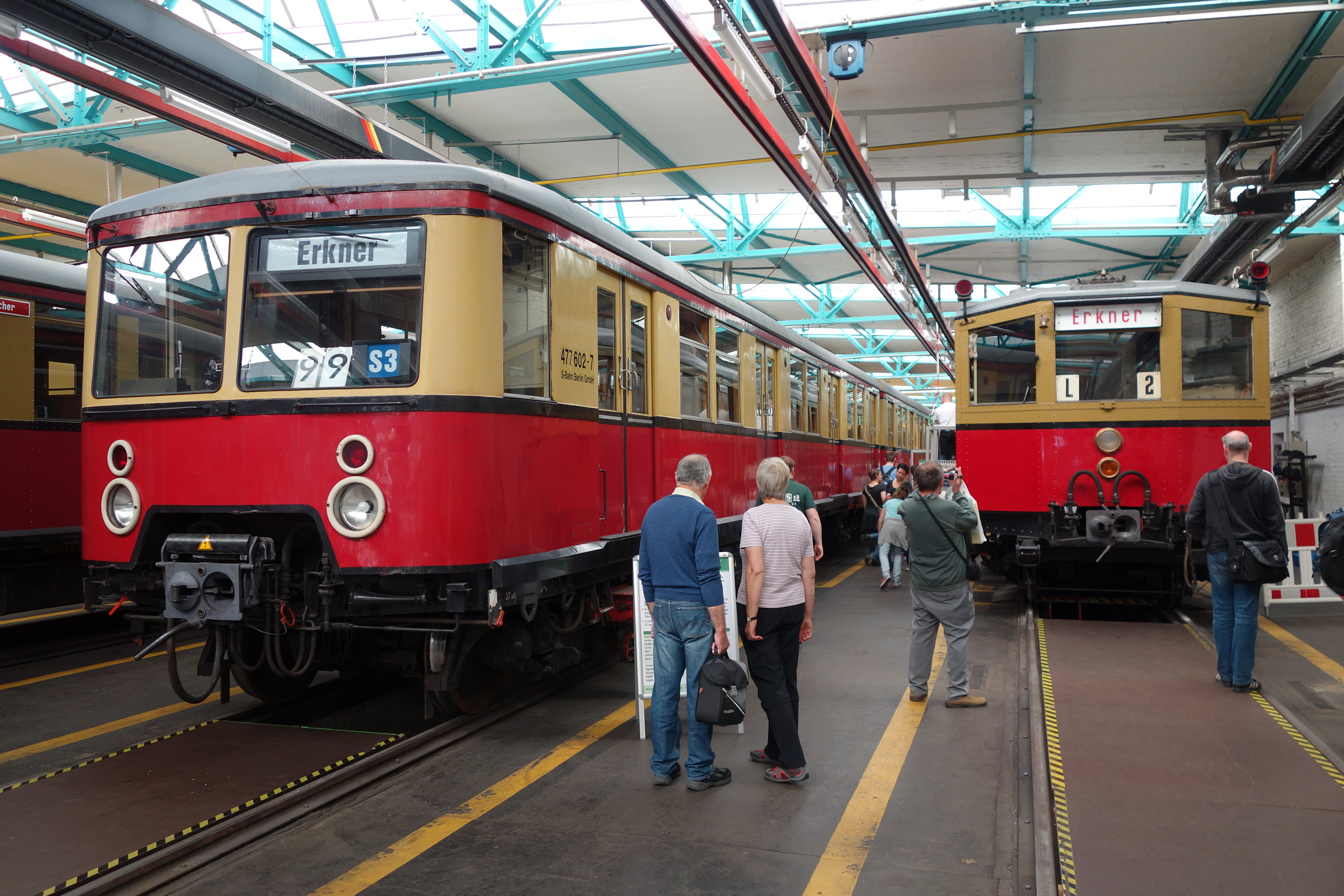
Historische Fahrzeuge in der Triebwagenhalle Erkner, 2015

Die Triebwagenhalle Erkner wurde 1928 eröffnet (Twh Erk). Verwaltungsmäßig galt sie als Einsatzstelle des Betriebswerks Berlin-Grünau. Mit der Einführung von neuen Fahrzeugen der BR 481 wurde mit einem geringeren Wartungsbedarf gerechnet und diese Triebwagenhalle 2000 geschlossen. Sie wird seitdem vom Verein Historische S-Bahn e. V. genutzt. Hier sind die historischen Züge beheimatet, an denen auch Instandhaltungsarbeiten durchgeführt werden. Im Januar 2010 wurde die Halle aufgrund fehlender Kapazitäten im Zusammenhang mit den Zugausfällen in den Jahren 2009/2010 auch für die Linienfahrzeuge wiedereröffnet. Seit Dezember 2011 gehört sie organisatorisch zum Werk Friedrichsfelde. Seit 2009 arbeiten der Historische S-Bahn e. V. und die S-Bahn Berlin GmbH gemeinschaftlich in der Anlage. Seit der Wiedereröffnung wurde die Infrastruktur modernisiert (Sozialräume, Werkstatt, Tore, Licht, Abwasser, Stromversorgung).

### Triebwagenhalle Oranienburg
Am Bahnhof Oranienburg, nördlich von Berlin, wird eine Triebwagenhalle unterhalten (Twh Or). Sie wurde im Jahr 1925 im Zusammenhang mit der zweiten Nordstrecke eröffnet. Sie war Standort der für etwa ein Jahr betriebenen Duo-S-Bahn (S19). Zurzeit wird sie für die Inbetriebnahme der neuen Stadler-Triebzüge 483/484 genutzt, die vom Stadler-Werk Velten kommen.

### Geschlossene Anlagen
Mit der Erneuerung des Fahrzeugparks in den 1990er Jahren wurde mit einem reduzierten Wartungsaufwand gerechnet. Deshalb wurden die Betriebswerke Papestraße (heute: Südkreuz) und Friedrichsfelde sowie die Triebwagenhalle Erkner geschlossen. Aufgrund der Ereignisse in den Jahren 2009/2010 und des wieder erhöhten Bedarfs an Wartungskapazitäten wurden das Betriebswerk Friedrichsfelde und die Triebwagenhalle Erkner Anfang 2010 wieder geöffnet.

#### Reichsbahnausbesserungswerk Berlin-Tempelhof
Bis zur Fertigstellung des Reichsbahnausbesserungswerks Schöneweide wurden die Trieb- und Beiwagen der Nordstrecken im Reichsbahnausbesserungswerk Berlin-Tempelhof erhalten und repariert. Dieses diente bereits seit 1903 als Werkstatt für die Züge der Lichterfelder Vorortbahn. Ab 1927 gab das Werk seine Aufgaben schrittweise nach Schöneweide ab.

#### Betriebswerke
- Betriebswerk Stettiner Bahnhof (ab 1950: Nordbahnhof; Stb, Nob): Das Bahnbetriebswerk Stettiner Bahnhof diente seit dem Bau des Bahnbetriebswerks Berlin-Gesundbrunnen ausschließlich dem Vorortverkehr.[192] Da die Anlagen für den Dampfbetrieb ausgelegt waren, erfolgte 1926/27 der komplette Neubau des Bw nach Plänen Richard Brademanns. Es entstanden eine Wagenhalle für sechs Vollzüge und ein Werkstattkomplex. Nach der Schließung des Stettiner Vorortbahnhofs 1936 wurden dessen Bahnsteige durch eine Abstellanlage ersetzt. Nach dem Bau der Mauer lag das Betriebswerk in Ost-Berlin, konnte jedoch über die zum West-Berliner Netz gehörige Nordsüd-S-Bahn erreicht werden, um von dort diese Strecken mit Ost-Berliner Personal zu betreiben. Es wurde bis 8. Januar 1984 (Betriebsschluss) genutzt. Das Gelände ist heute fast vollständig mit Bürogebäuden der Deutschen Bahn überbaut.[193]

- Betriebswerk Papestraße (Par): Im Zusammenhang mit der „Großen Elektrisierung“ in den 1920er Jahren wurde für die Ringbahn ein eigenes Betriebswerk notwendig, das am 1. November 1928 eröffnet wurde. Die von Richard Brademann entworfenen Hochbauten bestanden aus einer fünfgleisigen Triebwagenhalle, einer zweigleisigen Nebenhalle und einem Verwaltungs- und Sozialgebäude. Im Zusammenhang mit den Planungen zur „Welthauptstadt Germania“ des „Dritten Reichs“ sollte es stillgelegt werden. Es wurden neue Hallen an der Oderstraße in Neukölln für ein neues Betriebswerk gebaut. Durch den Wegfall des Betriebswerks Westend infolge von Kriegsschäden konnte auf das Betriebswerk Papestraße allerdings nicht verzichtet werden. Von hier wurden in der Hauptsache die Ringbahn und die Siemensbahn (Jungfernheide – Gartenfeld) bedient. Infolge des zweiten Berliner S-Bahn-Streiks im Jahr 1980 kam es im ehemaligen West-Berlin zu erheblichen Streckeneinstellungen. Das Betriebswerk wurde von der Deutschen Reichsbahn im September 1980 stillgelegt. Nach der Übernahme der S-Bahn durch die BVG in West-Berlin im Jahr 1984 und dem Wiederaufbau von Strecken wurde es wieder benötigt. Im Januar 1987 erfolgte die Reaktivierung durch die BVG als Werkstatt, die dort Zwischenuntersuchungen an den Fahrzeugen der BR 275 durchführte. Die endgültige Schließung erfolgte am 31. März 1992.[194] Auf dem Gelände wurde die Zugbildungsanlage Tempelhof errichtet. Die Wagenhallen und das Verwaltungs- und Sozialgebäude wurden hierzu 2009 abgerissen und das Gelände beräumt. Eine erste Baustufe wurde am 19. November 2012 in Betrieb genommen, die restliche Anlage Ende 2016.[195] Im Rahmen des Ausbauprogramms i2030 soll die Anlage erweitert werden.[196]
- Betriebswerk Westend (Wes): 1929 wurde am Bahnhof Westend auf dem Gelände eines bisherigen Dampflokomotiv-Bw das Betriebswerk Westend eröffnet. Im Zweiten Weltkrieg wurde es 1944 schwer beschädigt und war bis 1947 stark eingeschränkt in Betrieb. Auf eine vollständige Wiederinstandsetzung wurde verzichtet; die Aufgaben übernahm das Bw Papestraße. Das Gelände wird seitdem als Abstell- und Kehranlage genutzt.

#### Triebwagenhallen
- Triebwagenhalle Bernau (Brn): Die 1924 eröffnete Anlage wurde zur Unterstellung und Wartung der allerersten gelieferten elektrischen Züge erbaut und war später eine Einsatzstelle des Betriebswerkes Berlin-Grünau. Sie wurde am 31. Oktober 2001 geschlossen und ist noch erhalten.

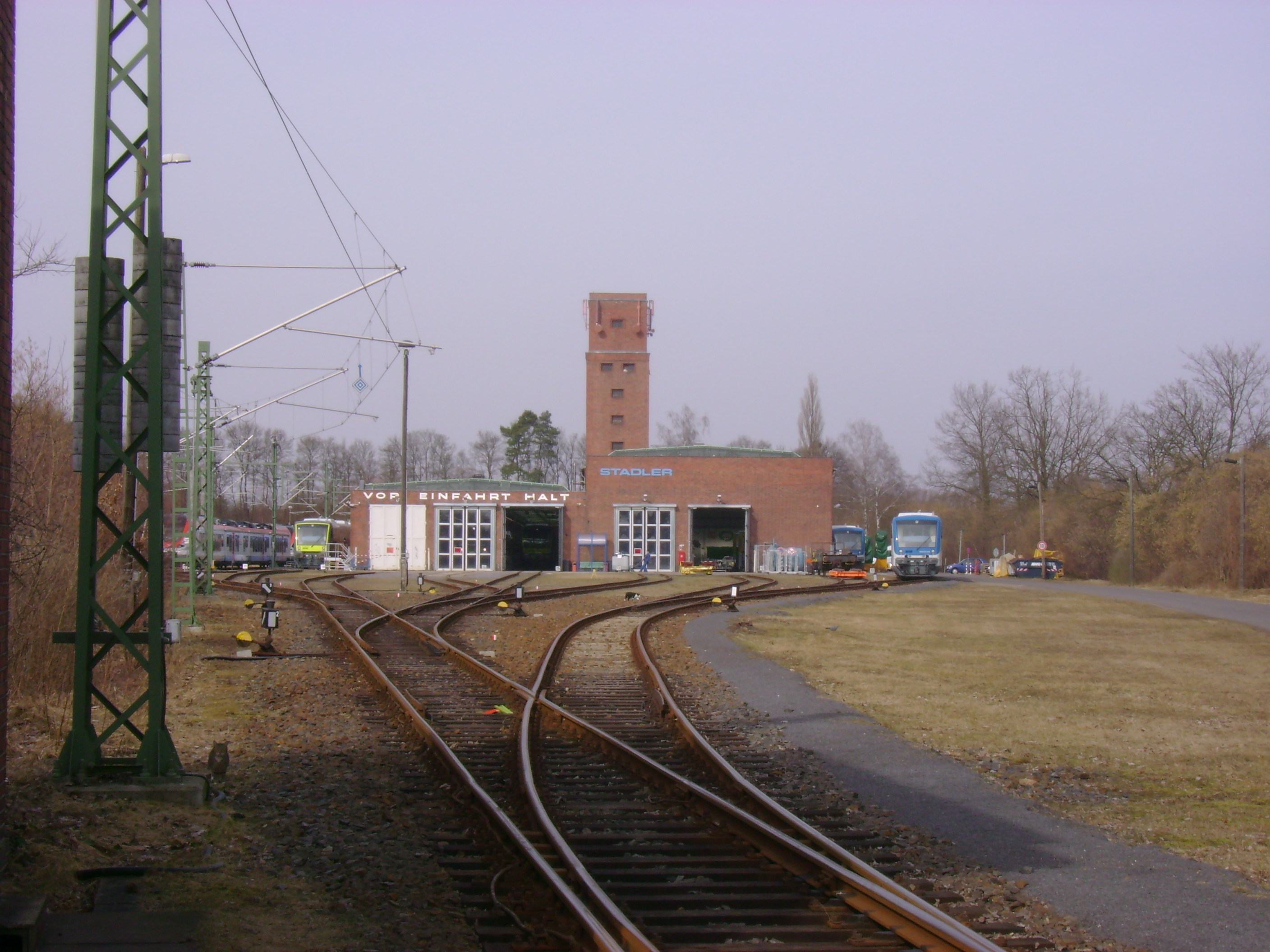
Ehemalige Triebwagenhalle der S-Bahn in Velten

- Triebwagenhalle Hundekehle: Diese im Ortsteil Grunewald gelegene Werkstatt diente seit der Wende zum 20. Jahrhundert dem Dampfbetrieb der Stadtbahn und wurde von 1929 bis September 1980 für die elektrische S-Bahn genutzt. Hundekehle war bis in die 1950er Jahre ein eigenständiges Bahnbetriebswerk. Die BVG nahm die Halle als Abstellhalle ab 1984 teilweise wieder in Betrieb, im ehemaligen Verwaltungsgebäude wurden Triebfahrzeugführer ausgebildet. Sie ist noch erhalten.
- Triebwagenhalle Velten (Vlt): Von 1927 bis 1983 wurde die Triebwagenhalle für die elektrische Gleichstrom-S-Bahn genutzt. Seit der Einstellung des nach dem Mauerbau entstandenen Inselbetriebs zwischen Velten und Hennigsdorf 1983 wird sie nicht mehr benötigt und wird heute, nachdem sie zum Abstellen verschiedener Sonderfahrzeuge (u. a. Veltener Traditionszug) genutzt wurde, von Stadler Rail genutzt.
- Triebwagenhalle Yorckstraße (Yor): 1905 entstand eine zweigleisige Abstellhalle für die elektrischen Züge der Strecke Potsdamer Bahnhof – Groß Lichterfelde Ost. Mit der Umstellung der Streckenfahrspannung von 550 auf 800 Volt im Jahr 1929 und der Ausmusterung der alten Triebwagen wurden hier Züge der Bauart Stadtbahn beheimatet. Ein Jahr später wurde die Halle zur Außenstelle des S-Bw Papestraße; nun wurden nur noch Züge abgestellt, aber nicht mehr gewartet. Mit der Fertigstellung der Nord-Süd-S-Bahn im Jahr 1939 gab es durchgehende Zugläufe in Richtung Bernau/Velten. Die Züge wurden nun durch das S-Bw Stettiner Bahnhof gewartet, und die Halle wurde geschlossen.[197]

## Unfälle
Seit der Eröffnung der S-Bahn im Jahr 1924 kam es zu einigen Unfällen, seltener wegen technischer Mängel, öfter jedoch durch menschliches Versagen. Manche Unfälle hatten besondere Auswirkungen auf den weiteren Betrieb oder führten zu Todesopfern. Eine Auswahl:
- Am 15. Dezember 1945 kam es auf der eingleisigen Zweigbahn Schöneweide–Spindlersfeld zu einer Kollision zwischen einer S-Bahn und einem Nahgüterzug. Dabei gab es vier Tote und einen Schwerverletzten. Ursache war menschliches Versagen des zuständigen Fahrdienstleiters, der bei fehlendem Streckenblock den aus Spindlersfeld kommenden Nahgüterzug vergaß und eine S-Bahnfahrt nach Spindlersfeld zuließ.[198][199]
- Am 15. August 1948 fuhr im Nordsüd-S-Bahn-Tunnel ein von Oranienburger Straße kommender Zug auf einen in dem Bogen der Spreeunterfahrung stehenden Zug auf. 63 Personen wurden verletzt. Als Grund wurde genannt, das Triebwagenpersonal hätte beim Fahren auf Sicht die erforderliche Sorgfalt vermissen lassen, indem es mit etwa 20 km/h in den nicht einsehbaren Bogen fuhr. Beide sollten zunächst fristlos entlassen werden, wurden aber von einem Gericht freigesprochen und verblieben im Dienst.

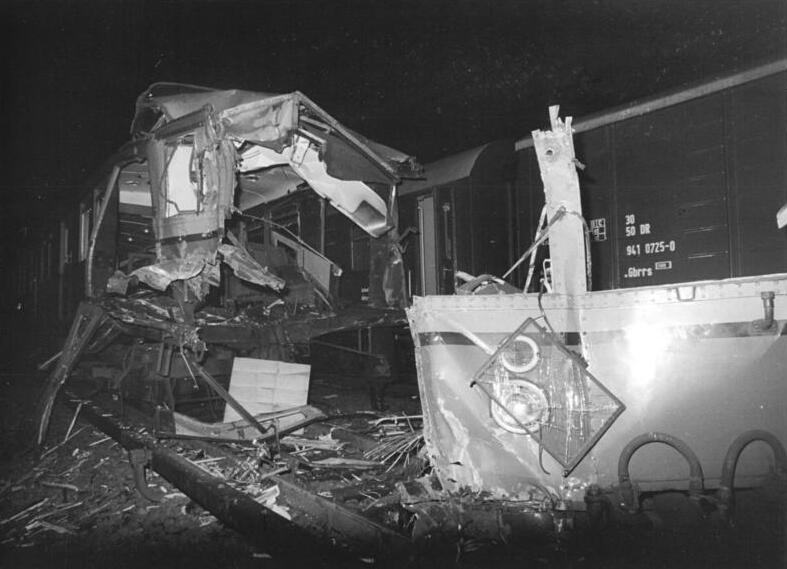
Unfall bei Schönfließ, 1979

- Am späten Nachmittag des 18. Dezember 1979 fuhr auf dem nördlichen Berliner Außenring zwischen Mühlenbeck und dem Karower Kreuz ein S-Bahnzug auf einen gerade anfahrenden Güterzug auf. Der Triebfahrzeugführer wurde bei dem Unfall getötet, 20 Fahrgäste wurden verletzt, fünf davon schwer.
- Im Jahr 1987 kam es zu mehreren Entgleisungen von BVG-S-Bahn-Zügen im Nord-Süd-S-Bahn-Tunnel. Nachdem zuvor je ein Zug vor und hinter dem Bahnsteig Friedrichstraße mit dem ersten Drehgestell entgleist war, kam es im März 1987 zu einem größeren Zwischenfall, als ein nach Norden fahrender Zug in dem engen Linksbogen der Spreeunterfahrung entgleiste. Der BVG-Triebwagen 275 227 rutschte dabei rund 50 m an der Tunnelwand entlang, wobei Kabel und der Wagen selbst erheblich beschädigt wurden. Es gab dabei keine Personenschäden.
- Am 20. Oktober 1987 entgleiste erneut ein Zug mit dem vorletzten Drehgestell des Zuges in dem engen Rechtsbogen vor dem damaligen Bahnhof Unter den Linden (heute: Bahnhof Brandenburger Tor). Der letzte entgleiste Wagen (275 319) geriet außer Profil und rammte den Bahnsteig Unter den Linden, wobei ein drei Meter langes Stück aus der Kante herausbrach und ein dort an der Wand befindliches Signal abgerissen wurde. Am 2. November 1987 kam es exakt an gleicher Stelle wieder zu einer Entgleisung des letzten Wagens (275 435). Auch dieser geriet außer Profil und rammte erneut die Bahnsteigkante. Bei beiden Unfällen entstand erheblicher Sachschaden, allerdings kein Personenschaden. Als Ursache für die insgesamt sechs Entgleisungen wurde festgestellt:
  - Während die BVG begann, ihre Radprofile nach der aktuellen UIC-Norm zu profilieren, wies der Oberbau auf der Tunnelstrecke größtenteils noch Schienenneigungen von 1:20 auf, die beim Oberbau K mit Holzschwellen bis in die 1960er Jahre den Regelzustand darstellten, was mit den zur Verschleißminderung und Verbesserung der Laufruhe weniger konisch abgedrehten Radlaufflächen offenbar zu Kompatibilitätsproblemen führte. Die Schienenneigung im Gleis wurde, beginnend um 1960, aufgrund des zunehmenden Anteils von Drehgestellfahrzeugen europaweit von 1:20 auf 1:40 reduziert, allerdings nur im Rahmen von Oberbauerneuerungen und zu Beginn nur bei Betonschwellen.
  - Die DR hatte – nach der Übergabe der West-Berliner S-Bahn an die BVG – in den engen Bögen die bis dahin vorhandenen Leitschienen (die auch dem Entgleisungsschutz dienen) ausnahmslos ausgebaut.
  - Die Deutsche Reichsbahn hatte sämtliche Kurvenschmierapparate an den Gleisbögen abgebaut, womit sich die Neigung zum Aufsteigen der Spurkränze stark erhöht hatte. In Zusammenhang mit den beiden anderen Punkten musste es zu den Entgleisungen kommen. Als Konsequenz baute die DR die Schmierapparate wieder ein und verhängte eine Geschwindigkeitsherabsetzung von 50 auf 40 km/h. Die BVG versah alle Viertelzüge, die das neue UIC-Profil bereits trugen, mit einem gelben Strich unter der Betriebsnummer. Diese Wagen waren von der Fahrt durch den Tunnel ausgeschlossen.
- Am 21. Oktober 2001 am Ostkreuz und am 10. Mai 2002 am Bahnhof Hackescher Markt ereigneten sich Auffahrunfälle[200], die Anlass zur Einführung einer Geschwindigkeitsüberwachung gaben. Am Ostkreuz kollidierten zwei Züge der Baureihe 485 am späten Sonntagabend, als der auffahrende Zug nach Zwangsbremsung nicht mehr rechtzeitig angehalten werden konnte. Der Triebfahrzeugführer gab an, die geforderte Verringerung der Geschwindigkeit vor dem Haltsignal eingeleitet zu haben, jedoch konnten keine Beweise gefunden werden, die die Behauptung des Rutschens bestätigen konnten. Stattdessen ging das Gericht von einer Unaufmerksamkeit kurz vor Schichtende aus, sodass schon das vorherige Signal unbeachtet blieb. Es wurden zwölf Personen verletzt, und es entstand 190.000 Euro Sachschaden. Auch am Bahnhof Hackescher Markt konnten Gutachter keine Probleme an der Bremsanlage der beteiligten Baureihe 481 feststellen, die die überhöhte Geschwindigkeit an der Einfahrt zum besetzten Gleis des Bahnsteigs erklären konnten. Hier wurden 13 Personen verletzt, wiederum hauptsächlich durch geborstene Scheiben. In beiden Fällen erging eine Geldstrafe gegen die Triebfahrzeugführer, die keine Bahnen mehr fahren.[201][202][203][204]
- Am 10. August 2004 geriet ein S-Bahn-Wagen der Baureihe 480 im unterirdischen Anhalter Bahnhof in Brand. Ursache war ein Verkabelungsfehler im Bremswiderstandslüfter.[205] Der Bahnhof erlitt schwere Schäden, musste mehrere Monate gesperrt und saniert werden, aber es gab keine Todesopfer. Die Kosten für die Sanierung wurden mit insgesamt 5,5 Millionen Euro angegeben.[206] Infolge dieses Unfalls wurde beschlossen, analog zur Berliner U-Bahn alle unterirdischen Bahnhöfe mit nur einem Ausgang mit einem weiteren auszustatten. Explizit betrifft das jedoch nur die Stationen Oranienburger Straße und Anhalter Bahnhof. Letzterer erhielt einen weiteren südlichen Ausgang in Richtung Tempodrom.
- Am 20. November 2006 fuhr um 10:25 Uhr ein S-Bahn-Zug der Linie S25 in Richtung Hennigsdorf im Bahnhof Südkreuz auf ein besetztes Gleis und kollidierte mit einem Arbeitszug. Durch den Aufprall wurden Fahrgäste durch den Wagen geschleudert, wodurch 33 der rund 100 Fahrgäste verletzt wurden, zwei davon schwer.[207][208][209] Der Arbeitszug, ein Gleismesszug, hatte die Strecke zuvor befahren und die Schienen mit einem Wasserfilm überzogen. Dieser Film führte dazu, dass der folgende S-Bahn-Zug der Baureihe 481 beim Abbremsen im Bahnhofsbereich aus dem Bereich hinausrutschte und auf den Arbeitszug auffuhr. Als Konsequenz aus diesem Unfall wurde angeordnet, dass die Fahrzeuge der Berliner S-Bahn langsamer in die Bahnhöfe einfahren müssen. Als spätere Folge des Unfalls wurde die zulässige Höchstgeschwindigkeit aller Züge der Baureihe 481 im Februar 2008 auf 80 km/h herabgesetzt. Erst nach dem Umbau des Gleitschutzes sollen wieder höhere Geschwindigkeiten gefahren werden.[210]
- Am 1. Mai 2009 entgleiste ein S-Bahn-Zug der Baureihe 481 in Kaulsdorf aufgrund einer gebrochenen Radscheibe. Nach Angaben von S-Bahnern war die planmäßige Hauptuntersuchung des entgleisten Zuges um zwei Jahre verschoben worden.[211] Dieser Unfall führte in der Konsequenz zu dem späteren Chaos im Jahr 2009, da die Prüfintervalle verkürzt wurden und deshalb zeitweise nur 165 von 552 erforderlichen Viertelzügen verfügbar waren. Letztendlich mussten alle Achsen ersetzt werden, weil sie generell als den Anforderungen nicht entsprechend erachtet wurden.[212]
- Am 21. August 2012 entgleiste beim Überfahren einer Weiche in der nördlichen Ausfahrt des Bahnhofs Tegel eine in Richtung Hennigsdorf fahrende S-Bahn der Linie S25. Bei dem Unfall wurden fünf Fahrgäste verletzt, der Triebfahrzeugführer erlitt einen Schock und musste ebenfalls medizinisch betreut werden.[213]
- Am 27. November 2024 geriet ein Zug der Linie S7 in Brand, bei dem aber niemand zu Schaden kam. Eine 63-jährige Frau soll im Zug geraucht haben.[214]

## Publikationen
Von der S-Bahn Berlin wird seit 1999 die Mitarbeiterzeitung Paula 7 herausgegeben. Sie erscheint monatlich.
Die S-Bahn Berlin und DB Regio Berlin/Brandenburg geben alle zwei Wochen die Kundenzeitung punkt 3 heraus. Sie erscheint in einer Mindestauflage von 150.000 Exemplaren und liegt zur kostenlosen Mitnahme auf S-Bahnhöfen und Service-Punkten aus. Außerdem wird diese Zeitung im Internet als PDF bereitgestellt.
Wöchentlich wird das Faltblatt S-Bahn-Bauinfos im DIN-A5-Format herausgegeben. Es informiert den Fahrgast über die aktuellen Baumaßnahmen im Netz und die daraus resultierenden Fahrplanänderungen. Es liegt ebenfalls auf den Bahnhöfen aus und ist im Internet abrufbar.

## Vermarktung
Im Onlineshop der S-Bahn bietet die S-Bahn neben Fahrplänen verschiedene Fan-Artikel an. Hierzu gehören insbesondere Bücher, CDs, Schreibwaren und Fahrzeugmodelle.

## Rezeption
Die DEFA-Dokumentation Unser Sandmännchen: S-Bahn von Holmar Attila Mück wurde am 23. Mai 1975 im DDR-Fernsehen erstmals ausgestrahlt.
Im Jahr 1982 schuf der West-Berliner Regisseur Alfred Behrens das Filmporträt Berliner Stadtbahnbilder über die vom Boykott gezeichnete und im Verfall begriffene West-Berliner S-Bahn-Landschaft.